# 2022年の政治
< 2021年 | 2022年の政治 | 2023年 >
2022年の政治（2022ねんのせいじ）とは、2022年の政治分野に於ける出来事についてまとめる。なお、国旗が無い記述は日本における出来事である。

## 出来事

### 1月
- 1日
  -  欧州連合欧州委員会は、原子力発電を天然ガスと共に「持続可能な経済活動」としてグリーンな投資先の対象として認定する方針を発表[1]。この方針に、ドイツやスペインなどの脱原発を進める加盟国や環境団体が強く反発した一方で、フランスや中東欧の国々などは原子力発電を推進する姿勢を示している[2][3]。
  -  アメリカ合衆国・ニューヨークの市長に、元ブルックリン区長で民主党のエリック・アダムズ（英語版）が就任[4]。
  -  イニャツィオ・カシスが2022年度のスイス連邦大統領、アラン・ベルセが連邦副大統領に就任[5]。
  -  ハイチ・ゴナイーヴの教会で大統領代行兼首相のアリエル・アンリが出席した独立218年を記念した式典で教会を退出する際に、首相を狙った武装集団の襲撃に見舞われて銃撃戦となり、少なくとも1人が死亡し2人が負傷した[6][7]。
- 2日
  -  TwitterはCOVID-19に関して誤った情報やアンチワクチンの投稿を繰り返し拡散したとして、共和党所属の下院議員であるマージョリー・テイラー・グリーンのアカウントを永久凍結した[8][9]。
  -  スーダン暫定政権のアブダッラー・ハムドゥーク首相が辞任を発表[10]。19日、アブドゥルファッターハ・ブルハーン主権評議会議長がオスマーン・フセイン（英語版）閣僚評議会書記長に首相の任務を追加[11]。
- 3日
  -  核兵器を保有するアメリカ・ロシア・イギリス・フランス・中国の5カ国が、「核戦争に勝者はいない。核戦争を絶対に始めてはならない」とする共同声明を発表[12]。
  -  石油輸出国機構（OPEC）は次期事務局長にクウェートのハイサム・アル＝ガイスを選出、8月就任予定[13]。
- 5日
  - 所有する乗用車の車検と自賠責保険が切れたまま秘書に運転させたとして、自民党の武井俊輔衆院議員が道路運送車両法違反（無車検）と自動車損害賠償保障法違反（無保険）の疑いで書類送検された[14]。
  - 過去にChoose Life Projectが制作した番組に出演した小島慶子、津田大介、南彰、望月衣塑子、安田菜津紀が連名で、「2020年春からの約半年間に立憲民主党から番組制作費名目で1000万円以上の資金提供があった」という旨の抗議声明を出した[15]。
  -  カザフスタンのカシムジョマルト・トカエフ大統領は、アスカル・マミン（英語版）内閣の総辞職を承認し、アリハン・スマイロフ第1副首相を首相代行に任命したほか、ヌルスルタン・ナザルバエフ前大統領を国家安全保障会議議長から解任して自らが就任し、非常事態宣言を全土に拡大[16]。液化石油ガス価格が新年に入ってから大幅に引き上げられ、抗議デモが各地で広がっていた[17]。
- 7日
  - 自由民主党は、元職の浅尾慶一郎ら2人の立候補予定者の2022年夏の参院選での公認を発表[18]。
  - 日本・アメリカ両政府は、日米安全保障協議委員会（2プラス2）を開催し、共同声明を発出[19][20]。同日、中国外交部は日米などの対応に強烈な不満を表明[21]。最前線である沖縄県知事の玉城デニーも沖縄県が攻撃目標となる可能性を挙げて懸念を表明[22]。
- 8日
  - 京都府知事の西脇隆俊は、2期目を目指して京都府知事選挙に立候補すると表明[23]。
  -  カザフスタンの国家保安委員会（KNB）は、同委員会前議長のカリム・マシモフら数人を拘束したと発表。1月5日に、トカエフ大統領に責任を取る形で解任されていた[24]。
- 9日
  -  台北市第5区選出の立法委員・林昶佐に対するリコール投票の結果、賛成54,813、反対43,340票となり、賛成が反対を上回るが、賛成票数が全有権者（23万5024人）の4分の1である58,756票を越えていないため、リコールが不成立[25]。
  -  台中市第2区選出の前職立法委員・陳柏惟のリコール成立を受け、補欠選挙を挙行。投票の結果、民主進歩党の林静儀が中国国民党の顔寛恒（中国語版）などを破り当選[26]。
  -  2021年10月の総選挙（英語版）を受けイラク議会が初招集され、議長にムハンマド・アル＝ハルブーシー（英語版）を再任[27]。
- 11日
  - 官製談合事件で前町長が辞職したことに伴う富士川町長選挙が告示され、前県議の望月利樹（無所属）が無投票で当選[28]。
  -  カザフスタンのカシムジョマルト・トカエフ大統領は、新首相にアリハン・スマイロフ首相代行を任命[29]。
- 12日
  - 社会民主党党首の福島瑞穂は、記者会見で14日告示予定の党首選挙に立候補する意向を表明した[30]。
  - 公明党神奈川県本部は、貸金業法違反（無登録営業）の罪で在宅起訴された遠山清彦元衆院議員を除名処分にした[31]。
  -  アメリカ合衆国自治領北マリアナ諸島の自治議会下院は、ラルフ・トーレス知事に対する汚職や義務の怠慢などを理由とした6つの弾劾決議案をいずれも賛成15、反対4、棄権1票で可決（可決には14票が必要）。弾劾決議案は上院へ[32]。
- 13日 - 3月に実施される石川県知事選挙に金沢市長の山野之義が立候補の意向を表明。自由民主党出身の候補では3人目の出馬表明[33]。24日、山野は市議会議長に2月16日付の退職届を提出[34]。
- 14日
  - 立憲民主党は、俳優の高見知佳に夏の参院選愛媛県選挙区からの出馬を要請[35]。21日、高見は愛媛選挙区に無所属で出馬する意向を表明[36]。
  - 社会民主党党首選挙告示。現職の福島瑞穂の他に届け出がなく、無投票での再選が決まった[37]。
  - 2021年10月の衆院選で奈良1区で落選し比例近畿ブロックで復活当選した日本維新の会の前川清成が、公示前に自身への投票を呼びかける文書を有権者に送ったとして、公職選挙法違反（法定外文書頒布、事前運動）の疑いで書類送検された[38]。
- 16日
  - 任期満了に伴う大多喜町長選挙が執行され、会社役員で新人の平林昇（無所属）が初当選[39]。
  - 深谷市長選挙が告示され、現職の小島進（無所属）のほかに立候補の届け出がなく、小島が無投票で4選[40]。
  -  北マケドニア議会は、ディミタル・コバチェフスキ新連立内閣を承認[41]。
- 17日 - 第208回国会（常会）召集[42]。
- 18日
  - 任期満了に伴う洋野町長選挙が告示され、元町議で新人の岡本正善（無所属）が無投票で初当選[43]。
  - 任期満了に伴う穴水町長選挙が告示され、前町議で新人の吉村光輝（無所属）が無投票で初当選[44]。
  - 自由民主党は、2022年7月執行予定の参議院選挙北海道選挙区に前衆議院議員で新人の船橋利実を公認候補として擁立すると発表。定数3の北海道選挙区に対して、現職長谷川岳に続き2人目の公認[45]。
  -  欧州議会は、11日に死去したダヴィド・サッソリの後任の議長に、ロベルタ・メツォラ議員を賛成多数で選出[46]。
  -  カザフスタン前大統領のヌルスルタン・ナザルバエフが、ビデオ声明で政界からの完全引退を表明[47]。
  -  インドネシア議会が首都を現在のジャカルタからボルネオ島東岸にある東カリマンタン州のクタイカルタネガラ県（英語版）と北プナジャムパスル県（英語版）にかかる地域であるバリクパパン近郊に移転することを定めた法案を可決。新首都名はヌサンタラ[48]。
- 19日
  - 市発注の中学校跡地改修工事で最低制限価格を漏らしたとして、秋田県警察は、鹿角市の児玉一前市長を官製談合防止法違反などの疑いで逮捕[49]。2月9日、道の駅かづの改修工事の入札でも工事価格などを漏らしたとして、児玉を再逮捕[50]。3月2日、道の駅かづの改修工事の入札で最低制限価格を漏らしたとして再逮捕[51]。
  - 2021年10月の福井県越前市長選挙で車上運動員に規定を上回る報酬を供与する約束をしたとして、公職選挙法違反（買収約束）の疑いで、当選した山田賢一市長の運動員が逮捕された[52]。10月4日、福井地方裁判所は運動員に対し罰金40万円を言い渡した[53]。
  -  バルバドス議会総選挙（英語版）を執行。バルバドス労働党（英語版）が30議席すべてを獲得し、ミア・モトリー首相が続投へ[54]。
- 20日
  - 離党した東京都中央区議を脅したり、営業秘密を不正取得してNHKの業務を妨害したりしたとして、東京地方裁判所は、「NHKと裁判してる党弁護士法72条違反で」の立花孝志党首に対し、懲役2年6月、執行猶予4年の判決を言い渡した[55]。
  - 国政政党の「NHKと裁判してる党弁護士法72条違反で」は、党名を「NHK受信料を支払わない国民を守る党」に変更[56]。
- 21日
  - 外務省とアメリカ国務省は、「核兵器不拡散条約（NPT）に関する日米共同声明」を発出[57]。この共同声明に関して中国外交部報道局の趙立堅副局長は「中国の核政策に対しあれこれ言っているが、視線をそらして責任を逃れ、自らの悪事を隠すためだ」と批判した。そして、「米国こそ世界の戦略的安全上の最大の脅威で、世界最大かつ最先端の核兵器を保有している」と強調し、日本に対しても「米国の核の傘で守られるため、米国が先制不使用の核政策を採用するのを阻んでいる」と述べた[58]。
  - 国土交通省の「建設工事受注動態統計」の書き換え問題を巡り、国交省は事務次官や当時の幹部らを処分したと発表。国土交通大臣の斉藤鉄夫や副大臣、政務官の政務三役は4カ月分の給与を自主返納した[59]。
  - 日本の岸田文雄首相とアメリカ合衆国のジョー・バイデン大統領がテレビ会議形式で首脳会談を実施。外務・経済担当閣僚による日米による経済版「2プラス2」の新設や日米豪印の4カ国『Quad』首脳会談の日本での開催などが取り決められた[60]。
  - スイスのジュネーヴでアメリカ・ロシア外相会談が実施された[61]。
  -  中国外交部報道局の趙立堅副局長は、フランス下院が新疆ウイグル自治区における人権抑圧をジェノサイドと認定する決議を可決したことについて内政干渉であり、「断固反対」すると声明を発表した[62]。
- 22日
  -  イギリス外務・英連邦・開発省は、ロシアがウクライナ国内の親ロシア派と接触しウクライナのウォロディミル・ゼレンスキー政権を転覆させ、イーヴェン・ムラエフ（英語版）元ウクライナ最高会議議員を首班とする親ロシア政権を樹立しようとしていると警告する声明を発表。ロシアと接触している一部の政治家は、ウクライナ侵攻にも関与しているとした[63][64][65]。23日、英外務省の声明に関してムラエフは「私はロシアから制裁を科されている身だ」と述べて全面否定した[66]。
  -  ドイツ海軍のカイ＝アヒム・シェーンバッハ総監は、ロシアがウクライナに侵攻しようとしているとの考えは「ばかげている」と発言したことが物議を醸したことを受け、辞任。ウクライナのドミトロ・クレーバ外相は「ドイツは連帯を損ねることや、新たな侵攻をプーチンに促すことをやめなければならない」と不満を表明[67]。
  -  ドイツ最大野党のキリスト教民主同盟が党大会を開き、フリードリヒ・メルツを新党首に選出[68]。
  -  アルメニアのアルメン・サルキシャン大統領が辞任表明。憲法上、大統領に十分な権限が与えられていないことを辞任理由に挙げており、背景には首相との対立が原因とも[69]。翌23日に公式に辞任発表[70]。
  -  ギニアのママディ・ドゥンブヤ暫定大統領は、暫定的な議会となる国民評議会の81人を任命[71]。
  -  人民日報は、河南省鄭州市党委員会書記の徐立毅（英語版）が更迭されたと報道。21日に、国務院は2021年河南洪水で鄭州市が犠牲者数等を過少報告していたことなどを纏めた報告書を明らかにしていた[72]。
- 23日
  - 名護市長選挙を執行。現職の渡具知武豊（無所属、自民・公明推薦）が新人の元名護市議（無所属、共産・立民・社民・沖縄社大・にぬふぁぶし・れいわ推薦）との一騎打ちを制して2選[73][74]。また、南城市長選挙は、元職の古謝景春（無所属、自民・公明推薦）が現職の瑞慶覧長敏（無所属、共産・立民・社民・社大・にぬふぁぶし・れいわ推薦）との一騎打ちを制し当選[75]。
  - 宮崎市長選挙を執行。新人の清山知憲（無所属、自民地域支部一部・国民宮崎県第１区総支部推薦、立憲支持）が現職の戸敷正（無所属、自民地域支部一部推薦）など3候補を破り初当選[76][77]。また、延岡市長選挙も同日に執行され、現職の読谷山洋司（無所属）が元県議（無所属、自民・公明推薦）を破り2選[78]。
  - 久留米市長選挙を執行。新人4人の争いで、元市議の原口新五（無所属）が初当選[79]。
  - あわら市長選挙を執行。元市議会議長で新人の森之嗣（無所属）が現職の佐々木康男（無所属）ら2候補を破り当選[80]。
  - 南相馬市長選挙を執行。現職の門馬和夫（無所属、自民・公明推薦）が元職の桜井勝延（無所属）を破り2選。門馬は選挙期間中にCOVID-19に感染し、選挙活動を離脱していた[81]。
  - 五泉市長選挙を執行。新人で元プリンスホテル社員の田辺正幸（無所属）が、現職の伊藤勝美（無所属）ら3人を破り初当選[82]。
  - 琴浦町長選挙を執行。新人で元町議の福本まり子（無所属）が、現職の小松弘明（無所属）を破り初当選。山陰地方で初の女性首長が誕生[83]。
  - 裾野市長選挙を執行。新人で元市議の村田悠（無所属）が現職の高村謙二（無所属）との一騎打ちを制して初当選[84]。
  - 美濃加茂市長選挙を執行。元職の藤井浩人（無所属）が現職の伊藤誠一（無所属、自民・公明推薦）との一騎打ちを制して当選[85]。
  - 草津町長選挙を執行。現職の黒岩信忠（無所属）が元町議の女性らを破り4選[86]。
  -  北キプロス議会総選挙（英語版）を執行。50議席のうち、国民統一党が24、共和トルコ党が18、民主党（英語版）と人民党（英語版）が3、再生党（英語版）が2議席を獲得[87]。
- 24日
  - 令和4年度の総務省の予算案の資料で13ヶ所の誤りがあったことが明らかになった問題で、総務大臣の金子恭之が謝罪[88][89]。25日には、新たに国土交通省、法務省、文部科学省で記載漏れや金額の誤記載が確認され、それぞれの担当相や首相が陳謝した[90]。
  -  ブルキナファソ軍がロック・マルク・クリスチャン・カボレ大統領の身柄を拘束し、憲法停止と議会解散を宣言。ポール＝アンリ・サンダオゴ・ダミバ大佐が率いる『防衛と回復のための愛国運動』(MPSR)が権力を掌握（2022年ブルキナファソクーデター）[91]。31日、軍事政権は憲法の回復と、ダミバの大統領就任を宣言[92]。
  -  イタリア大統領選挙（英語版）が投票開始。投票資格を有するのは1,008人。第1回目は白票が672票、パオロ・マッダレーナ（英語版）最高裁判事が36票、セルジョ・マッタレッラ現大統領が16票などで選出に失敗[93]。25日の第2回目投票は白票が527票、マッダレーナとマッタレッラが39票ずつで選出できず[94]。26日の第3回目投票は白票が412票、マッタレッラが125票などで選出できず[95]。以降は過半数の得票で十分となり、27日の第4回目投票は白票が261票、棄権が441票、マッタレッラが166票などで選出できず[96]。28日の第5回目投票は棄権が406票、エリザベッタ・カゼッラーティ（英語版）上院議長が382票、マッタレッラが46票などとなり選出できず[97]、同日中に第6回目の投票も行われたが最多のマッタレッラが336票にとどまり選出できず[98]。29日の第7回目投票は最多のマッタレッラが387票にとどまり選出できず。その後、今期限りの退任を表明していたマッタレッラが各党と続投で合意[99]。同日の8回目の投票でマッタレッラが759票を獲得し、大統領に再選された[100]。
  -  マラウイのラツルス・チャクウェラ大統領が内閣を解散[101]。
- 25日
  - 黒川敦彦がNHK受信料を支払わない国民を守る党の幹事長に就任[102]。
  -  サウジアラビアのムハンマド・ビン・サルマーン王太子とタイ王国のプラユット・チャンオチャ首相がサウジの首都リヤドで首脳会談を行い、両国の外交関係を正常化することで合意。1989年のブルーダイヤモンド事件以来の関係冷え込みに終止符[103]。
  -  世界保健機関の執行理事会は、5月に実施される次期事務局長選で現職のテドロス・アダノムを唯一の候補者とすることを決定[104]。
- 26日
  -  中国共産党中央規律検査委員会は、汚職を理由に浙江省杭州市の周江勇（中国語版）元同市党委員会書記の党籍を剥奪したと発表[105]。
  - 社会民主党は、全国連合常任幹事会で東洋大学教授の金泰泳を7月執行予定の参議院選挙比例区への擁立を決定[106]。4月7日までに、金は公認を辞退[107]。12日、れいわ新選組が同選挙比例区で金の擁立を発表[108]。
- 27日
  - 無所属の藤末健三参院議員が自民党麻生派に入会[109]。
  - 徳島県徳島市の市民団体「内藤市長リコール住民投票の会」が、公約取り止めなどを理由に同市長の内藤佐和子のリコール（解職請求）に向けて署名運動を開始。期間は来月27日まで[110]。3月24日、徳島市選挙管理委員会は、署名総数の7万1551筆のうち6万6398筆が有効だと発表した。市内有権者（1日時点で21万1980人）の3分の1（7万660筆）を4262筆下回った[111][112]。3月29日、徳島県警察は、署名が偽造された疑いがあるとして、地方自治法違反（署名偽造）容疑で選挙管理委員会事務局を捜索し、保管されていた署名簿を押収した[113]。
  -  ホンジュラスの大統領にシオマラ・カストロ就任。同国初の女性大統領[114]。
- 28日
  - 自由民主党神奈川県連は総務会で、緊急事態宣言中に東京・銀座のクラブを訪問した問題で離党した松本純元国家公安委員会委員長の復党を了承。2021年11月に党本部が復党を了承したが、県連が「地元無視の対応だ」と反発したため白紙化されていた[115]。2月1日に松本は党副総裁特別補佐に任命されたことを明らかにした[116]。
  - 立憲民主党代表の泉健太は、夏の参院選での公認候補について、女性候補をおよそ5割とする方向で調整する方針を明らかにした[117]。
  - 岸田文雄首相は、戦時中に朝鮮半島出身者が強制労働させられた問題が指摘され近隣諸国が推薦を非難している佐渡金山を2022年の世界遺産推薦候補とする方針を表明した[118]。同日、韓国外交部は深い遺憾と厳重な抗議の声明を発表した[119]。
  - 2019年7月の参院選広島選挙区を巡る買収事件で、東京第6検察審査会は、河井克行元法相から現金を受け取ったとして公職選挙法違反（被買収）容疑で告発され、不起訴となった地元県議ら100人のうち35人を「起訴相当」、46人を「不起訴不当」とする議決を公表。これを受け、東京地検特捜部が再捜査する[120]。
  -  カザフスタンの与党「ヌル・オタン」は、臨時党大会を開き、カシムジョマルト・トカエフ大統領を党首に選出[121]。
- 29日 -  ドイツ連立与党の同盟90/緑の党は、新共同党首にリカルダ・ラングとオミット・ノウリポアー（英語版）を選出[122]。
- 30日
  - 前市長の途中辞職に伴う香南市長選挙が執行され、元県議で新人の浜田豪太（無所属、自民・公明推薦）が新人2人を破り初当選[123]。
  - 任期満了に伴う岸和田市長選挙が執行され、現職の永野耕平（大阪維新の会）が無所属の新人2人を破り再選[124]。
  - 任期満了に伴う貝塚市長選挙が執行され、元国土交通省職員の酒井了（大阪維新の会）が自民・立憲の推薦候補との新人同士の一騎打ちを制して初当選[125]。
  - 任期満了に伴う東広島市長選挙が執行され、現職の高垣広徳（無所属、自民・立憲・公明推薦）が再選[126]。
  - 任期満了に伴う神川町長選挙が執行され、元町議で新人の桜沢晃（無所属）が新人2候補を破り初当選[127]。
  -  ポルトガル総選挙（英語版）を執行。226議席中、与党・社会党が117議席を獲得し過半数、極右政党シェーガ（英語版）が12議席で第3党となる躍進。社会民主党は71議席[128]。
  -  ハイチの民政移管を目指すため昨年8月にモンタナ協定を採択した政治団体・市民社会連合は、アリエル・アンリ大統領代行（兼首相）の任期切れとなる2月7日より暫定政府として国民評議会を2年間設置することを提言し、経済学者のフリッツ・ジャン（英語版）元首相をその大統領に、スティーブン・ブノワ（フランス語版）元上院議員を首相に選出。アンリ大統領代行は、大統領は全国民が自由に選ぶべきとして大統領退任を拒否[129][130][131]。
- 31日
  - 石垣市長の中山義隆らが海洋調査船「望星丸」に乗り込み尖閣諸島（中国名：釣魚島）周辺海域を訪れ、海上から視察した[132]。野党市議団は、市議会で説明がなかったことなどを抗議し、2月27日投開票の石垣市長選挙を前にした有権者への「パフォーマンスだ」などと痛烈に批判した[133]。
  - 前立憲民主党副代表で元衆議院議員の辻元清美が参議院への鞍替えを表明、夏の参院選出馬へ[134]。
  - 自由民主党は、7月執行予定の参議院選挙比例区の候補に元職の木村義雄ら3人を公認[135]。
  -  ペルーのミルタ・バスケス（英語版）首相が辞任表明[136]。

### 2月
- 1日
  - 衆議院本会議で『新疆ウイグル等における深刻な人権状況に対する決議』が、れいわ新選組以外の与野党の賛成多数で採択された[137][138]。同日、中国外交部の趙立堅副報道局長は、日本側に厳正に抗議したことを明らかにした談話を発表し、報復措置の検討にも言及した[139]。
  - 昨年の衆院選で「一票の格差」が最大で2.08倍となったことを巡り、弁護士らのグループが違憲だとして選挙の無効を求めた訴訟判決で、高松高等裁判所は「違憲状態」と指摘した一方で、選挙の無効請求は棄却した[140][141]。2日、東京高等裁判所は、選挙を「合憲」として無効請求は棄却[142]。3日、大阪高等裁判所は、小選挙区の区割りを「違憲の状態」と判断し、無効の訴えは棄却[143]。7日、札幌高等裁判所は、選挙を「違憲状態」と判断し、選挙無効の請求は棄却[144]。8日、仙台高等裁判所は、選挙を「合憲」と判断し、無効請求は棄却[145]。10日、広島高等裁判所岡山支部は、選挙を「合憲」と判断し、選挙無効の請求は棄却[146]。14日、東京高等裁判所は、別グループが起こした無効請求の訴えに対して「合憲」と判断し、選挙無効の請求は棄却[147]。15日、仙台高等裁判所秋田支部は、選挙を「違憲状態」と判断し、選挙無効の請求は棄却[148]。16日、広島高等裁判所松江支部と福岡高等裁判所宮崎支部は「合憲」、名古屋高等裁判所が「違憲状態」と判断し、いずれも無効請求は棄却[149]。21日、福岡高等裁判所は「違憲状態」、広島高等裁判所は「合憲」の判断を示し、いずれも無効請求は退けた[150]。
  - 任期満了に伴い告示された王滝村長選挙は、新人で前副村長の越原道広（無所属）のみが立候補し、無投票で初当選[151]。
  -  アルメニアのアルメン・サルキシャン大統領の辞任が発効し、アレン・シモニャン（英語版）国民議会議長が大統領代行に就任[152]。
  -  ペルーのペドロ・カスティジョ大統領は、新首相をエクトル・バレ（英語版）とする新内閣を任命、即日宣誓[153][154]。しかし直後にバレが妻と娘に対し暴力を振るっていた過去が明らかとなり、カスティジョは4日に政府を再構成すると表明しバレを事実上解任[155]（5日に辞任を表明[156]）。8日、カスティジョはアニバル・トーレス（英語版）法務・人権相を新首相に任命[157]。
- 2日 - 静岡市は、COVID-19対策として市内の全高校に配布された不織布マスクのうち、約1万1000枚を回収すると表明。同市市長の田辺信宏の似顔絵と氏名を印刷した紙が付録されていた[158][159]。
- 3日
  - 自由民主党の総裁特別補佐に国場幸之助、幹事長特別補佐に宮崎政久が就任[160]。
  - 町政を批判するビラを配っていた男性に特殊警棒を示して脅したとして、福岡県大任町の永原譲二町長が暴力行為等処罰法違反の疑いで書類送検された[161]。
  - 香川県土庄町沖之島の架橋工事で入札価格を建設業者にもらしたとして、三枝邦彦前土庄町長が官製談合防止法違反などの疑いで逮捕された[162]。2月24日、三枝が同法違反罪などで起訴された[163]。
  -  イギリスのダン・ローゼンフィールド（英語版）首相首席補佐官らボリス・ジョンソン首相の側近4人が辞任。このうち3人は、ジョンソン首相が新型コロナウイルス対策のロックダウン期間中に首相官邸で複数のパーティーに参加していた問題の直接的な関係者[164]。2月5日、ジョンソンはランカスター公領大臣のステファン・バークレーを後任の首席補佐官に任命[165]。
  -  北アイルランドのポール・ギヴァン（英語版）自治政府首相が辞任表明[166]。
- 4日
  -  モンテネグロ憲法裁判所は、ミロ・ジュカノヴィチ大統領がセルビア正教会大司教即位阻止事件において違憲行為を犯していないとの判断を下し、2021年11月19日に開始された弾劾審議手続きは停止[167]。
  -  モンテネグロ議会は、ズドラヴコ・クリヴォカピッチ首相に対する不信任決議を賛成43、反対11票で可決[168]。
- 6日
  - 任期満了に伴う山口県知事選挙が執行され、現職の村岡嗣政（無所属、自民・公明推薦）が共産党推薦・社民党支持の候補を破り3選[169]。
  - 任期満了に伴う岐阜市長選挙が執行され、現職の柴橋正直（無所属、自民・立憲・公明・国民民主推薦）が3候補を破り再選[170]。
  - 前市長の辞職に伴う多古町長選挙が執行され、新人で元教員の平山富子（無所属）が元町議との一騎打ちを制して初当選[171]。
  - 任期満了に伴う匝瑳市長選挙が執行され、新人で元市議の宮内康幸（無所属、自民推薦）が千葉維新の会の推薦の元市議との一騎打ちを制して初当選[172]。
  - 任期満了に伴う滑川市長選挙が執行され、新人で元市議会副議長の水野達夫（無所属）が現職の上田昌孝（無所属）との一騎打ちを制して初当選[173]。
  - 任期満了に伴う指宿市長選挙が執行され、新人で元衆議院議員の打越明司（無所属）が現職の豊留悦男（無所属）など3候補を破り初当選[174]。
- 7日
  -  任期満了に伴うコスタリカ総選挙（英語版）を執行。大統領選挙はホセ＝マリア・フィゲーレス＝オルセン（英語版）元大統領が約27.3％、ロドリゴ・チャベス・ロブレス元財務大臣が約16.7％の得票にとどまり、当選に必要な40％に届かず4月の決選投票にもつれ込む見込み[175][176]。
  -  中央アフリカ共和国のアンリ＝マリ・ドンドラ首相が辞任。フォースタン＝アルシャンジュ・トゥアデラ大統領はフェリックス・モルアを新首相に任命[177]、9日に正式就任[178]。
  -  北キプロス・トルコ共和国のファイズ・スジュオール（トルコ語版）首相が辞任表明。エルシン・タタール大統領はスジュオールに新政権樹立の権限を付与し[179]、2月21日に新内閣が発足[180]。
  -  イラク国民議会は大統領選出選挙を無期限延期。一部候補者に汚職疑惑が持ち上がり主要政党がボイコットを表明したのが理由[181]。13日、連邦最高裁判所は次期大統領が選出されるまでは現職のバルハム・サリフが職務を継続するとの判断を下す[182]。
  -  ポーランドのタデウシュ・コシチンスキ（英語版）財務大臣が辞任を表明し、マテウシュ・モラヴィエツキ首相が代行を兼任[183]。
  -  アメリカ合衆国のエリック・ランダー科学技術政策局局長（閣僚級）は、部下にパワハラ行為を訴えられたのを受け、辞任[184][185]。
- 8日
  - 任期満了に伴う若桜町長選挙が告示され、新人で元鳥取県職員の上川元張（無所属）が無投票で初当選[186]。
  - 衆議院本会議で『ウクライナを巡る憂慮すべき状況の改善を求める決議』 が、れいわ新選組を除く与野党の賛成多数で可決[187]。9日には参議院本会議においても同様の決議をれいわを除く与野党の賛成多数で可決[188]。
- 10日
  - 2021年10月の衆院選で鳥取2区で落選し比例中国ブロックで復活当選した立憲民主党の湯原俊二陣営の選挙対策本部長だった鳥取県議が、選挙期間中に法定外の方法で支援を求める文書を送ったとして、公職選挙法違反（法定外文書頒布）の罪で在宅起訴された[189]。
  -  リビア代議院議会は、大統領選挙を実施できなかった現職のアブドゥルハミード・ドベイバ（英語版）に代わる新首相にファティ・バシャガ（英語版）元内務大臣を選出。ドベイバは議会による解任を認めず[190]。12日、国家最高評議会（英語版）(HCS)のハリド・アル＝ミシュリ（英語版）議長はHoRによる新首相選出を擁護[191]。
- 11日 -  トルクメニスタンのグルバングル・ベルディムハメドフ大統領が若い指導者に権力を渡すため辞任すると表明、翌12日に次期大統領選挙を3月12日へ前倒し実施するよう中央選挙管理委員会に指示[192]。
- 13日
  - 沖縄県警察は、竹富町発注の水道施設整備事業の入札に関し、最低制限価格を業者側に漏らしたとして、官製談合防止法違反などの疑いで町長の西大舛高旬を逮捕[193]。3月4日、西大舛が提出した辞職願を町議会は全会一致で同意し、西大舛は同日付で辞職[194]。同月6日、業者側から1000万円を受け取ったとして、沖縄県警察が加重収賄容疑で西大舛を再逮捕[195]。
  - 日米韓外相会合がアメリカ合衆国・ホノルルで開催され、5年ぶりに共同声明を公表[196][197]。
  -  ドイツ連邦議会がフランク＝ヴァルター・シュタインマイアーを連邦大統領に再選。1,472人中1,045票を獲得[198]。
- 14日
  - 北海道警察は、南富良野町発注の道の駅南ふらの改修工事を巡る入札で業者に情報を漏らすなどしたとして、官製談合防止法違反の疑いで町長の池部彰を逮捕[199]。21日、池部から提出された辞職願を町議会は全会一致で同意し、池部は同日付で辞職[200]。3月7日、見返りに業者側から現金200万円を受け取ったとして、加重収賄の疑いで池部を再逮捕[201]。
  -  カナダのジャスティン・トルドー首相は、新型コロナウイルス対策の規制などに抗議する国内各地のデモに対応するため国家非常事態の発動を発表[202]。
  - G7財務大臣がウクライナ情勢で対露圧力を強める共同声明[203][204]。
- 15日
  - 自由民主党党本部は、参議院石川県選挙区補欠選挙に参議院議員の宮本周司（参議院比例区）の擁立を決定[205]。
  - 2021年の東京都議選期間中などに無免許運転を繰り返したとして、道路交通法違反の罪に問われた元東京都議会議員の木下富美子に対し、東京地方裁判所は、懲役10月、執行猶予3年を言い渡した[206]。
  - 任期満了に伴う宇美町長選挙が告示され、新人で元町議会事務局長の安川茂伸（無所属）が無投票で初当選[207]。
  - 岸田文雄首相は、ウクライナ大統領のウォロディミル・ゼレンスキー及び欧州委員会委員長のウルズラ・フォン・デア・ライエンと電話会談[208]。
  - 林芳正外相は、ロシア連邦経済発展大臣のマクシム・レシェトニコフ（英語版）と「貿易経済に関する日露政府間委員会共同議長間会合」を実施[209][210]。17日、自民党政務調査会長の高市早苗は「G7の結束を乱そうとするロシア側を利することになるのではないかと大変強い懸念を覚えた」と会合に苦言を呈した[211]。
  - 大阪市のヘイトスピーチ抑止条例が「表現の自由」を保障した憲法に反するとした住民訴訟に、最高裁判所は「合憲」との判断を示し、原告側の上告を棄却[212]。
  -  ホンジュラス警察は、フアン・オルランド・エルナンデス前大統領をアメリカへの麻薬取引に関与した疑いなどで逮捕[213]。3月16日、裁判所は米当局の要請に従いエルナンデスの身柄を引き渡すことを認めた[214]。
  -  ロシア下院は、共産党が提出した、ウクライナ東部を占領する親露派武装勢力「ドネツク人民共和国」と「ルガンスク人民共和国」を国家承認するようプーチン大統領に求める議会決議案の採決を行い、賛成多数で可決[215]。21日、プーチン大統領が両国を国家承認する大統領令に署名し、同日、親ロシア派との友好協力相互支援協定にも署名[216]。
  -  ポルトガル憲法裁判所は、1月30日に執行された総選挙（英語版）における国外在住者による投票のうち8割にあたる15万7000票が身分証明書を伴わないものだったとの理由で無効化、2月27日に再投票へ。与党・社会党の勝利には影響しない公算[217]。
- 16日
  - 香川県知事の浜田恵造が、県議会本会議で今夏に予定されている県知事選挙に立候補しない意向を表明[218]。
  - 町長在職中の2020年7月9日、自身が理事長を務める社会福祉法人の預金2500万円を知人の会社名義の口座に振り込んだとして、業務上横領の疑いで、前河内町長の雑賀正光が逮捕された[219]。3月8日、預金1億円を横領したとして再逮捕された[220]。
  -  ブルキナファソ軍事政権のポール＝アンリ・サンダオゴ・ダミバ大佐が大統領就任宣誓[221]。
  -  アルバニアの憲法裁判所は、2021年6月9日に議会で可決されたイリル・メタ大統領に対する弾劾裁判について、裁判で示された証拠は憲法上の重大な違反にあたらないとしてメタの大統領解任を覆す判断を下した[222]。
- 17日
  - 午後9時32分から約25分間、岸田文雄内閣総理大臣がロシア大統領のウラジーミル・プーチンとの日露首脳電話会談を実施[223]。
  -  フランス大統領のエマニュエル・マクロンと欧州理事会議長のシャルル・ミシェルは、共同記者会見でテロリスト掃討作戦のためマリ共和国に駐留しているフランス軍主導の多国籍部隊を撤退させると発表した[224][225][226]。
- 18日 -  香港政府の林鄭月娥行政長官は、新型コロナウイルスの感染拡大を受け、 3月27日に予定されていた行政長官選挙（英語版）を5月8日に延期すると発表[227]。
- 19日
  - 自民党青森県連は、2022年の参院選での青森県選挙区の党公認予定候補者に元大相撲力士で県議の齊藤直飛人を選出[228]。
  - ドイツでG7外相会合を開催。会合の最後にウクライナ外務大臣のドミトロ・クレーバが立ち寄り、現状についてのウクライナの認識と立場について説明があった。また、ロシア及びウクライナに関するG7外相声明を発出[229][230]。
- 20日
  - 任期満了に伴う長崎県知事選挙は、新人で医師の大石賢吾（無所属、日本維新の会・自民党長崎県連推薦）が、現職の中村法道（無所属、立憲民主党長崎県連・国民民主党長崎県連推薦）ら2候補を退けて初当選[231][232][233]。
  - 任期満了に伴う町田市長選挙は、現職の石阪丈一（無所属）が新人5候補を退けて5選[234][235]。
  - 任期満了に伴う四街道市長選挙は、新人で元県議の鈴木陽介（無所属）が現職の佐渡斉（無所属、自民・千葉維新の会推薦）を大差で破り初当選[236][237]。
- 21日
  - 政府提出の新年度・令和4年度予算案が衆議院予算委員会で採決され、与党の自由民主党・公明党及び野党で是々非々の政策連携を称する国民民主党の賛成多数で可決された。衆参選挙では野党統一候補を擁立するなど連携していた他の野党からは遺憾や懸念の声が挙がった[238][239][240]。
  - 防衛大臣の岸信夫は、マリウス・ブワシュチャク（英語版）ポーランド国防大臣とオンライン形式で日ポーランド防衛協力・交流覚書署名式及びテレビ会談を実施。岸は、ロシアによる軍事侵攻などが発生した場合の日本人保護について協力を要請した[241][242]。
  - 自由民主党の志帥会（二階派）は、片山さつき参議院議員に対し退会勧告を行った。勧告の理由を「志帥会に所属する国会議員の信用を著しく失うものであり、かつ何ら是正も見られない」としている[243]。25日に片山は退会届を提出[244]。
  -  マリ共和国の国民評議会は、アシミ・ゴイタ率いる移行政権がさらに5年間統治することを可能とする移行憲章を賛成120、反対・棄権0票で承認。ゴイタ移行大統領は次期大統領選挙への立候補を禁止される見通し[245]。
- 22日
  - 新年度・令和4年度予算案が衆議院本会議で採決され、与党の自由民主党・公明党及び野党の国民民主党の賛成多数で可決された。衆議院通過は、現行憲法下で最速だった平成11年度予算案に次ぐ速さ。国民民主党は野党では異例の賛成票を投じた。なお、党代表代行の前原誠司は体調不良を理由に欠席[246][247]。
    - 予算案の採決で投票のために登壇したれいわ新選組の山本太郎代表らが「これっぽっちの予算案で困っている人たちを救えるか」「このままの予算でいいのですか。国会の茶番に抗議します」などと叫び、議場は一時騒然となった。細田博之議長は「速やかに投票をお願いします」と山本らを注意した[248]。3月1日、衆議院議院運営委員会の山口俊一委員長は、山本を厳重注意した[249]。

  - 那覇地方裁判所は、陸上自衛隊宮古島駐屯地の用地取得を巡り、便宜を図った見返りにゴルフ場会社側から600万円を受け取ったとして収賄罪に問われた前宮古島市長の下地敏彦に対し、 懲役3年、執行猶予5年、追徴金600万円を言い渡した[250]。
  - ロシアがウクライナ東部（ドンバス地方）を占領する親露派武装勢力「ドネツク人民共和国」と「ルガンスク人民共和国」の独立を承認したことを巡って、岸田文雄首相は国際法及びミンスク合意違反への非難や制裁を含む対応の調整を明言した[251][252]。23日、日本政府は、2国家関係者の査証発給停止及び資産凍結・2国家との輸出入禁止措置の導入・ロシア政府による新規ソブリン債の国内における発行及び流通の禁止などの制裁を課すと表明[253][254]。
  -  ドイツ首相のオラフ・ショルツは、ロシアがウクライナドンバス地方における親露派占領2地域の独立承認を受けて、ロシアからの天然ガスパイプライン「ノルド・ストリーム2」の承認作業を停止すると発表[255]。
- 24日
  -  ロシア連邦のウラジーミル・プーチン大統領が国営テレビで演説を行い、ウクライナ東部住民の保護を目的とした特別軍事作戦の実施を表明[256]。
  -  ウクライナのウォロディミル・ゼレンスキー大統領はロシアとの断交を発表[257]。
- 25日
  - 佐藤勉（栃木県第4区）・阿部俊子（比例中国ブロック）・丹羽秀樹（愛知県第6区）・御法川信英（秋田県第3区）が志公会（麻生派）を退会[258]。
  -  ミクロネシア連邦がロシアとの国交断絶を発表[259]。
  -  国際連合安全保障理事会は、アメリカ合衆国が提出した、ロシアによるウクライナ侵攻を非難し、ウクライナからの即時撤退を求める決議案をロシアの拒否権発動により否決。投票結果は、賛成11、反対1（ロシア）、棄権3（中華人民共和国、インド、アラブ首長国連邦）となった[260][261]。27日、緊急特別総会の開催を求める安全保障理事会決議2623を賛成11、反対1（ロシア）、棄権3（中国、インド、アラブ首長国連邦）で採択[262]。
  -  アメリカ合衆国、欧州連合、イギリス、カナダは、ロシアのウラジーミル・プーチン大統領とセルゲイ・ラブロフ外相に資産凍結などの経済制裁を科したと発表[263]。
- 27日
  - 任期満了に伴う行橋市長選挙は、新人で元市議の工藤政宏（無所属）が現職の田中純（無所属、立憲民主・国民民主推薦）ら2候補を抑えて初当選[264]。
  - 任期満了に伴う長浜市長選挙は、新人で元裁判官の浅見宣義（無所属）が現職の藤井勇治（無所属、立憲民主推薦）や日本維新の会公認の新人ら3候補を退けて初当選[265][266]。
  - 任期満了に伴う石垣市長選挙は、現職の中山義隆（無所属、自由民主・公明推薦）が保革共闘で元市議の新人との一騎打ちを制して4選[267]。
  - 現職の死去に伴う紀の川市長選挙は、新人で元県議の岸本健（無所属）が元市議の新人との一騎打ちを制して初当選[268]。
  - 任期満了に伴う神恵内村長選挙は、現職の高橋昌幸が6選[269]。
  - 任期満了に伴うおいらせ町長選挙は、現職の成田隆（無所属）が前職の三村正太郎（無所属）を僅差で下し、通算3期目の当選[270]。
  -  ベラルーシ憲法改正国民投票（英語版）を執行。65.2％の賛成多数で承認され、核兵器配備が可能になるほか、アレクサンドル・ルカシェンコ大統領の当選回数もリセットされ最長で2035年まで継続可能に[271][272]。
- 28日
  -  ウクライナのウォロディミル・ゼレンスキー大統領は、欧州連合への加盟申請書に署名[273]。3月3日にはモルドバ、ジョージアも相次いで欧州連合加盟を申請[274]。
  -  ベラルーシのホメリで、ウクライナとロシアの代表団が停戦などの交渉。ウクライナの団長は国防大臣のオレクシー・レズニコウ、ロシアの団長は大統領補佐官のウラジーミル・メジンスキーが務めた[275]。3月3日、ベラルーシのブレストで、2度目の交渉[276]。

### 3月
- 1日
  - 衆議院本会議で『ロシアによるウクライナ侵略を非難する決議』が、れいわ新選組以外の与野党の賛成多数で採択[277]。2日には参議院本会議においても同様の決議をれいわ新選組以外の与野党の賛成多数で採択[278]。
  - 都民ファーストの会代表の荒木千陽東京都議は、夏の参院選東京都選挙区に立候補すると正式に表明。政治団体「ファーストの会」の公認として立候補を予定[279]。
  -  リビア代議院議会は、ファティ・バシャガ（英語版）を首相とする新内閣を承認。出席議員101人のうち92人が賛成[280]。国民合意政府のアブドゥルハミード・ドベイバ（英語版）首相はこの投票を認めず[281]。バシャガは3日に就任宣誓[282]。
  -  ブルキナファソ軍事政権は民政移管に向けた移行憲法を採択。軍事政権の統治を3年間認めるほか、ポール＝アンリ・サンダオゴ・ダミバ大統領を始めとする移行政権のメンバーは民政政権の大統領や議員に立候補できないことが定められた[283]。3日、経済学者のアルベール・ウエドラオゴ(Albert Ouedraogo)を新首相に任命[284]。
- 2日
  - 甲府地方裁判所は、市川三郷町が発注した公共事業をめぐり、特定の設計事務所が受注できるように談合を行い、その見返りとして現金200万円を受け取ったとして、久保眞一前町長に懲役3年、執行猶予5年の判決を言い渡した[285]。
  -  第11回国際連合緊急特別総会においてウクライナに侵攻したロシアを非難する決議案を141カ国の賛成で採択。反対は5（ロシア、ベラルーシ、朝鮮民主主義人民共和国、エリトリア、シリア）、棄権35（アルジェリア、アンゴラ、アルメニア、バングラデシュ、ボリビア、ブルンジ、中央アフリカ共和国、中華人民共和国、コンゴ共和国、キューバ、エルサルバドル、赤道ギニア、インド、イラン、イラク、カザフスタン、キルギス、ラオス、マダガスカル、マリ共和国、モンゴル、モザンビーク、ナミビア、ニカラグア、パキスタン、セネガル、南アフリカ共和国、南スーダン、スリランカ、スーダン、タジキスタン、ウガンダ、タンザニア、ベトナム、ジンバブエ）、無投票12（アゼルバイジャン、ブルキナファソ、カメルーン、エスワティニ、エチオピア、ギニア、ギニアビサウ、モロッコ、トーゴ、トルクメニスタン、ウズベキスタン、ベネズエラ）[286]。
  -  アルメニア国民議会は大統領選出選挙を執行し、ヴァハグン・ハチャトゥリアン元エレバン市長が69票を獲得したが必要な81票に届かず[287]。3日の第2回投票では71人全員がハチャトゥリアンに投票し当選[288]。13日に大統領就任[289]。
- 3日
  - 市長在職中に選挙区内の知人ら34人にハムなど200個余りを贈ったとして、田村市の本田仁一元市長が公職選挙法違反の罪で略式起訴され、罰金40万円の略式命令を受けた[290]。
  -  大統領選挙に立候補していた中道保守系野党『国民の党』代表の安哲秀は出馬辞退し、保守系最大野党『国民の力』公認候補の尹錫悦を支持すると表明。同日未明の会談で尹への候補一本化で合意[291][292]。
  -  モザンビークのフィリペ・ニュシ大統領がカルロス・アゴスティーニョ・ド・ロザーリオ首相を解任。前日に解任されていたアドリアーノ・マレイアーネ財務相が新首相に任命[293][294]。
  -  モンテネグロのミロ・ジュカノヴィチ大統領は、ドリタン・アバゾビッチ副首相を次期首相に指名し、組閣の権限を付与[295]。
  -  フランスのエマニュエル・マクロン大統領が2022年大統領選挙への立候補を表明[296]。
- 4日
  - 2021年1月の埼玉県戸田市議選に初当選したスーパークレイジー君が、市内での居住実態がないとして当選を無効とした県選挙管理委員会の裁決取り消しを求めた訴訟の上告審判決で、最高裁判所判所第2小法廷は上告を棄却し、当選無効が確定[297]。
  - 元衆議院議員の石川知裕が、記者会見を開き、2022年7月執行予定の参議院選挙に立候補すると正式に表明した。定数3に対して、立憲民主党では現職の徳永エリを公認済み。現職の鉢呂吉雄は昨年12月に立候補しない意向を表明していた[298][299]。
  -  ロシア連邦大統領ウラジーミル・プーチンは、ロシア連邦軍に関する虚偽情報の報道を禁止し、最長15年の禁錮刑を科す規定などを新設する刑法改正案に署名し、成立。ロシアによるウクライナ侵攻に関して、政府の意向に沿わず、「戦争」「侵攻」といった表現を使った報道も「虚偽」とみなされる[300]。
- 5日 -  ロシアのウラジーミル・プーチン大統領は、非友好国の債権者に対する対外債務について、ロシア・ルーブルでの返済を一時的に認める大統領令に署名[301]。7日、アメリカ合衆国、イギリス、欧州連合加盟国、日本など48の国・地域を非友好国に指定[302]。
- 6日
  - 任期満了に伴う奥州市長選挙は、元会社役員で新人の倉成淳（無所属）が4選を目指していた現職の小沢昌記（無所属）を大差で破り初当選[303][304][305]。
  - 任期満了に伴う金ケ崎町長選挙は、元町職員の髙橋寛寿（無所属）が新人同士の一騎打ちを制して初当選[306][307][308]。
  - 任期満了に伴う洲本市長選挙は、元副市長で新人の上崎勝規（無所属）が新人2候補を抑えて初当選[309][310][311]。
- 7日
  - 自由民主党所属で農林水産大臣の金子原二郎（長崎県選挙区）が今年の参議院選挙に出馬せず、政界引退の意向を表明[312][313]。
  -  ウクライナの首都キーウの北西郊外の都市ホストメリのユーリイ・プリリプコ市長が、医薬品と食料を運んでいたところを占領していたロシア軍兵士に射殺された[314]。
- 8日 - 任期満了に伴う東伊豆町長選挙は、元参議院議員で新人の岩井茂樹（無所属）が無投票で初当選[315][316][317]。
- 9日 -  大韓民国大統領選挙を執行。野党・国民の力の尹錫悦が得票率48.56％で当選、与党・共に民主党の李在明は47.83％。尹錫悦は5月10日に就任予定[318][319]。
- 10日
  - 無所属の三反園訓衆議院議員が志帥会（二階派）に特別会員として入会[320]。
  - 名古屋区検は、前年の衆院選で公示前に投票を呼び掛ける文書を配ったとして、公職選挙法違反（法定外文書頒布、事前運動）の罪で関健一郎元衆院議員（愛知15区・落選）の元公設秘書を略式起訴。名古屋簡裁は同日、元秘書に罰金30万円の略式命令を出した[321]。
  -  トルコのアンタルヤでロシアのセルゲイ・ラブロフとウクライナのドミトロ・クレーバが外相会談。トルコのメヴリュット・チャヴシュオール外相も参加した[322][323]。
  -  ハンガリー国会が大統領選挙（英語版）を執行し、137票を獲得したノヴァク・カタリン元家族問題相が当選。ロナ・ペーテル（英語版）は51票。ノヴァクは5月10日に就任予定[324]。
- 11日
  - 自民、公明両党の幹事長・選挙対策委員長が国会内で会談し、夏の参院選選挙区の公認候補を相互に推薦することで基本合意[325]。
  -  韓国の次期大統領に選出された尹錫悦は、日本の首相の岸田文雄と電話会談を実施[326]。また、駐韓国中国大使の邢海明（英語版）と面会[327]。
  -  ウクライナ当局は、ウクライナ南東部の都市メリトポリ市長のイヴァン・フェドロフが武装した兵士に拉致されたことを明かした[328][329]。元市議会議員のガリーナ・ダニルチェンコ（英語版）が新市長に就任[330]。16日、捕虜のロシア兵9人との交換でフェドロフが解放された[331]。
  -  チリ大統領にガブリエル・ボリッチ就任、セバスティアン・ピニェラは任期満了で退任[332]。
- 12日
  -  トルクメニスタン大統領選挙を執行。現職の長男で副首相のセルダル・ベルディムハメドフが得票率72.97％で当選[333]。19日にセルダルが大統領に就任[334]。
  -  アブハジア議会総選挙の1回目投票を執行。35議席中17議席が選出され、16議席は無所属、1議席は野党アムツァハラ（英語版）が獲得[335]。
- 13日
  - 任期満了に伴う石川県知事選挙を執行。元文部科学大臣、国会議員の馳浩が初当選[336]。
  - 前市長の辞職に伴う金沢市長選挙を執行。前副市長の村山卓が初当選[337]。
  - 任期満了に伴う宮若市長選挙は、元県議で新人の塩川秀敏（無所属）が現職の有吉哲信（無所属、自由民主党・立憲民主党・国民民主党推薦）との一騎打ちを制して初当選[338][339]。
  - 任期満了に伴う輪島市長選挙は、前副市長で新人の坂口茂（無所属）が元市職員の新人候補との一騎打ちを制して初当選[340][341]。
  - 自由民主党党大会。総裁以外の役員の任期を連続3期までとする党則改正を了承[342]。
  -  ザポリージャ州知事のオレクサンドル・シュタルクが、ドニプロルドネ（英語版）市長のイェウヘン・マトヴェイェウが拉致されたと明かした[343][344]。
- 14日
  - 2019年の参院選広島選挙区を巡る買収事件で、河井克行元法相から現金を受領し検察審査会が「起訴相当」と議決した広島県議ら35人のうち、公職選挙法違反（被買収）の罪で9人を在宅起訴し、25人を略式起訴[345]。
  -  ペルー共和国議会は、ペドロ・カスティジョ大統領に対する弾劾裁判の開始を賛成76、反対41票で承認[346]。29日の罷免決議案採決では賛成55、反対54票となり、可決に必要な87票に届かずスティジョは失職を回避[347]。
  -  ロシアがウクライナへの軍事侵攻以来、加盟を停止されていた欧州評議会からの脱退を表明[348]。16日、欧州評議会の閣僚委員会は、ロシアの除名を決定[349]。
- 15日
  - 前町長の死去に伴う士幌町長選挙（3月20日執行予定）は、前副町長で新人の高木康弘（無所属）が無投票で初当選[350][351]。
  -  ポーランドのマテウシュ・モラヴィエツキ首相、チェコのペトル・フィアラ首相、スロベニアのヤネス・ヤンシャ首相がウクライナの首都キーウを訪れ、ウォロディミル・ゼレンスキー大統領と会談。ロシアのウクライナ侵攻後、キーウに外国首脳が入るのは初めて[352]。
- 16日
  - 日本維新の会は、同年7月執行予定の参院選比例区に気象予報士の神谷ゆりらを2候補を擁立すると発表した[353][354]。
  -  国際司法裁判所は、ウクライナの訴え通り、同国への侵攻を直ちに停止するようロシアに命じた[355]。
- 17日 -  ペルーの憲法裁判所は、軍による虐殺事件に関与したとして禁錮25年の判決を受けて服役中のアルベルト・フジモリ元大統領について、釈放を認める決定をした[356]。4月8日、米州人権裁判所は、ペルー政府に対しフジモリの釈放を差し止めるよう命じた。ペルー政府は「米州人権裁判所の判断に従う」との方針を示している[357]。
- 18日 -  米中首脳オンライン会談[358]。
- 19日
  - 自由民主党長野県連は、7月執行予定の参議院選挙長野県選挙区にラジオパーソナリティの松山三四六を擁立すると発表した[359]。
  - 日印首脳会談。首相の岸田文雄は、インド首相のナレンドラ・モディと会談後、両首脳で共同声明を発出[360]。
  -  東ティモール大統領選挙（英語版）を執行[361]。21日に開票を終えて過半数を獲得した候補者がいなかったため、東ティモール再建国民会議（CNRT）公認の元職ジョゼ・ラモス＝ホルタが46.58％、東ティモール独立革命戦線公認の現職フランシスコ・グテレスが22.16％で4月19日の上位2候補による決選投票に進出[362]。
- 20日
  - 日カンボジア首脳会談。首相の岸田文雄は、平和宮殿でカンボジア首相のフン・センと会談し、共同声明を発出[363]。
  - 社会民主党は、第19回定期全国大会（党大会）を開き、衆議院議員の新垣邦男（沖縄県第2区）を副党首に充てるなどの役員人事を了承。新垣は国対委員長と政審会長も兼務。副党首は7月執行予定の参議院議員選挙比例区から出馬予定の大椿裕子と2人になる[364]。
  - 任期満了に伴う大田原市長選挙は、前県議で新人の相馬憲一（無所属）が現職の津久井富雄（無所属、自由民主党・公明党推薦）ら3候補を退けて初当選[365][366]。
  - 任期満了に伴う木更津市長選挙が告示され、無所属で現職の渡辺芳邦が無投票で3選[367]。
  -  フランス海外準県にて自治議会選挙を執行。
    -  サンピエール島・ミクロン島：領土評議会選挙（フランス語版）では明日の諸島（英語版）が得票率45.91％[368]。
    -  ウォリス・フツナ：領土評議会選挙（フランス語版）を執行[369]。
    -  サン・マルタン島：領土評議会選挙（フランス語版）ではサンマルタン集合（フランス語版）が得票率25.4％。3月27日に第2回目投票[370]。
    -  サンバルテルミー島：領土評議会選挙（フランス語版）ではサン・バルテルミーファースト党が得票率46.2％で勝利。3月27日に第2回目投票[370]。
- 22日
  - 立憲民主党は、2022年執行予定の参議院選挙で新人3候補の公認を内定。東京都選挙区には元衆議院議員の松尾明弘を擁立する。また、次期衆議院選挙で元職2候補の公認も内定。埼玉県第1区に武正公一、沖縄県第3区に屋良朝博を擁立する[371]。
  - 2021年10月の衆院選で公示前に投票を呼びかける文書を有権者に郵送したとして、奈良地方検察庁は、公職選挙法違反（事前運動、法定外文書頒布）の罪で日本維新の会の前川清成衆院議員（比例近畿ブロック）を在宅起訴[372]。
  - 参議院本会議で令和4年度予算の採決が行われ、自由民主党・公明党・国民民主党の賛成多数で可決され、成立した[373][374]。また、令和4年度税制改正関連法も可決され、成立した。国税分は自由民主党・公明党・国民民主党などの賛成多数、地方税分は自由民主党・公明党・日本維新の会・国民民主党などの賛成多数で可決され、成立した[375]。
  - 名古屋市会は、河村たかし市長が提出した広沢一郎前副市長を市教育長に起用する人事案について、河村が代表を務める「減税日本」以外の全会派の反対で不同意とした[376]。
  -  ロシア外務省が日本ロシア平和条約締結交渉を一時中断する声明を発表。ロシア政府が日本の制裁に反発した格好で、北方四島（南クリル管区）における問題は当面凍結される見通し[377][378][379]。同日、首相の岸田文雄は強く抗議した[380][381]。
- 23日
  - ウクライナ大統領のウォロディミル・ゼレンスキーが国会議事堂内でオンライン演説[382]。
  - 国民民主党は両院議員総会を開き、地域政党「都民ファーストの会」が母体の国政政党「ファーストの会」と夏の参院選で候補者を相互推薦する方針を決めた[383]。
  - 甲府地方裁判所は、富士川町が発注した公共事業をめぐり賄賂を受け取ったなどとして加重収賄などの罪に問われた志村学前町長に対し、懲役3年、贈収賄事件猶予5年の判決を言い渡した[384]。
- 24日
  - 自由民主党の元東京都議が開いた政治資金パーティーに参加するよう豊島区職員に依頼したとして、自民党区議団の松下創一郎幹事長と竹下広美副幹事長、区総務部長と文化商工部長が政治資金規正法違反（公務員の地位利用）の罪で略式起訴された。両区議は同日付で辞職[385]。
  - 山形地方検察庁は、政務活動費576万円を騙し取ったとして、詐欺と虚偽有印公文書作成・同行使の罪で、元山形県議会議長を在宅起訴[386]。
  - ベルギーのブリュッセルでG7首脳会合が開催され、会合後にG7首脳声明を発出[387]。
  -  欧州理事会はシャルル・ミシェル議長（EU大統領）の続投を満場一致で承認。2期目は6月1日から2024年11月30日まで[388]。
- 25日 -  国際労働機関の次期事務局長にトーゴのジルベール・ウングボ元首相を選出、10月1日に就任予定[389]。
- 26日
  - 立憲民主党石川県総支部連合会は、記者会見を開き、参議院補欠選挙石川県選挙区で小山田経子を党公認候補とすると発表[390]。
  - 「北朝鮮による大陸間弾道ミサイル発射に関するG7外相声明」を発出[391]。
  - 元オリンピアンで熊本県議の松野明美が記者会見し、同年7月執行予定の参議院選挙比例区から日本維新の会公認で立候補すると表明した[392]。
  - 首相の岸田文雄が駐日アメリカ合衆国大使のラーム・エマニュエルと共に広島平和記念資料館を視察し、原爆死没者慰霊碑では献花を行なって黙祷を捧げた[393]。
  - 国民民主党岐阜県連は、同年7月執行予定の参議院選挙岐阜県選挙区にフリーアナウンサーの丹野みどりを擁立すると発表した[394][395]。
  -  イラク国民議会は定足数に満たないことを理由に、大統領選挙（英語版）を3月30日まで延期[396]。30日、定足数に満たず三度選出に失敗し、4月6日まで延長[397]。
  -  マルタ代議院選挙（英語版）を執行。65議席中、与党・労働党（英語版）が38、国民党（英語版）が27議席を獲得[398]。28日、ロベルト・アベラが首相に再選[399]。
  -  ポルトガル総選挙（英語版）の最終結果が確定し、230議席中、与党・社会党が120議席を獲得し過半数、極右政党シェーガ（英語版）が12議席で第3党となる躍進。社会民主党は72議席[400]。
- 27日
  - 地域政党（地域政治団体）「減税日本」代表で名古屋市長の河村たかしは、同年7月執行予定の参議院選挙愛知県選挙区に同市前副市長の広沢一郎を擁立する方針を表明[401][402]。4月9日、日本維新の会は、愛知県選挙区の候補として広沢を公認すると発表[403]。
  - 「日本維新の会 令和4年党大会」開催[404][405]。
  - 任期満了に伴う鳥取市長選挙は、現職の深澤義彦（無所属、自由民主党・公明党推薦）が新人候補を退けて3選[406][407]。
  - 任期満了に伴う西宮市長選挙は、現職の石井登志郎（無所属）が新人2候補を退けて再選[408][409][410]。
  - 任期満了に伴う市川市長選挙は、元衆議院議員で新人の田中甲（無所属）が現職の村越祐民（無所属）ら5候補を退けて初当選[411][412][413]。
  - 任期満了に伴う香美市長選挙は、元県議で新人の依光晃一郎（無所属、自由民主党高知県連推薦）が現職の法光院晶一（無所属）ら2候補を破り初当選[414][415][416]。
  - 任期満了に伴う七飯町長選挙は、前町民生部長で新人の杉原太（無所属）が新人3候補を退けて初当選[417][418][419]。
  - 任期満了に伴う中央市長選挙は、前副市長の望月智（無所属）が新人候補との一騎打ちを制して初当選[420][421][422]。
  - 任期満了に伴う倉吉市長選挙は、元鳥取県中部総合事務所長で新人の広田一恭（無所属、自由民主党・公明党・立憲民主党推薦）が一騎打ちを制して初当選[423][424]。
  - 任期満了に伴う和水町長選挙は、元町係長で新人の石原佳幸（無所属）が新人候補との一騎打ちを制して初当選[425][426]。
  - 任期満了に伴う西米良村長選挙は、元村議の黒木竜二（無所属）が新人同士の一騎打ち制して初当選。投票率は92・52%[427][428]。
- 29日
  - 東京地方裁判所は、日本政策金融公庫の新型コロナウイルス関連融資を違法に仲介したとして、貸金業法違反（無登録営業）の罪に問われた遠山清彦元衆院議員に対し、懲役2年、執行猶予3年、罰金100万円の判決を言い渡した[429]。
  -  モーリタニアのモハメド・ウルド・ビラル首相が、前日にモハメド・ウルド・ガズワニ大統領より実績を批判されたことを受け辞任表明。翌30日、ガズワニ大統領はビライに続投を要請[430]。
- 30日
  - 日本維新の会と地域政党「大阪維新の会」は、違法な献金を受けたとして除名処分とした今井豊元党副代表について、違法状態が解消されたとして処分を撤回[431]。
  - 東京地方検察庁は、所有する乗用車の車検と自賠責保険が切れていたとして、道路運送車両法と自動車損害賠償保障法違反の疑いで書類送検された自民党の武井俊輔衆院議員を不起訴（嫌疑不十分）とした。武井の所有する乗用車で衝突事故を起こした元政策秘書については、自動車運転処罰法違反（過失傷害）の罪で略式起訴[432]。
  -  昨年7月25日にカイス・サイード大統領により機能停止されていたチュニジア人民議会がオンライン会議を実施[433]。サイードはこれに反発し、議会を解散[434]。
  -  南オセチア共和国のアナトリー・ビビロフ大統領は、4月10日の大統領選挙直後にロシアへの編入を問う住民投票を実施する意向を表明。翌31日、独立を認めないジョージア政府はこれを非難[435]。
- 31日
  - 五輪担当大臣の設置期限を迎え閣僚の上限数が1人減ることを受け、堀内詔子ワクチン接種推進担当大臣兼五輪担当大臣が退任。4月1日以降は、松野博一内閣官房長官がワクチン接種推進担当大臣を兼務する[436]。
  -  中国共産党中央規律検査委員会は、傅政華（中国語版）前司法部長に重大な規律違反と違法行為があったため党籍と公職を剝奪すると発表[437]。4月21日、最高人民検察院は、傅政華を収賄などの容疑で逮捕することを決定[438]。

### 4月
- 1日
  - 愛知県副知事に前衆議院議員の古本伸一郎が着任[439]。
  - 外務大臣の林芳正が総理特使として4月5日までポーランドを訪問[440]。2日、林はワルシャワでウクライナ外務大臣のドミトロ・クレーバと会談[441]。4日、林はポーランド外務大臣のズビグニェフ・ラウと会談[442]。5日、林外相及びウクライナからの避難民20人などを載せた政府専用機が東京国際空港（羽田空港）に到着[443]。
  - 日本政府は、北朝鮮の核その他の大量破壊兵器及び弾道ミサイル関連計画等に関与するとされる4団体・9個人の資産凍結を実施[444][445]。
  -  インドのニューデリーで露印外相会談[446]。
  -  スリランカのゴーターバヤ・ラージャパクサ大統領は、経済危機に対する各地での抗議デモの広がりを受け、全土に非常事態を宣言[447]したが、5日午前0時に撤回[448]。これに先立ち少なくとも41人の議員が与党連合から離脱し、ラージャパクサ政権は少数与党に転落[449]。5月5日に再び非常事態を宣言[450]。
- 2日 -  スペインの最大野党「国民党」は党大会を開き、ガリシア州首相のアルベルト・ヌーニェス・フェイホーを新党首に選出[451]。
- 3日
  - 前職の死去に伴う清瀬市長選挙は、新人で元市議の渋谷桂司（無所属、自由民主党・公明党推薦）が新人候補との一騎打ちを制して初当選[452][453]。
  - 任期満了に伴う笠間市長選挙が告示され、無所属で現職の山口伸樹の他に立候補の届け出はなく、山口が無投票で5選[454]。
  -  パキスタン下院で野党が提出したイムラン・カーン首相の不信任決議案について、下院副議長は国家の安全保障に関わる問題であり、採決は違憲として拒絶。同日、アリフ・アルヴィ大統領は、カーン首相の要請を受けて議会解散を発表。野党は最高裁判所に提訴し[455][456]、7日に最高裁は解散は違憲と判断[457]。10日、カーン首相への不信任案を賛成多数で可決し、カーンは失職[458]。11日、議会はシャバズ・シャリフを新首相に選出[459]。
  -  大韓民国の尹錫悦次期大統領が新政権での国務総理（首相）に韓悳洙元首相を指名[460]。
  -  ウクライナ副首相のイリーナ・ヴェレシチューク（英語版）は、キーウ州、ヘルソン州、ハルキウ州、ザポリージャ州、ムィコラーイウ州、ドネツィク州の地方自治体の11名の首長などがロシア連邦軍に拘束されていると語った。また、ヴェレシチュークはキーウ州モティジン村長のオリハ・スヘンコが殺害されていたことを伝え、ロシア連邦軍によるものと主張した[461][462]。
  -  経済苦境による抗議デモが続くスリランカはゴーターバヤ・ラージャパクサ大統領、マヒンダ・ラージャパクサ首相を除く全26閣僚が解任へ[463]。5日にはアリ・サブリー財務相が就任から1日で辞任[464]したが、8日になって大統領が辞任を拒否したためサブリは続投することとなった[465]。18日までに全17閣僚を任命[466]。
  -  ハンガリー議会総選挙（英語版）を執行。オルバーン・ヴィクトル首相率いる与党が勝利[467]。29日、アーデル・ヤーノシュ大統領はオルバーンに組閣を要請[468]。
  -  セルビア議会・大統領選挙（英語版）を執行。大統領選挙は現職のアレクサンダル・ヴチッチが勝利宣言[469]。議会選挙は250議席中、セルビア進歩党を含む政党連合が120、セルビアの勝利のための連合（英語版）が38、セルビア社会党が主導する政党連合が31議席を獲得。一部地区で投票やり直しが発生し、選挙結果は7月5日に確定[470]。
  -  コスタリカ議会選挙・大統領選挙決選投票（英語版）を執行。大統領選挙決選投票はロドリゴ・チャベス・ロブレス前財務大臣が52.84％を得票し当選、ホセ＝マリア・フィゲーレス＝オルセン（英語版）元大統領は47.16％[471]。
- 4日
  - ウクライナ政府や米欧宇の報道によって、キーウ近郊で民間人が多数殺害されるなど残虐な行為が繰り広げられていたことが明らかになったことについて、首相の岸田文雄は「人道上問題となる国際法違反の行為だ。厳しく非難していかなければならない」と表明し、ロシアの責任と断定づけた[472][473]。また、外務省は同様の件で外務大臣談話を発表[474]。一方で、ロシア国防省は軍の残虐行為を否定[475]。
  - 日本共産党北海道委員会は、今年7月執行予定の参議院選挙北海道選挙区に元衆議院議員で新人の畠山和也を公認候補とすると発表。当初擁立するとしていた候補が交通事故に遭い交代[476][477]。
  -  香港特別行政区行政長官の林鄭月娥が香港行政長官選挙（英語版）への不出馬を表明[478]。6月末の任期満了をもって政界から引退することも表明[479]。
  -  クウェートのサバーハ・アル＝ハーリド・アッ＝サバーハ（英語版）首相が議会での不信任決議案採決に先立って辞任表明[480]。
- 5日 - 加重収賄などの罪で起訴された前職の辞職に伴う南富良野町長選挙が告示され、無所属の高橋秀樹前副町長以外の届け出がなく、高橋が無投票で初当選[481]。
- 6日
  - 自由民主党は、2022年執行予定の参議院議員選挙東京都選挙区の2人目の候補者に新人で俳優の生稲晃子を公認候補として擁立。現職の自由民主党公認の中川雅治が引退の意向に伴った対応[482]。
  -  ドネツク人民共和国 首長のデニス・プシーリンは、マリウポリ市長にコンスタンチン・イワシュシェンコを任命[483]。
  -  香港特別行政区政府の李家超政務司司長は、司長を辞任し、5月8日の行政長官選挙（英語版）に立候補する意向を表明[484]。
- 7日
  - 参議院石川県選挙区の補欠選挙告示[485]。立候補に伴い、宮本周司参院議員（比例代表）が自動失職[486]。14日、参院比例代表の選挙会は宮本の失職に伴い、参議院比例区の同党名簿に基づいて次点の中田宏の繰り上げ当選を決定した[487]。
  - れいわ新選組は、今年7月執行予定の参議院選挙比例区に元衆議院議員の辻恵を擁立すると発表[488]。
  -  イエメンのアブド・ラッボ・マンスール・ハーディー大統領がアリー・ムフシン・アル＝アフマル（英語版）副大統領を解任し、ハーディー自身も自らの権限をラシャード・アル＝アリーミー元内務大臣が率いる大統領指導評議会に移譲する意向を表明。サウジアラビアは支持を表明し、評議会に対し反政府勢力フーシに対する交渉を開始するよう要請[489][490]。
  -  アメリカ合衆国上院は、ジョー・バイデン大統領が黒人女性として初の連邦最高裁判所判事に指名したケタンジ・ブラウン・ジャクソン連邦控訴裁判所判事の人事案を賛成53、反対47の賛成多数で承認[491]。
  -  第11回国際連合緊急特別総会において、ウクライナで「重大かつ組織的な人権侵害」を行ったとして、ロシアの国際連合人権理事会理事国としての資格を停止する決議を、賛成93、反対24で採択。他に棄権58、無投票18。採択後、ロシアは人権理事会から離脱する意向を表明[492]。5月10日、国連総会はロシアに代わる理事国にチェコを選出[493]。
- 8日
  - れいわ新選組は、今年7月執行予定の参議院選挙比例区に元職の大島九州男を擁立すると発表[494]。
  - 外務省は、ウクライナにおける民間人殺害を受け、在日ロシア大使館の外交官と在日ロシア通商代表部の職員計8人を国外退去処分にすると発表[495]。4月27日、ロシア外務省は、報復措置としてロシア駐在の日本人外交官8人を国外追放すると発表[496]。
  - 参議院議員の衛藤晟一が志帥会（二階派）を退会[497]。
  -  ロシアに対する関税の最恵国待遇撤回とロシア産原油の禁輸など２つの追加制裁を課す法案にジョー・バイデン大統領が署名し成立[498]。
  -  ロシア司法省は、アムネスティ・インターナショナルやヒューマン・ライツ・ウォッチ、カーネギー国際平和基金、フリードリヒ・ナウマン自由財団（英語版）、フリードリヒ・エーベルト財団、アガ・ハーン財団（英語版）など15の国際機関や人権団体の登録を違法行為を理由に取消し、ロシア国内事務所を閉鎖[499]。
- 9日 -  ガンビア国民議会選挙（英語版）を執行。選挙で選ばれる53議席中、アダマ・バロウ政権与党である国家人民党（英語版）が18議席を獲得し、統一民主党（英語版）が15、国民和解党（英語版）が4、無所属が12議席を獲得[500]。
- 10日
  - 京都府知事選挙で西脇隆俊が再選[501]。
  - 任期満了に伴う鹿嶋市長選挙が告示され、元県議で新人の田口伸一（無所属、自由民主党・国民民主党推薦）のほかに立候補の届け出がなく、無投票で初当選[502][503]。
  - 任期満了に伴う弘前市長選挙は、現職の櫻田宏（無所属）が新人3候補を破り再選[504]。
  - 任期満了に伴う豊中市長選挙が告示され、現職の長内繁樹のほかに立候補の届け出がなく、無投票で再選[505]。
  - 任期満了に伴う和気町長選挙は、元町議で新人の太田啓補（無所属）が現職の草加信義（無所属、自民党・公明党・日本維新の会県支部組織推薦）ら2候補を破り初当選[506]。
  - 任期満了に伴う門川町長選挙は、元町職員で新人の山室浩二（無所属）が新人4候補を退けて初当選[507]。
  - 任期満了に伴う益子町長選挙は、元町議会議長で新人の広田茂十郎（無所属）が現職の大塚朋之（無所属）を退けて初当選[508][509]。
  - 任期満了に伴うみやこ町長選挙は、元町議で新人の内田直志（無所属）が現職の井上幸春（無所属、公明党推薦）を破り初当選[510][511]。
  - 任期満了に伴う洞爺湖町長選挙は、元町議会副議長で新人の下道英明（無所属）が現職の真屋敏春（無所属）を破り初当選[512][513]。
  - 任期満了に伴う皆野町長選挙は、会社社長で新人の柴﨑勉（無所属）が新人3候補を退けて初当選[514][515]。
  -  フランス大統領選挙1回目投票で現職エマニュエル・マクロンと国民連合のマリーヌ・ル・ペン党首が決選投票に進出[516]。24日の決選投票でマクロンが勝利宣言[517]。
  -  南オセチア大統領選挙（英語版）を執行。開票率95％時点でアラン・ガグロエフ(Alan Gagloyev)が得票率36.9％で1位、現職のアナトリー・ビビロフが同33.5％となり28日の決選投票に進出[518]。23日、最高裁は木曜日である4月28日に決選投票を執行するのは違憲であるとして決定を取り消し[519]。
  -  オーストラリアのスコット・モリソン首相は、下院を解散し、5月21日に総選挙を行うと発表[520]。
  -  メキシコで大統領罷免を問う国民投票（英語版）を執行。アンドレス・マヌエル・ロペス・オブラドール大統領の任期満了までの続投に91.86％が賛成。投票率は17.78％と低迷し、40％に届かなかったため法的な有効性はなし[521]。
- 11日 - れいわ新選組は、2022年7月執行予定の参議院議員選挙東京都選挙区に新宿区議会議員の依田花蓮の擁立を発表[522]。
- 12日
  - 任期満了に伴う大空町長選挙が告示され、元町職員で新人の松川一正（無所属）のほかに立候補の届け出がなく、無投票で初当選[523][524]。
  - 任期満了に伴う佐井村長選挙選挙が告示され、元村議で新人の太田直樹（無所属）のほかに立候補の届け出がなく、無投票で初当選[525][526]。
  -  ウクライナ当局は、親ロシア派の野党プラットフォーム・生活党（英語版）の議長（逃亡中に解任）で、ウラジーミル・プーチン露大統領とも関係が深いとされる逃亡中のヴィクトル・メドヴェドチュクの身柄を拘束[527]。
  -  アメリカ合衆国の連邦検察当局は、州上院議員在職中に州の補助金を出す見返りに選挙活動資金を受け取ったなどとして、ニューヨーク州副知事のブライアン・ベンジャミン（英語版）を収賄などの罪で起訴したと発表。同日、ベンジャミンは副知事を辞任[528]。
- 13日
  -  コートジボワールのパトリック・アチ首相が退陣を表明[529]。19日、アラサン・ワタラ大統領はアチを首相に再任[530]。
- 14日
  - れいわ新選組代表の山本太郎は、2022年7月執行予定の参議院選挙比例区に党幹事長で元衆議院議員の高井崇志の擁立を発表[531]。
  -  シンガポールのリー・シェンロン首相は、ローレンス・ウォン財務相が与党・人民行動党の次世代リーダーに選出されたと発表[532]。
- 15日
  - れいわ新選組代表の山本太郎は衆議院議長宛に議員辞職願を提出。同日、2022年7月執行予定の参議院選挙で地方選挙区からの出馬を発表[533]。19日の衆議院本会議で辞職を許可[534]。28日、衆院選比例東京ブロックのれいわ新選組公認候補名簿で次点である櫛渕万里が繰り上げ当選[535]。
  - 無所属の増子輝彦参院議員が会派「自由民主党・国民の声」を離脱[536]。
  - 自由民主党は、2022年7月執行予定の参議院選挙宮城県選挙区に国民民主党出身で現職の桜井充を公認。また、比例区には元法務大臣で元職の岩城光英を公認。現職の宮島喜文は公認を辞退[537][538]。
  -  ロシア外務省は、ボリス・ジョンソン首相ら閣僚13名を「ウクライナに武器を供与し、情勢を故意に緊張させている」としてロシア入国を禁止したことを発表。イギリスの対露制裁への報復措置[539]。
- 17日
  - 任期満了に伴う帯広市長選挙は、現職の米沢則寿（無所属）が新人2候補を破り4選[540][541][542]。
  - 任期満了に伴う安中市長選挙は、新人の岩井均（無所属、自由民主党・公明党推薦）が現職の茂木英子（無所属）を破り初当選[543][544][545]。
  - 任期満了に伴う栃木市長選挙は、現職の大川秀子（無所属、自由民主党・公明党推薦）が新人候補との一騎打ちを制して再選[546][547][548]。
  - 任期満了に伴う加須市長選挙は、元副市長で新人の角田守良（無所属）が新人候補を抑えて初当選[549][550]。
  - 任期満了に伴う練馬区長選挙は、現職の前川燿男（無所属、自由民主党・公明党・国民民主党・都民ファーストの会推薦）が新人候補との一騎打ちを制して3選[551][552]。
  - 任期満了に伴う黒部市長選挙は、元厚生労働省職員で新人の武隈義一（無所属）が新人同士の一騎打ちを制して初当選[553][554][555]。
  - 任期満了に伴う名張市長選挙は、元県議で新人の北川裕之（無所属）が新人候補との一騎打ちを制して初当選[556][557][558]。
  - 任期満了に伴う北名古屋市長選挙は、元西春町町長で新人の太田考則（無所属）が新人候補との一騎打ちを制して初当選[559][560]。
  - 任期満了に伴う坂井市長選挙は、元県農林水産部長で新人の池田禎孝（無所属、自由民主党・公明党推薦）が新人候補との一騎打ちを制して初当選[561][562][563]。
  - 任期満了に伴う神埼市長選挙は、元県議で新人の内川修治（無所属）が現職の松本茂幸（無所属、自由民主党・公明党推薦）ら2候補を退けて初当選[564][565][566]。
  - 任期満了に伴う高畠町長選挙は、元町職員で新人の高梨忠博（無所属）が現職の寒河江信（無所属）を破り初当選[567][568]。
  - 任期満了に伴う久米島町長選挙は、元副町長で新人の桃原秀雄（無所属）が新人2候補を抑えて初当選[569][570][571]。
  - 任期満了に伴う浜頓別町長選挙は、前副町長で新人の南尚敏（無所属）が新人候補との一騎打ちを制して初当選[572]。
  - 任期満了に伴う西川町長選挙は、新人の菅野大志（無所属）が新人同士の一騎打ちを制して初当選[573][574]。
  - 任期満了に伴う小豆島町長選挙は、元同町職員で新人の大江正彦（無所属）が現職の松本篤（無所属）を破り初当選[575][576]。
  - 前職の辞職に伴う竹富町長選挙は、元町教育委員会職員で新人の前泊正人（無所属）が新人候補との一騎打ちを制して初当選[577][578]。
  - 任期満了に伴う山元町長選挙は、元町議で新人の橋元伸一（無所属）が現職の斎藤俊夫（無所属）を破り初当選[579][580]。
- 18日 -  尹錫悦次期政権の発足に伴い与党となる保守系の「国民の力」と中道系野党「国民の党」が合併を正式に発表[581]。
- 19日
  - 任期満了に伴う矢掛町長選挙が告示され、元会社員で新人の山岡敦（無所属、自由民主党・公明党推薦）のほかに立候補の届け出がなく、無投票で初当選[582][583]。
  -  東ティモール大統領選挙（英語版）の決選投票を執行。元職ジョゼ・ラモス＝ホルタが62％強の票を獲得して当選、現職のフランシスコ・グテレスは38％弱にとどまり落選[584]。
  -  中国外交部の汪文斌副報道局長は、ソロモン諸島と安全保障協定を正式に締結したと発表[585]。
- 20日 -  北キプロス・トルコ共和国のファイズ・スジュオール（トルコ語版）首相が辞任表明[586]。22日、エルシン・タタール大統領はスジュオールに新内閣の組閣を要請[587]。25日に財務大臣だけを入れ替えた新内閣を発足させたが、連立相手が協力を撤回したため5月1日に再び辞任表明[588]。
- 21日
  -  ホンジュラスは、アメリカ合衆国への麻薬取引に関与した疑いを持たれているフアン・オルランド・エルナンデス前大統領を米当局の要請に従い身柄引き渡し[589]。
  -  ロシア外務省は、アメリカ合衆国のカマラ・ハリス副大統領やマーク・ザッカーバーグMetaCEOら政府関係者や著名人29名のロシア入国を禁止すると発表。3月16日のジョー・バイデン大統領ら13名の入国禁止に続く措置で、入国禁止対象者を順次拡大予定[590]。
- 22日 -  アメリカ合衆国自治領北マリアナ諸島の自治議会上院は、ラルフ・トーレス知事に対する6つの弾劾決議案を却下する要求をいずれも否決し、5月13日の弾劾裁判開始が決定[591]。
- 23日 -  フロリダ州で、ウォルト・ディズニー・ワールド・リゾートに、水道や道路、ゴミ処理などの自治権や優遇税制を認めた特区を廃止する法律が成立。ウォルト・ディズニー・カンパニーがフロリダ州のLGBTQの性的自認の公表を禁止（en:Don't ask, don't tell）する法律が成立したことを批判したことへの報復措置[592]。
- 24日
  - 参議院石川県選挙区補欠選挙を執行。参議院比例区選出で前職の宮本周司（自由民主党公認、公明党推薦）が小山田経子（立憲民主党公認、社会民主党推薦）ら新人3候補を退けて当選[593][594][595]。
    - 参議院神奈川県選挙区は実施要件を満たしていないため選挙を執行せず、欠員2のまま。
    - 今期4月15日に改正国会法などが成立したことに伴い、この選挙の当選者から調査研究広報滞在費（旧文書通信交通滞在費）の日割り支給が適用される[596]。

  - 任期満了に伴う小美玉市長選挙は、前県議で新人の島田幸三（無所属、自由民主党・国民民主党推薦）が新人候補との一騎打ちを制して初当選[597]。
  - 任期満了に伴う沼田市長選挙は、元市議会議長で新人の星野稔（無所属）が新人候補2人を退けて初当選[598]。
  - 任期満了に伴う香取市長選挙は、元市議で新人の伊藤友則（無所属、自由民主党推薦）が現職の宇井成一（無所属）との一騎打ちを制して初当選[599]。
  - 任期満了に伴う善通寺市長選挙は、元県議で新人の辻村修（無所属）が新人2候補を破り初当選[600][601]。
  - 任期満了に伴う泉南市長選挙は、元市議で新人の山本優真（大阪維新の会）が新人との一騎打ちを制して初当選。市長では初の平成生まれで、現職市長では最年少[602]。
  - 任期満了に伴う加東市長選挙は、前副市長で新人の岩根正（無所属、自由民主党・公明党推薦）が新人3候補を破り初当選[603]。
  - 任期満了に伴う鹿島市長選挙は、元市議で新人の松尾勝利（無所属）が新人候補との一騎打ちを制して初当選[604]。
  - 任期満了に伴う南会津町長選挙は、元町職員で新人の渡部正義（無所属）が元職の湯田芳博（無所属）との一騎打ち制して初当選[605]。
  -  スロベニア国民議会選挙（英語版）を執行。90議席中、ヤネス・ヤンシャ政権連立与党のスロベニア民主党（英語版）が27、新スロベニア（英語版）が8議席を獲得し前回より議席数は増えたが、中道左派の新党・自由運動（英語版）が41議席を獲得し第1党となり、ヤンシャ政権は事実上敗北[606]。
  -  ニカラグア政府は、米州機構から脱退し、首都マナグアの米州機構の事務所を閉鎖すると発表。ダニエル・オルテガ大統領が連続4選を決めた2021年11月の大統領選挙（英語版）について、米州機構が「自由でも公正でもなく非民主的だった」との非難決議を採択したことへの対抗措置[607]。
- 25日 - 「NHK受信料を支払わない国民を守る党」は、党名を「NHK党」に変更したと発表[608]。
- 26日
  - 内閣総理大臣の岸田文雄が、ウクライナ大統領のウォロディミル・ゼレンスキーと電話会談[609][610]。
  -  国際連合総会は、安全保障理事会で拒否権を行使した常任理事国に、総会での説明を求める決議を投票無しの議場の総意で採択[611]。
  -  国際連合事務総長のアントニオ・グテーレスがロシア連邦大統領のウラジーミル・プーチンと会談[612]。国連は会談後、マリウポリのアゾフスタリ製鉄所内にとどまる多数の市民の退避について、国連と赤十字国際委員会が関与することでプーチンと原則合意したとする声明を発表[613]。
  -  ヘルソン市長のイーホル・コリハイェウ（英語版）が、市長の権限はオレクサンドル・コベツ（英語版）に譲渡されたとロシア軍指揮官より通告されたことを公表。コリハイェウは協力を拒否[614]。
- 27日
  -  世界観光機関は臨時総会を開き、ウクライナへの侵攻を理由に、ロシアの加盟資格の即時停止を可決。この採決の直前にロシアは脱退を表明[615]。
  -  南アフリカ共和国9州のうち唯一、白人や、カラードが多数を占める西ケープ州で分離独立を求めるデモが行われ、アフリカーナーの政党自由戦線プラス（英語版）などが参加[616]。
  -  中央アフリカ共和国大統領府は、法定通貨にビットコインを採用したことを公表[617]。
  -  ロシア外務省は、イギリス下院議員287名を「英国内の「嫌ロシアヒステリー」を扇動し、ジョンソン首相の侮辱的な態度を誘発した」としてロシア入国を禁止したことを発表。英国が3月11日にロシア下院議員386人に同様の措置を取ったことへの報復措置[618]。
- 28日
  - 内閣総理大臣の岸田文雄が、訪日中であるドイツ連邦共和国首相のオラフ・ショルツと首脳会談[619][620][621]。
  -  アメリカ合衆国下院が「ウクライナ民主主義防衛・レンドリース法案」を賛成多数で可決[622]。5月9日、ジョー・バイデン大統領が法案に署名し、成立[623]。
  -  アメリカ合衆国当局はイギリス領ヴァージン諸島のアンドルー・ファヒー（英語版）首相を麻薬密売と資金洗浄の容疑で逮捕。ナタリオ・ウィートリー（英語版）副首相が首相権限を代行[624]。
- 29日 - 内閣総理大臣の岸田文雄が東南アジア及びヨーロッパの外遊を開始[625]。同日、インドネシア共和国大統領のジョコ・ウィドドと首脳会談[626][627]。5月1日、ベトナム社会主義共和国首相のファム・ミン・チンと首脳会談[628][629]。同日、ベトナムの最高指導者・ベトナム共産党中央委員会書記長のグエン・フー・チョンと会談[630]。同月2日、タイ王国首相のプラユット・チャンオチャと首脳会談[631][632]。同月4日、バチカンを訪問して教皇のフランシスコ台下に謁見し、国務長官のピエトロ・パロリンと首脳会談[633]。同日、イタリア共和国首相のマリオ・ドラギと首脳会談[634][635][636]。同月5日、グレートブリテン及び北アイルランド連合王国首相のボリス・ジョンソンと首脳会談[637]。
- 30日 -  議会で執務中に不適切な画像を閲覧した疑いがある保守党所属のニール・パリシュ（英語版）下院議員が辞意を表明[638]。

### 5月
- 4日 -  ロシア外務省は、日本の関係者計63人を無期限でロシア国内への入国を禁止にすると発表。内閣対象者では、内閣総理大臣の岸田文雄や内閣官房長官の松野博一、外務大臣の林芳正、財務大臣の鈴木俊一、防衛大臣の岸信夫、法務大臣の古川禎久、国家公安委員会委員長の二之湯智、内閣府特命担当大臣（沖縄及び北方対策担当）の西銘恒三郎、防衛副大臣の鬼木誠、防衛大臣政務官の岩本剛人・中曽根康隆。衆参両院の沖縄及び北方問題に関する特別委員会・政府開発援助等及び沖縄・北方問題に関する特別委員会委員や両院議長などの国会議員、マスメディア、実業家、学者、官僚、北方領土（南クリル管区・イトゥルップ島）返還要求運動関係者なども対象となった[639][640][641]。
- 5日
  -  アメリカ合衆国ホワイトハウスは、ジェン・サキ大統領報道官が13日に退任し、後任にカリーヌ・ジャン＝ピエール副報道官が就くと発表[642]。
  -  イギリス領ヴァージン諸島自治議会は、アメリカで逮捕されたアンドルー・ファヒー（英語版）首相の不信任決議を全会一致（賛成10票）で可決。ナタリオ・ウィートリー（英語版）副首相が首相に就任[643]。
  -  イギリス地方統一選挙（英語版）を執行。与党・保守党は全体で500議席近くを失い、ボリス・ジョンソン首相が厳しい結果となったことを認める[644]。
    -  北アイルランド議会選挙（英語版）ではナショナリストのシン・フェイン党が史上はじめて議会第1党に[645]。
- 8日
  - 現職の国会議員になりすまして東海道新幹線の特急券・グリーン券をだまし取ったとして、愛知県警察は、元参院議員で立憲民主党岐阜県連常任顧問の山下八洲夫を有印私文書偽造・同行使と詐欺の疑いで逮捕[646]。9日、県連は常任顧問の解任と除籍処分を決定[647]。
  -  香港行政長官選挙（英語版）を執行。唯一の立候補者である元警察幹部の李家超前政務官が初当選[648]。
  -  南オセチア大統領選挙（英語版）の決選投票を執行。野党ニカズ（英語版）のアラン・ガグロエフ党首の当選が確実となり、現職のアナトリー・ビビロフが敗北認める[649]。
- 9日
  -  フィリピン大統領選挙を執行。元上院議員のボンボン・マルコスが大統領、ダバオ市長のサラ・ドゥテルテが副大統領への当選を確実とした[650]。
  -  スリランカのマヒンダ・ラージャパクサ首相が辞任。経済危機により、政府に対する抗議デモが広がっていた[651]。12日、ラニル・ウィクラマシンハ元首相が4度目の首相就任[652]。
  -  北キプロス・トルコ共和国のエルシン・タタール大統領が国民統一党副党首で内務大臣のユナル・ユステルに組閣を要請[653]。
- 10日
  - 立憲民主党の西村智奈美幹事長は、小熊慎司衆院議員が国会の許可を得ずにウクライナに渡航したとして、党幹事長代理の役職を1カ月停止とする処分を発表[654]。17日、衆議院議院運営委員会の山口俊一委員長は小熊を厳重注意とした[655]。
  -  韓国の尹錫悦大統領が就任。就任式に文在寅、朴槿恵元大統領が出席[656]。日本から外務大臣の林芳正、日韓議員連盟会長の額賀福志郎、元首相の鳩山由紀夫、立憲民主党から前代表の枝野幸男と衆議院議員の中川正春、中華人民共和国から副主席の王岐山、アメリカ合衆国からセカンドジェントルマンのダグ・エムホフと労働長官のマーティ・ウォルシュらが出席[657][658][659]。同日に青瓦台が大統領官邸としての役目を終え、市民に全面開放された[660]。
  -  セントクリストファー・ネイビスのティモシー・ハリス（英語版）首相はマーク・ブラントリー（英語版）外相ら6閣僚の更迭を含む内閣改造を実施し、議会解散を表明[661]。
  -  クウェートのミシュアル皇太子が4月5日のサバーハ・アル＝ハーリド・アッ＝サバーハ（英語版）首相による辞任表明を受け入れ、後継選出まで首相職にとどまるよう法令を発出[662]。
- 11日 - 参議院本会議で、重要物資の供給網の強化などを図るための経済安全保障推進法が可決、成立[663]。
- 12日
  -  フィンランドのサウリ・ニーニスト大統領とサンナ・マリン首相が、同国の北大西洋条約機構(NATO)への加盟申請を支持すると表明[664]。
  -  アメリカ合衆国上院は、連邦準備制度理事会のジェローム・パウエル議長の再任を賛成80、反対19の賛成多数で承認[665]。
- 13日 -  南オセチアのアナトリー・ビビロフ大統領がロシアへの編入を問う住民投票を7月17日に実施すると表明。24日、アラン・ガグロエフが後継の大統領に就任し、30日に住民投票はロシアとの協議が終わるまで延期すると表明[666]。
- 14日 -  アラブ首長国連邦の連邦国民評議会は、前日に崩御したシェイク・ハリーファ大統領（アブダビ首長）に替わる新大統領に、アブダビ首長としてのハリーファの後継であるシェイク・ムハンマド首長世子を選出[667]。
- 15日
  - 任期満了に伴う蓮田市長選挙は、元県議で新人の山口京子（無所属、自由民主党推薦）が新人3候補を破り初当選[668]。
  - 任期満了に伴う稲美町長選挙は、元同町職員で中山哲郎（無所属）が現職の古谷博（無所属）らを破り初当選[669]。
  - 任期満了に伴う五ヶ瀬町長選挙は、元同町職員で新人の小迫幸弘（無所属）が現職の原田俊平（無所属）ら2候補を破り初当選[670]。
  - 任期満了に伴う栄町長選挙は、元町議会議長で新人の橋本浩（無所属）が新人2候補を破り初当選[671][672]。
  -  レバノン総選挙（英語版）を執行。ヒズボラを中心とする政党連合が128議席中62議席程度にとどまり過半数割れ[673]。21日、ミシェル・アウン大統領はナジーブ・ミーカーティー内閣の終了を宣言し、同時に新首相選出までは暫定的に首相に留まるよう要請[674]。
  -  ソマリア連邦議会で大統領選挙（英語版）を執行。32人が立候補し、プントランド大統領のサイード・アブドゥラヒ・デニ（65票）、現職のモハメド・アブドゥライ・モハメド（59票）、前職のハッサン・シェイク・モハムド（52票）、元首相のハッサン・アリ・カイレ（47票）の4人が第2回投票に進出[675]し、ハッサン・シェイク・モハムド（110票）、モハメド・アブドゥライ・モハメド（83票）が決選投票に進出[676]。決選投票ではハッサン・シェイク・モハムドが214票を獲得し当選（モハメド・アブドゥライ・モハメドは110票）[677]。ハッサンは5月23日に大統領就任[678]。
- 15日 - 沖縄復帰50周年記念式典が沖縄県宜野湾市の沖縄コンベンションセンターと東京都のグランドプリンスホテル新高輪で同時開催[679][680]。
- 16日
  - 今別町が発注した町営住宅の改装工事をめぐり、最低制限価格に関する情報を業者に漏らして落札させたとして、青森県警察は、町長の中嶋久彰を官製談合防止法違反容疑で逮捕[681]。中嶋は6月10日付で町長を辞職[682]。8月16日、青森地方裁判所は中嶋に対し懲役1年6月、執行猶予3年を言い渡した[683]。
  -  ハンガリー国会がオルバーン・ヴィクトルを首相に再選[684]。
  -  フランスのジャン・カステックス首相が辞任表明。エマニュエル・マクロン大統領はエリザベット・ボルヌ労働・雇用・社会復帰大臣を首相に任命[685]。
  -  ギニアビサウのウマロ・シソコ・エンバロ大統領が議会を解散、12月18日に総選挙（英語版）実施へ[686]。5月24日、エンバロ大統領はヌノ・ゴメス・ナビアム（フランス語版）首相を再任[687]。
  -  スウェーデンのマグダレナ・アンデション首相は、北大西洋条約機構(NATO)に加盟申請する方針を正式に表明[688]。
  -  アルバニア議会は大統領選挙（英語版）の第1回目投票を予定していたが、立候補者が擁立されなかったため選出に失敗[689]。5月23日の第2回目投票[690]、5月30日の第3回目投票も同様に失敗[691]。
- 17日 - 任期満了に伴う東成瀬村長選挙が告示され、新人で元町職員の備前博和（無所属）が無投票で初当選[692][693]。
- 18日 -  アメリカ合衆国自治領北マリアナ諸島の自治議会上院は、ラルフ・トーレス知事に対する6つの弾劾決議案全てを賛成3、反対4で否決[694]。
- 19日 - 侮辱罪を厳罰化する刑法改正案が衆議院で自民党、公明党、日本維新の会などの賛成多数で可決、参議院に送付された。同改正案には与野党の調整により、3年後に表現の自由に対する不当な制約になっていないかについて検証するという附帯決議が追加された[695]。
- 20日
  - れいわ新選組代表で元衆議院議員の山本太郎が、記者会見を開き、2022年7月執行予定の参議院議員選挙の東京都選挙区から立候補すると表明。同選挙区で同党公認の候補予定者だった依田花蓮は参議院比例区に回る[696]。
  -  大韓民国国会は、国務総理（首相）に指名された韓悳洙の任命同意案を賛成208票、反対36票、棄権6票で可決[697]。21日、尹錫悦大統領が韓悳洙を国務総理に任命[698]。
- 21日 -  オーストラリア総選挙を執行。150議席中、最大野党・オーストラリア労働党（ALP）が75議席以上を獲得し勝利。スコット・モリソン首相率いる与党のオーストラリア自由党をはじめとする保守連合は58議席[699]。同日夜、モリソンは自由党党首を辞任する意向を表明[700]。23日、オーストラリア労働党（ALP）党首のアンソニー・アルバニージーが第31代首相に就任[701]。また、副首相にリチャード・マールズ（英語版）、外務大臣にペニー・ウォンが就任[702]。
- 22日
  - 任期満了に伴う中野区長選挙は、現職の酒井直人（無所属）が新人候補との一騎打ちを制して再選[703][704]。
  - 任期満了に伴う春日井市長選挙は、新人で元市職員の石黒直樹（無所属）が新人2候補を退けて初当選[705][706]。
  - 任期満了に伴う小川町長選挙は、新人で元町議の島田康弘（無所属）が新人候補2人を退けて初当選[707][708]。
- 23日
  - 国民民主党の岸本周平幹事長代行は、12月に任期満了を迎える和歌山県知事選挙に立候補すると表明。同日に離党届を提出したと明らかにし、無所属で出馬する考えを示した[709]。国民民主党は7月29日に岸本の離党を承認[710]。
  - 内閣総理大臣の岸田文雄が、訪日中のアメリカ合衆国大統領のジョー・バイデンと会談[711][712][713]。
  -  米国のジョー・バイデン大統領がインド太平洋経済枠組み（IPEF）の立上げを宣言し、13か国が共同声明を発表した[714][715]。
  -  スロベニアのボルト・パホル大統領が自由運動（英語版）党首のロベルト・ゴロブを次期首相に指名[716]。5月25日、議会はゴロブを新首相に選出[717]。
- 24日
  - 任期満了に伴う鏡石町長選挙が告示され、元町職員で新人の木賊正男（無所属）が無投票で初当選[718][719]。
  - 東京都で日米豪印戦略対話（QUAD、日米豪印首脳会合）開催[720][721]。
  -  ソマリアのモハメド・フセイン・ローブル首相は、アブディサイド・ムセ・アリ(Abdisaid Muse Ali)外相が国際連合による制裁を無視してオマーンへ木炭を輸出するための船を認可したとしてアリ外相を停職[722]。
  -  モルドバ検察当局がイゴル・ドドン前大統領を国家反逆や汚職の容疑で逮捕、首都キシナウにある自宅など12か所を家宅捜索[723]。
  -  世界保健機関(WHO)は事務局長選挙を実施し、現職のテドロス・アダノムが唯一立候補。160票のうち賛成が155票投じられ、テドロスの再選が決定[724]。
- 25日 - 最高裁判所裁判官国民審査をめぐり、海外在住の日本人が投票できないのは憲法違反かが争われた訴訟の上告審判決で、最高裁判所大法廷は、違憲とする初判断を示した。国会が法整備を長期に怠った「立法の不作為」も認めて国に賠償を命じた[725][726]。
- 26日
  - 内閣総理大臣の岸田文雄は、訪日中のタイ王国首相のプラユット・チャンオチャと首脳会談[727][728]。また、岸田は、シンガポール共和国首相のリー・シェンロンと首脳会談[729]。
  - 鶏卵業者から大臣在任中に計500万円の賄賂を受け取ったとして収賄罪に問われた吉川貴盛元農林水産大臣に対し、東京地方裁判所は、懲役2年6カ月執行猶予4年、追徴金500万円を言い渡した[730]。被告側、検察側双方が控訴せず、6月10日に判決が確定[731]。
  - お笑い芸人の水道橋博士が、記者会見を開き、れいわ新選組から2022年7月執行予定の参議院議員選挙比例区から出馬すると表明[732]。
  - 元東京都知事の猪瀬直樹が、記者会見を開き、2022年7月執行予定の参議院議員選挙の比例区から日本維新の会公認で出馬すると表明[733]。
  -  沿ドニエストル共和国のワジム・クラスノセリスキー大統領はアレクサンドル・マルティノフ（英語版、ロシア語版）内閣を解任し、27日付でスタニスラフ・カサップ(Станислав Михайлович Касап)が首相代理に[734]、30日付でアレクサンドル・ローゼンベルグが首相に就任[735]。
- 27日
  - 内閣総理大臣の岸田文雄は、マレーシア首相のイスマイル・サブリ・ヤアコブと首脳会談[736]。
  - 全国市長会会長選挙が開票され、現職で福島県相馬市長の立谷秀淸が岡山県総社市長の片岡聡一を破り3選[737]。
- 28日 -  北朝鮮に関する日米韓外相共同声明を発出[738]。
- 29日
  - 新潟県知事選挙を執行。現職の花角英世が再選[739]。
  - 任期満了に伴う江津市長選挙は、新人の中村中（無所属、自由民主党・公明党推薦）が新人との一騎打ちを制して初当選[740]。
  -  コロンビア大統領選挙（英語版）を執行。左翼ゲリラ出身で左派のグスタボ・ペトロ上院議員が得票率40％、実業家のロドルフォ・エルナンデス（英語版）元ブカラマンガ市長が28％で6月19日の決選投票に進出[741]。
  -  韓国国会で「江原特別自治道設置等に関する特別法案」が通過したため、江原道は2023年6月から江原特別自治道となった[742]。
- 30日
  - 北朝鮮による大陸間弾道ミサイル発射に関するG7外相声明を発出[743]。
  -  オーストラリア自由党は、ピーター・ダットン前国防相を新党首に選出[744]。
- 31日 - 参議院本会議にて、物価高騰対策などのための総額2兆7千億円の令和4年度補正予算が、自民、公明両党と国民民主党などの賛成多数で可決、成立[745]。

### 6月
- 1日
  - 土庄町が発注した公共工事の入札の情報を建設業者に漏らしたとして、官製談合防止法違反などの罪に問われた三枝邦彦前町長に対し、高松地方裁判所は、懲役2年執行猶予4年を言い渡した[746]。
  -  大韓民国第8回全国同時地方選挙を執行。与党「国民の力」が、17の主要市・道の首長選のうち、首都ソウルや釜山など12カ所を制するなどして圧勝[747]。
  -  デンマークで欧州連合の共通安全保障防衛政策への参加の是非を問う国民投票（英語版）が実施され、開票の結果、賛成が約3分の2を占めた[748]。
- 2日 -  国際連合が、トルコの英語表記を「Türkiye」への変更に合意。同月1日に効力が発生[749]。
- 3日
  - 神奈川県真鶴町議会は、選挙人名簿抄本を不正に複写して自身の選挙などに利用した松本一彦町長に対する辞職勧告決議案を賛成多数で可決[750]。
  -  アメリカ合衆国司法省は、ドナルド・トランプ前政権で大統領補佐官を務めたピーター・ナヴァロについて、議会侮辱罪で大陪審が起訴したと発表。ナヴァロが2021年1月の連邦議会襲撃事件を調査する下院特別委員会の召喚に応じず、宣誓証言や資料提出を拒んだとしている[751]。
  -  エストニアの連立政権内の対立が深刻化し、カヤ・カッラス首相がエストニア中央党（英語版）の閣僚7人を更迭[752]。
  -  ミャンマー政府は、テロ関連の罪で死刑判決を受けていた国民民主連盟の{ピョーゼヤートー元議員や民主活動家のチョーミンユ（英語版）ら4名の死刑を執行すると発表。ミャンマーでの死刑執行は1990年以来[753]。
- 4日 -  アルバニア議会は大統領選挙（英語版）の第4回目投票を実施。バイラム・ベガイを賛成78、反対4、棄権1票で次期大統領に選出[754]。
- 5日
  - 任期満了に伴う野迫川村長選挙は、元村職員で新人の吉井善嗣（無所属）が新人同士の一騎打ちを制して初当選[755][756]。
  - 任期満了に伴う神戸町長選挙は、前副町長で新人の藤井弘之（無所属）が新人候補との一騎打ちを制して初当選[757]。
  - 任期満了に伴う松戸市長選挙が投開票され、現職の本郷谷健次が新人8候補を破り4選[758]。
  - 任期満了に伴う岩沼市長選挙は、前市議長で新人の佐藤淳一（無所属）が新人2候補を破り初当選[759]。
  -  カザフスタンで憲法改正の是非を問う国民投票（英語版）が実施され、約77%の賛成票を得て、改憲案が承認。初代大統領であるヌルスルタン・ナザルバエフの影響力排除などが主な内容[760]。
- 6日
  - 第9回米州首脳会議（英語版）。アメリカ合衆国がキューバ・ベネズエラ・ニカラグアの3国を招待せず、メキシコなど複数の国の首脳が出席を見合わせ[761][762]。
  -  イギリス保守党はボリス・ジョンソン党首（首相）に対する信任投票の実施を決定[763]。同日夜に執行され、投票した下院議員359人のうち211人が賛成、反対は148人にとどまり解任に必要な過半数に届かず、ジョンソンの続投が決定[764]。
  -  ベトナムのグエン・タイン・ロン（英語版）保健相とチュー・ゴック・アイン（ベトナム語版）ハノイ市人民委員会委員長は新型コロナウイルス検査キットに関連する管理ルールの違反が発覚したため、ベトナム共産党より除名され、翌7日に解任された。同日、警察は2人を逮捕[765][766][767]。
  -  マリ共和国移行政権のアシミ・ゴイタ大統領は、民政復帰までの期間を5年間から2年間に短縮し、2024年3月の文民政権移行を想定していることを表明[768]。
  -  シンガポールのリー・シェンロン首相は、ローレンス・ウォン財務相が13日付で副首相を兼務すると発表[769]。
- 7日
  -  ロシア外務省報道官のマリア・ザハロワがロシア極東・南クリル諸島（北方領土）における露日間の漁業協力について、日本政府が協力金の支払い義務を果たすまで協定の履行を停止すると発表[770]。8日、内閣官房長官の松野博一は「一方的に協定の履行停止を発表したことは遺憾」と主張した[771]。
  -  国際連合総会は、9月に始まる来期の総会議長にハンガリーのチャバ・コロシ元国連大使を選出[772]。
- 8日 -  ブルガリアのキリル・ペトコフ内閣に参加するこんな人々がいる（英語版）(ITN)のスラヴィ・トリフォノフ党首が連立政権からの離脱を表明。ペトコフ内閣は少数与党に[773]。
- 9日
  - 衆議院本会議で細田博之議長に対する不信任決議案を自由民主党、公明党の反対多数で否決。立憲民主党（提出）と日本共産党は賛成、日本維新の会と国民民主党、れいわ新選組は採決時に退席。同日に採択された岸田内閣不信任決議案は自由民主党、公明党に加え日本維新の会、国民民主党の反対多数で否決[774][775]。
  -  国際連合安全保障理事会非常任理事国（10カ国）のうち2022年末で任期が切れる5カ国を改選する選挙が国際連合総会で実施され、日本、モザンビーク、エクアドル、マルタ、スイスが選出された[776]。
- 10日
  - IISS アジア安全保障サミット開催[777]。内閣総理大臣の岸田文雄は基調講演を行った[778]。
  - 自由民主党の吉川赳衆議院議員は、18歳の女子学生と飲酒したなどと報じられた問題を受け、離党届を提出し、受理された[779]。
- 11日
  - シンガポール訪問中の内閣総理大臣の岸田文雄は、同国首相のリー・シェンロンと首脳会談。その後、同国大統領のハリマ・ヤコブと会談[780]。
  -  朝鮮中央通信が、朝鮮労働党中央委員会拡大総会に於いて李善権に替わり、第一外務次官の崔善姫を外務相に就任させたことを伝えた[781]。人事を決定した中央委員会総会拡大会議は6月8-10日に開催[782]。
- 12日 -  フランス議会総選挙の1回目投票を執行。エマニュエル・マクロン大統領の中道与党連合が過半数を維持するかは微妙な情勢[783]。与党連合・アンサンブル（英語版）の1議席、左翼連合「新人民連合環境・社会」の4議席が確定したのみで、残りは6月19日の第2回投票で決定[784]。
- 13日
  -  ロシアのウラジーミル・プーチン大統領は、独立国家共同体・在外同胞・国際人道協力局のナタリア・ポクロンスカヤ副局長を解任。ロシアによるウクライナ侵攻を「悲劇」などとした発言が原因とみられる[785]。
  -  大韓民国の検察当局は、文在寅前政権下で産業通商資源部長官を務めた白雲揆（朝鮮語版）について、文政権が進めた脱原発政策をめぐり、電力関係の公的機関の幹部らに辞任を強要したとして、職権乱用権利行使妨害の容疑で逮捕状を請求したと発表[786]。15日、ソウル東部地裁は、容疑が「事実と推測される」としつつ、「逃亡や証拠隠滅の恐れはない」として逮捕状の請求を棄却[787]。
  -  ローマ教皇フランシスコはジョン・ティモシー・ダンラップをマルタ騎士団暫定総長に指名、翌14日に宣誓[788]。
- 14日
  - 任期満了に伴う南大東村長選挙が告示され、前副村長で新人の新垣利治（無所属）以外に届け出がなかったため新垣が初当選[789]。
  -  イラクのイスラム教シーア派指導者のムクタダー・アッ＝サドル師は自身が率いるサドル潮流（英語版）の国会議員に辞職するよう求め、この日までに所属議員73人全員が議長に辞表を提出[790]。
  -  カナダ・デンマーク両政府は、領有権紛争（ウイスキー戦争）が続いていたハンス島を自然に生じた裂け目に沿って4:6の比率で分割領有することで合意[791]。
- 15日
  - 第208回国会会期末[792]。
  - 無所属で自由民主党会派の藤末健三参議院議員（比例区）が辞職。自民に入党し、党公認で参議院議員選挙に立候補する予定[793]。27日、旧民進党比例名簿で次点だった田城郁が繰り上げ当選[794]。
  - 和歌山県知事の仁坂吉伸がこの日の和歌山県議会一般質問にて「今期限りで知事を退く」と発言し、今秋に予定されている次期知事選挙に出馬せず引退することを表明[795]。
  - 北塩原村議会は、村が同姓同名の別人の口座に現金を振り込んだことなどを受け、遠藤和夫村長の辞職勧告決議案を賛成多数で可決。2022年度補正予算案については賛成少数で否決[796]。
  -  ソマリアのハッサン・シェイク・モハムド大統領が元ジュバランド選挙管理委員長のハムザ・アブディ・バーレを首相に指名[797]。
- 16日
  - 衆議院議員選挙区画定審議会は、小選挙区の「10増10減」に伴う区割り改定案を決定し、岸田文雄首相に勧告。見直し対象は25都道府県の計140選挙区で、2020年国勢調査に基づく一票の格差は1.999倍となった[798]。
  - あきる野市議会は、村木英幸市長の介護老人福祉施設の誘致を巡る対応が「議会軽視だ」として、村木に対する不信任決議案を議長を含む21人で採決し、賛成が20人で可決[799]。23日、村木は市議会を解散[800]。7月24日執行の市議選で決議に賛成した前職18人が当選[801]。28日、21人中19人の賛成で再び不信任決議が可決され、村木は29日付で自動失職[802]。
  - 西原村の日置和彦村長は、健康上の理由から、村議会議長に24日付の辞職願を提出し、受理された[803]。
  -  ウクライナ大統領のウォロディミル・ゼレンスキーが、キーウでフランス大統領のエマニュエル・マクロン、ドイツ首相のオラフ・ショルツ、ルーマニア大統領のクラウス・ヨハニス、イタリア首相のマリオ・ドラギと首脳会談[804]。
- 19日
  - 任期満了に伴う杉並区長選挙が執行され、翌日の開票で公共政策研究者で新人の岸本聡子（無所属、立憲民主党・日本共産党・れいわ新選組・社会民主党推薦）が現職の田中良ら2候補を破り初当選[805][806]。
  - 任期満了に伴う播磨町長選挙が執行され、元同町職員で新人の佐伯謙作（無所属）が新人候補との一騎打ちを制して初当選[807]。
  -  フランス議会総選挙の第2回投票を執行。内務省の暫定結果では与党連合・アンサンブル（英語版）は245議席にとどまり、過半数の289議席に届かず。左翼連合の新人民連合環境・社会が131、右翼の国民連合が89議席と躍進。共和党は61議席[808]。21日、エリザベット・ボルヌ首相が辞任を申し出たが、マクロン大統領はこれを却下[809]。25日、マクロンはボルヌに新内閣を組閣するよう要請[810]。
  -  コロンビア大統領選挙（英語版）の決選投票を執行。左翼ゲリラ出身で左派のグスタボ・ペトロ上院議員が過半数を獲得し、実業家のロドルフォ・エルナンデス（英語版）元ブカラマンガ市長が敗北宣言[811]。
- 20日
  - 参議院議員の渡辺喜美が、2022年7月改選の参議院議員選挙に立候補せず、政界引退の意向を表明[812][813]。
  - 杉戸町の古谷松雄町長は、体調不良を理由に7月31日付で辞職する考えを表明[814]。
  -  イスラエル与党連合は解散総選挙を実施する方針で合意し、ナフタリ・ベネット首相が表明[815]。30日、クネセトは国会解散法を可決し、11月1日の投開票を決定。ベネット首相はヤイル・ラピドに禅譲へ[816]。
  -  南オセチアのアラン・ガグロエフ大統領がコンスタンティン・ジュソエフ（英語版）を新首相に任命[817]。
- 21日 - NHK党の副党首に齊藤健一郎が就任[818]。
- 22日
  - 第26回参議院議員通常選挙公示。選挙区367人、比例区178人の計545人が立候補[819]。
  -  ブルガリア議会はキリル・ペトコフ政権に対する不信任決議を賛成123、反対116票で可決[820]。27日にペトコフは首相を辞任し、ルメン・ラデフ大統領がペトコフに再組閣を要請[821]。
  -  クウェートのミシャル皇太子が議会の解散総選挙を発表[822]。
  -  中国河南省鄭州市共産党規律検査委員会および監察委員会は、同市の感染予防指揮部トップら数人の党職を取り消した。問題の党員らは地元の「村鎮銀行」の違法集金の被害者らの新型コロナ用健康確認アプリを不正に操作し、健康コードを赤にして行動を制限し、強制隔離措置を取らせたという事態を起こした[823]。
- 23日
  -  中国・北京で第14回BRICS首脳会議が開催[824]。
  -  レバノン国民議会が次期首相選出に向けた拘束力のある投票を実施し、5月に辞任表明していたナジーブ・ミーカーティーが最多の54票の支持を獲得。ミシェル・アウン大統領がミーカーティーに組閣を要請[825][826]。
  -  グレナダ議会総選挙（英語版）を執行。15議席中、野党・国民民主会議が9議席を獲得し勝利、与党・新国民党は6議席にとどまり敗北[827]。
  -  欧州連合は首脳会議を開き、ウクライナとモルドバに加盟候補国の地位を付与することを承認[828]。
- 24日
  -  イギリス下院の2選挙区で補欠選挙が実施され、ボリス・ジョンソン首相の与党保守党の候補がいずれも敗北。同党のオリバー・ダウデン（英語版）幹事長が引責辞任[829]。
  -  イギリス連邦事務局長選挙で現職のパトリシア・スコットランド（英語版）（スコットランド・オブ・アスタル男爵夫人）がジャマイカのカミーナ・ジョンソン＝スミス（英語版）外務貿易大臣を27票対24票で破り再選[830]。
- 26日 -  ドイツのエルマウ城で第48回先進国首脳会議が開幕、28日まで[831][832][833][834]。
- 28日
  - 前村長の死去に伴う伊江村長選挙が告示され、副村長で新人の名城政英（無所属）以外に立候補の届け出はなく、無投票で初当選[835]。
  - 嘉麻市議会は、市が発注した公共工事を巡る官製談合の疑いを調査している百条委員会で赤間幸弘市長や前副市長ら計4人が虚偽の証言をしたとして、地方自治法違反（偽証）の疑いで刑事告発する議案を賛成多数で可決[836]。
  -  エクアドル国民議会はギジェルモ・ラソ大統領を解任する投票を実施。賛成が80票（反対48票）にとどまり解任に必要な3分の2（92票）に満たず解任動議は不成立[837]。
  -  イギリス・スコットランド自治政府のニコラ・スタージョン首相は、地域の独立を目指す住民投票を2023年10月19日に実施する計画を発表[838]。
  - 北大西洋条約機構（NATO）首脳会合。新たな「戦略概念」を採択し、ウクライナ侵攻を続けるロシアを「直接の脅威」と位置づけたほか、フィンランド、スウェーデンのNATO加盟にも合意[839]。内閣総理大臣の岸田文雄はNATOから招待を受け、日本の内閣総理大臣としても史上初めての会合に出席[840]。
- 29日
  -  日米韓首脳会談[841]。
  - 内閣総理大臣の岸田文雄が、北大西洋条約機構事務総長のイェンス・ストルテンベルグと会談[842]。
  -  ウクライナのウォロディミル・ゼレンスキー大統領は、シリアがドネツク人民共和国とルガンスク人民共和国を国家承認したことを受け、シリアとの断交を発表[843]。
- 30日 -  第17代フィリピン共和国大統領にボンボン・マルコスが就任[844]。就任式には、内閣総理大臣特使として外務大臣の林芳正が就任式に出席し、表敬も実施[845][846]。

### 7月
- 1日
  - 自由民主党党紀委員会は、東京オリンピック・パラリンピック競技大会組織委員会会長就任に伴って離党していた橋本聖子の復党を同日付で了承[847]。
  - 第35代防衛事務次官に鈴木敦夫が就任。防衛大臣の岸信夫が留任を要望した島田和久は官邸側が認めず退任[848][849]。同日、岸は島田を防衛大臣政策参与と防衛省顧問に就任させた[850]。その後、岸の退任に伴い政策参与を退任したが、9月1日付で内閣官房参与（防衛政策担当）に任命された[851]。
  -  第5代香港特別行政区行政長官に李家超が就任。香港返還25年記念式典も催され、習近平共産党総書記（国家主席）も出席[852]。
  -  ブルガリアのルメン・ラデフ大統領は、組閣を断念したキリル・ペトコフに替わりアセン・ヴァシレフ（英語版）副首相兼財務大臣に組閣を要請[853]。8日、ヴァシレフは議会の過半数の支持を取り付けられず組閣を断念[854]。14日、ラデフ大統領はGERBに組閣を要請したが拒否され[855]、18日にブルガリア社会党に政府の樹立を要請[856]。
- 4日
  - スイス政府とウクライナ政府がルガーノで共催した「ウクライナの復興に関する国際会議」に日本やアメリカ合衆国など約40ヶ国に加え、欧州連合（EU）や北大西洋条約機構（NATO）などの国際機関が参加。ウクライナ復興の指針となる原則をまとめた「ルガーノ宣言[857]」を採択。5日に閉幕[858][859]。
  -  大韓民国国会は、国会で多数を占める野党「共に民主党」の金振杓を新議長に選出[860]。
  -  スーダンを統治する主権評議会（軍事政権）のアブドゥルファッターハ・ブルハーン議長は文民各勢力と反政府グループに対し、暫定政権樹立の協議を促す声明を発表[861]。
- 5日
  -  イギリスのリシ・スナク財務相とサジド・ジャヴィド保健・社会福祉相が、不祥事が相次ぐボリス・ジョンソン政権に抗議し辞任を表明[862]。6日にはサイモン・ハート（英語版）ウェールズ相も辞表を提出し、ジョンソンは自身に辞任を勧告したマイケル・ゴーヴ住宅・地域社会相を解任。同日までに閣外相を含め政権関係者40人超が辞任を表明[863]。7日、ジョンソンは記者会見で与党「保守党」党首の辞任を表明。新党首の選出までは首相にとどまる[864]。
  -  チリ制憲議会が軍政時代の憲法を上書きする新憲法最終案をガブリエル・ボリッチ大統領に提出。9月4日に新憲法案の承認を問う国民投票を実施へ[865]。
  -  スリランカ首相のラニル・ウィクラマシンハが国の「破産」を宣言[866]。
- 6日
  -  ホワイトハウスは、ケイト・ベディングフィールド広報部長が7月下旬に退任すると発表[867]。
  -  バヌアツのタリス・オベド・モーゼス大統領が任期満了を迎え、ソウル・シメオン（英語版）議会議長が大統領代行に就任。新大統領の選出選挙は8回投票の末にニケニケ・ヴロバラヴが7月23日に選出され、同日宣誓し就任[868]。
- 7日 - インドネシアのバリ島でG20外相会合。8日まで[869]。
- 8日
  - 午前11時半ごろ、元首相の安倍晋三は奈良県奈良市の大和西大寺駅近くの路上で第26回参議院議員通常選挙のための選挙演説中、背後から拳銃で2発撃たれた。救急搬送されたが、同日午後に搬送先の病院で死去した[870][871]。
  - 町発注の水道事業で入札情報を業者側に漏らした見返りに計1700万円を受け取ったとして、加重収賄罪などに問われた西大舛高旬前竹富町長に対し、那覇地方裁判所は、懲役3年6月、追徴金1700万円の判決を言い渡した[872]。
  -  大韓民国の与党「国民の力」の中央倫理委員会は、性的な接待を受けた証拠の隠滅を教唆した疑いが持たれている李俊錫党代表に対し、党員資格停止6カ月の懲戒処分を決定[873]。8月9日、朱豪英を党非常対策委員長に任命し、李は解任[874]。26日、ソウル南部地裁は李の訴えを認め、朱の職務執行を停止する仮処分決定を下した[874]。
- 9日
  -  日米首脳電話会談[875]。
  -  ゴーターバヤ・ラージャパクサ大統領の辞任を要求する抗議デモ隊が暴徒化し、コロンボにある大統領公邸の敷地を占拠し、ラニル・ウィクラマシンハ首相の自宅も火を放たれた。こうした事態を受け、両人とも辞任する意向を表明[876][877]。13日未明、ラージャパクサ大統領がモルディブに脱出[878]。混乱が拡大したため、ウィクラマシンハは大統領代行として全土に非常事態宣言を発令[879]。14日、ラージャパクサは大統領辞任を表明し[880]、15日に正式に辞任、ウィクラマシンハ首相が大統領代行に就任[881]。20日、国会での大統領選挙でウィクラマシンハ首相が134票を獲得し当選。ダラス・アラハペルマ（英語版）マスメディア相は82票、左派で人民解放戦線党首のアヌラ・クマラ・ディサナヤカ3票[882]。21日に国会で宣誓し就任[883]。22日、ウィクラマシンハ大統領はディネーシュ・グナワルダナを首相に任命[884]。
- 10日
  - 第26回参議院議員通常選挙を執行。自由民主党が63議席と単独で改選過半数を獲得、公明党（1議席減）と合わせて76議席を獲得し勝利。立憲民主党(17議席)、国民民主党(5)、日本共産党(4)は選挙前の議席を下回り、日本維新の会は12議席と倍増。れいわ新選組は3、社会民主党とNHK党、参政党は1議席を獲得。無所属当選は5人[885]。神奈川県選挙区の補欠選挙（任期3年、同選挙区の5位）は立憲民主党の水野素子が当選[886]。
  - 任期満了に伴う滋賀県知事選挙を執行。現職の三日月大造が3回目の当選[887]。
  - 任期満了に伴うかすみがうら市長選挙が執行され、元市議で新人の宮嶋謙（無所属）が初当選[888][889]。
  - 任期満了に伴う下野市長選挙が執行され、前市議で新人の坂村哲也（無所属、自由民主党・公明党推薦）が初当選[890][891]。
  - 任期満了に伴う浪江町長選挙が執行され、元県議で新人の吉田栄光（無所属）が初当選[892][893]。
  - 任期満了に伴う白馬村長選挙が執行され、旅館業で新人の丸山俊郎（無所属）が初当選[894][895]。
  - 日本維新の会の松井一郎代表は、代表を辞任する考えを表明[896]。30日に臨時党大会を開き、 松井の辞任を承認[897]。
- 11日 -  3年ぶりに開催される太平洋諸島フォーラム首脳会議の直前にキリバスが同機構から脱退することを表明[898]。
- 13日
  -  英国保守党党首選挙1回目。8人が立候補。
  -  ウクライナ外務省は、北朝鮮との断交を発表。北朝鮮がドネツク人民共和国とルガンスク人民共和国の国家承認を行ったことに対する措置[899]。
- 14日
  - 2021年10月の衆院選の際千葉10区から出馬した林幹雄への投票を町職員ら18人に依頼したとして、公職選挙法違反（公務員の地位利用など）の罪に問われた前多古町長の所一重に対し、千葉地方裁判所は罰金30万円と公民権の5年間停止を言い渡した[900]。
  -  エストニアのカヤ・カッラス首相が連立政権を組み替えるためにいったん辞任。アラル・カリス大統領はカッラスに新内閣を組閣するよう要請[901]。18日、カリス大統領が新内閣を承認[902]。
  -  イタリアのマリオ・ドラギ首相は、この日行われた政権に対する事実上の信任投票を連立与党の「五つ星運動」がボイコットしたことを受け、セルジョ・マッタレッラ大統領に辞表を提出。マッタレッラは辞表の受理を拒否[903]。20日に上院で政権の信任投票が行われ、賛成95、反対38で可決されたが、五つ星運動、同盟、フォルツァ・イタリアの主要3与党が投票をボイコット[904]。 21日、ドラギ首相は、マッタレッラ大統領に再び辞表を提出し、受理された。同日、大統領は上下院の解散を表明。9月25日に前倒し総選挙が実施される[905]。
- 15日
  - 参政党は、代表に松田学元衆院議員、副代表兼事務局長に神谷宗幣参議院議員がそれぞれ就いたと発表[906]。
  -  ロシア外務省はこの日、5月に実施した岸田文雄内閣総理大臣ら日本国の要人の入国を禁止する措置の第2弾として7月14日付で麻生太郎と菅義偉（自由民主党）、泉健太（立憲民主党代表）、玉木雄一郎（国民民主党代表）ら衆議院議員384名に対する入国禁止措置を決定したことを新たに発表[907][908]。
- 17日 -  ウクライナのウォロディミル・ゼレンスキー大統領は、イリーナ・ベネディクトワ（英語版）検事総長とイワン・バカノフ保安局長官を解任したことを明らかにした。部下らがロシアに協力している疑いがあるという[909]。
- 21日
  - 自由民主党の安倍派（清和政策研究会）は、会長だった安倍晋三元首相の死去を受け、現在の執行部体制を維持する方針を確認。新会長は当面置かず、名称も「安倍派」のままとする。塩谷立、下村博文両会長代理を中心に運営する[910]。
  -  インド国会は前ジャールカンド州知事のドラウパディ・ムルムを次期大統領を選出[911]。
- 23日 -  タイ王国下院は、野党が汚職や経済政策の失敗を理由に提出したプラユット・チャンオチャ首相ら閣僚11人に対する不信任決議案を採決し、いずれも否決。プラユットに対する投票は信任が256票、不信任が206票[912]。
- 24日
  - 任期満了に伴う尾花沢市長選挙が執行され、元防衛省職員で新人の結城裕が、現職の菅根光雄を4票差で破り初当選[913]。
  - 任期満了に伴う鴻巣市長選挙が執行され、元県議で新人の並木正年（無所属）が新人2候補を破り初当選[914][915]。
  - 前町長の辞職に伴う今別町長選挙が執行され、元職の阿部義治（無所属）が新人候補との一騎打ちを制して通算2期目の当選[916]。
  -  クウェートのミシュアル皇太子がナワーフ首長の息子アフマド・ナワーフ・アル＝アフマド・アッ＝サバーハを首相に任命[917]。
- 25日
  - 鹿角市発注の公共工事の最低制限価格などを建設会社元役員らに漏らし、落札させたとして、官製談合防止法違反罪などに問われた前市長の児玉一に対し秋田地方裁判所は、懲役3年、執行猶予4年を言い渡した[918]。
  - 甲良町議会は、行政力が低下し町の発展が望めないなどとして提案された野瀬喜久男町長への辞職勧告決議案を賛成9、反対1で可決[919]。
  -  チュニジア新憲法制定国民投票（英語版）を執行。賛成票が94.6％を占めたものの、投票率は30.5％と低迷[920]。
  -  ミャンマー軍政が作家のチョーミンユ（英語版）、ピョーゼヤートー元人民代表院議員ら4人の民主活動家に対し死刑を執行したことを国営メディアが発表[921]。
  -  ソマリアのハムザ・アブディ・バーレ首相が就任から30日以内に組閣を完了できなかったため、10日間の延長を要請し、議会が承認[922]。
- 26日
  - 任期満了に伴う寄居町長選挙が告示され、町議で新人の峯岸克明（無所属、自由民主党・公明党）が無投票で初当選[923][924]。
  - 立憲民主党は、外務省の危険情報で退避勧告が発出されているウクライナに入国した鈴木庸介衆院議員を幹事長名で注意するとともに、政務調査会長補佐など四つの党役職を1カ月間停止することを決めた[925]。
  - 自由民主党の参院議員会長選挙が告示され、現職の関口昌一以外の立候補の届け出がなく、無投票で再選[926]。29日の参議院議員総会で再任を了承[927]。
- 27日 -  サモアのフィアメ・ナオミ・マタアファ政権は、21日に任期満了を迎えた元首スアラウヴィ2世の任期を8月23日まで延長し、さらに1期5年を追加するか否かを判断することを決定[928]。
- 28日
  - 参議院の統一会派「立憲民主・社民」が参議院議員会長選挙を告示。現職の水岡俊一以外に立候補の届け出がなく、無投票で再選[929]。29日の議員総会で再任を正式に承認[930]。
  -  中華人民共和国工業情報化部長、同部党組書記肖亜慶（中国語版）は規律・法律違反の疑いで中国共産党中央規律検査委員会・中華人民共和国国家監察委員会の取調べを受けていることが発表された[931]。また、中国の国産集積回路開発への投資に関わる国家集成電路産業投資基金股份有限公司総裁、元工業情報化部電子信息司司長丁文武、紫光集団有限公司の董事長、最高経営責任者趙偉国（中国語版）、元工業情報化部電子信息司司長、紫光集団の元総裁刁石京、国家開発銀行国開発展基金管理部の元副主任、元華芯投資管理公司総裁路軍、深圳鴻泰基金投資管理有限公司の共同経営者王文忠ら数人も7月中旬から下旬にかけて当局の取調べを受けた[932][933]。翌29日、中国商用飛機有限責任公司董事長・党委書記、中央軍民融合発展委員会弁公室（中国語版）常務副主任を歴任した金壮龍が後任の工業情報化部党組書記に着任した[934]。
  -  ニカラグア政府は、アメリカ合衆国のウーゴ・ロドリゲス（Hugo Rodriguez）駐ニカラグア大使候補が「わが国に対する無礼な発言を行った」ことを理由に、受け入れの拒否を米政府に通告。 ロドリゲス候補は、米上院外交委員会で同日に行われた公聴会で「私はニカラグア（政府）の方向転換を実現するため、あらゆる経済・外交手段を駆使することを支持する」などと述べていた[935]。
- 30日 - 東京都江東区が発注した清掃業務の入札を巡り、特定の業者に便宜を図る見返りに現金数十万円を受け取ったとして、警視庁はあっせん収賄容疑で同区議を逮捕[936]。
- 31日
  - 任期満了に伴う西原村長選挙が執行され、元村職員で新人の吉井誠（無所属）が初当選[937][938]。
  -  大韓民国の与党「国民の力」の権性東（朝鮮語版）代表職務代行兼院内代表は、代表職務代行を退き、党を非常対策委員会体制に移行させる考えを明らかにした[939]。

### 8月
- 1日
  -  ブルガリアのルメン・ラデフ大統領は、10月2日執行予定の国民議会選挙（英語版）まで率いる選挙管理内閣の首班にガラブ・ドネフ（英語版）元労働大臣を指名。2日に就任[940]。
  -  クウェートのミシュアル皇太子がアーメド新内閣を承認。翌2日、議会解散と2カ月以内の総選挙実施を含む法令を発布[941]。
  -  クック諸島議会総選挙（英語版）を執行。24議席中、与党・クック諸島党（英語版）が10、民主党（英語版）が6、一つのクック諸島運動（英語版）が4議席を獲得[942]。
- 2日 -  アメリカ合衆国下院議長、ナンシー・ペロシは台湾台北市の松山空港に到着[943]。米下院議長の訪台としては25年ぶりとなる[944]。翌3日にペロシは立法院を訪れた後、蔡英文総統と会談を行った[945]。
- 3日
  - 第209回国会（臨時国会）召集。参議院議長に自由民主党の尾辻秀久元副議長、副議長に立憲民主党の長浜博行元環境大臣をそれぞれ選出[946]。
  -  ペルーのアニバル・トーレス（スペイン語版）首相が辞任表明[947]。しかし5日、ペドロ・カスティジョ大統領はこれを拒否し、内閣改造人事を発表[948]。
- 5日
  - 第209回国会（臨時国会）会期末[949]。
  - 7月の参院選をめぐり、公示日前に候補者への投票を呼びかける文書を県内の有権者に送ったとして、山口県警察は、自由民主党の比例代表に立候補し落選した河村建一陣営の選挙対策本部長を務めた元山口県議会議員を、公職選挙法違反（文書頒布・事前運動）の疑いで書類送検[950]。
  -  セントクリストファー・ネイビス国民議会選挙（英語版）を執行。11議席中、野党・セントキッツ・ネイビス労働党（英語版）(SKNLP)が6議席を獲得し勝利。関係市民運動（英語版）(CCM)が3議席、与党・人民労働党（英語版）(PLP)は1議席の惨敗[951]。6日、SKNLPのテランス・ドリュー党首が首相に就任[952]。
- 6日 - 国民民主党大分県連は、7月の参院選で落選した足立信也前参議院議員の県連代表辞任と離党を承認[953]。
- 7日
  - 長野県知事選挙で現職の阿部守一が4選[954]。
  -  ソマリア連邦議会がハムザ・アブディ・バーレを首班とする新内閣を賛成229、反対7、棄権1票で承認[955]。
- 8日
  -  パプアニューギニアのボブ・ダダイ（英語版）総督はパング党に新政府の樹立を要請[956]。9日、議会は同党のジェームズ・マラペ党首を首相に再選[957]。
  -  大韓民国の朴順愛（朝鮮語版）社会副首相兼教育部長官は、就学年齢を引き下げる方針を突然発表して反発を招いたとして、辞意を表明[958]。
  -  米連邦捜査局は、フロリダ州にあるドナルド・トランプ前大統領の邸宅を国防情報の違法所持によるスパイ防止法違反などの疑いで家宅捜索し、「最高機密」を含む11組の機密文書などを押収[959][960]。
- 9日
  - 7月の参院選をめぐり、公示前に市の職員に特定候補への投票を依頼したとして、徳島県警察は公職選挙法違反（公務員の地位利用、事前運動）の疑いで美馬市の藤田元治市長を書類送検[961]。10日、徳島区検は藤田を略式起訴し、徳島簡裁は罰金30万円の略式命令を出した[962]。同日、藤田は市議会議長に辞表を提出[963]。
  -  トンガ控訴裁判所は、2021年総選挙（英語版）における贈収賄疑惑でポアシ・マタエレ・テイ（英語版）前副首相、タタフ・モエアキ（英語版）財務相、シオーネ・サングスター・サウララ（英語版）内相の当選を無効とする判断を決定[964]、10日に失職。同日、ファタフェヒ・ファカファヌア（英語版）卿が下院議長からの辞任を表明[965]。
  -  ケニア大統領選挙・議会総選挙（英語版）を執行。大統領選挙は、統一民主同盟（英語版）のウィリアム・ルト副大統領が得票率50.5％で当選。オレンジ民主運動のライラ・オディンガ元首相は48.8％で及ばず、選挙不正があったと主張。一部選管委員も結果が不透明と批判[966]。
- 10日
  - 第2次岸田改造内閣ならびに自民党の新執行部が発足。初入閣が9人で、留任と再入閣がそれぞれ5人[967][968]。
  - 東大阪市が発注した学校給食配送業務の入札情報を漏らし、見返りに現金100万円を受け取ったとして、大阪地方検察庁は同市議を収賄罪で在宅起訴[969]。
- 14日 -  バヌアツのボブ・ラフマン（英語版）首相は、16日に議会で不信任決議案が可決される可能性が高まったことからニケニケ・ヴロバラヴ大統領に議会解散を要請（ヴロバラヴ大統領は16日に拒否）[970]。16日、議会は定足数不足のため不信任案を採決できず、採決は19日に延期[971]。18日、ヴロバラヴ大統領が議会を解散[972]。22日、不信任決議案の署名者27名が最高裁に対し、解散の合憲性について審理するよう要請[973]。24日に裁判所は訴えの範囲が広すぎるとして大統領を被告から外すよう指示[974]。
- 20日
  -  モンテネグロ議会がドリタン・アバゾビッチ内閣に対する不信任決議を賛成50、反対1票で可決[975]。
  -  ギニア軍事政権は療養中のモハメド・ベアヴォギ首相に代わり、7月17日より首相代行を務めるベルナール・ゴモウ（フランス語版）を正式な首相に任命[976]。
  -  2021年5月にズールー王に即位したミスズールー・カツワリチニ（英語版）の戴冠式を挙行[977]。9月24日に開かれる公的な戴冠式で正式に即位へ[978]。
- 21日 - 和歌山市長選挙が執行され、無所属で現職の尾花正啓が3選[979]。
- 22日 -  パキスタンの警察当局は、集会で行った演説で警察と司法当局を脅迫して職務を妨害したとして、イムラン・カーン前首相を反テロ法違反の疑いで起訴[980]。
- 23日 -  マレーシア最高裁判所は、政府系ファンド「1MDB」をめぐる巨額流用事件で、権力乱用など七つの罪に問われたナジブ・ラザク元首相の上告を退けた。禁錮12年と2億1000万リンギの罰金を命じた一、二審判決が確定。ナジブは既に収監された[981]。
- 24日
  -  タイ憲法裁判所は野党による首相任期制限の提訴を受け、プラユット・チャンオチャ首相を一時的に停職とする決定を下し、プラウィット・ウォンスワン副首相が首相代行に就任[982]。
  -  アンゴラ国民議会選挙（英語版）を執行。220議席中、アンゴラ解放人民運動(MPLA)が124、アンゴラ全面独立民族同盟(UNITA)が90議席を獲得。この結果を受け、ジョアン・ロウレンソ大統領（MPLA所属）の再選が確定[983]。
- 26日 - 立憲民主党は両院議員総会を開き、幹事長に岡田克也元副総理、政調会長に長妻昭元厚生労働相を充てるなどの新執行部の人事を承認[984]。
- 27日
  - 日本維新の会代表選挙を執行。衆院議員の馬場伸幸共同代表を新代表に選出。馬場は選出後、吉村洋文大阪府知事を共同代表に指名[985]。
  -  セルビア議会選挙（英語版）の結果が確定したことを受け、アレクサンダル・ヴチッチ大統領がアナ・ブルナビッチ首相に新内閣の樹立を要請[986]。
- 28日
  - 香川県知事選挙を執行。元国土交通省道路局長の池田豊人が初当選[987]。
  -  ベネズエラとコロンビアは、コロンビアで左派のグスタボ・ペトロ政権が発足したのを受け、3年ぶりに国交を回復[988]。
  - 韓国で最大野党の革新系「共に民主党」は党大会にて、3月の大統領選で僅差で敗れた李在明を党代表に選出した[989]。
- 29日
  - 南富良野町が発注した道の駅の工事をめぐる汚職事件で、加重収賄や官製談合防止法違反などの罪に問われた池部彰前町長に対し、旭川地方裁判所は、懲役2年6月、執行猶予4年の判決を言い渡した[990]。
  -  イラクにおけるイスラム教シーア派の有力指導者ムクタダー・アッ＝サドル（サドル師）が政界からの引退を表明。これをきっかけにサドル派と親イラン派が首都バグダードで衝突し17名が死亡[991]。
- 31日
  - 無所属の嘉田由紀子、永江孝子両参院議員による院内会派「碧水会」は31日、参院事務局に解散を届け出た[992]。9月1日、嘉田が院内会派「国民民主党・新緑風会」に入会[993]。
  -  国連人権高等弁務官事務所は視察結果に基づく中国の新疆ウイグル自治区の人権状況をまとめた報告書を発表し、同自治区で「深刻な人権侵害」が発生していると指摘。同地を視察したミシェル・バチェレ国連人権高等弁務官は同日、任期満了に伴い退任[994]。

### 9月
- 1日
  - 無所属の岸本周平衆議院議員は、和歌山県知事選挙に立候補するため細田博之衆議院議長宛てに議員辞職願を提出し、辞職を許可された[995]。
  -  アンゴラ全面独立民族同盟(UNITA)が8月24日に執行された国民議会選挙（英語版）の最終結果について裁判所に異議申し立て[996]。
  -  中国共産党中央規律検査委員会と国家監察委員会は、元公安部次官の劉彦平（中国語版）を厳重な規律違反で調査し、党籍と公職の剥奪を決めたと発表[997]。
- 4日
  - 前職の失職に伴うあきる野市長選挙を執行。元市議の中嶋博幸が前職の村木英幸ら3人を破り、初当選[998]。
  - 交野市長選挙を執行。元市議の山本景が現職の黒田実（2期）らを破り初当選[999]。
  -  チリ新憲法国民投票（英語版）を執行。賛成は38％にとどまり新憲法案は否決[1000]。
- 5日
  -  イギリス保守党党首選挙決選投票の結果が発表され、リズ・トラス外相がリシ・スナック前財務相を破り当選[1001]。
  -  スロバキア連立政権から自由と連帯（英語版）が脱退し少数与党に転落。イヴァン・コルチョク（英語版）外相ら同党所属の閣僚3人が辞表提出[1002]。
- 6日 -  イギリス女王エリザベス2世が静養先のスコットランド・バルモラル城に於いてボリス・ジョンソン首相兼第一大蔵卿及びリズ・トラス保守党新党首（外相）と相次いで面会し、ジョンソンの辞職を承認すると共にトラスを新首相に任命した[1003]。
- 7日
  - 山口県上関町の柏原重海町長は、病気療養の長期化などを理由に町議会議長宛てに辞表を提出[1004]。
  -  アルバニア政府は7月のサイバー攻撃の問題で、イランの外交官と大使館員に24時間以内の国外退去を命令。エディ・ラマ首相は、政府がイランとの外交関係を直ちに終了すると決定したと説明[1005]。
  -  ブルンジのエヴァリステ・ヌダイシミエ大統領がジェルヴェ・ンディラコブチャ（英語版）内務大臣を首相に任命し、同日中にブルンジ議会が全会一致で承認[1006]。
- 8日
  -  ニューデリー・インド門の近くにある天蓋に高さ28フィートのスバス・チャンドラ・ボースの石像が公開され、インド首相のナレンドラ・モディが公開式に参加した[1007]。モディは式典で、「ラッジパス」（キングス・ウェイ）の「カルタビア・パス（英語版）」への改名で植民主義の象徴が完全に消え去ったと強調した[1008]。
  -  イギリス女王・エリザベス2世が静養先のバルモラル城で崩御。長男のチャールズ皇太子が新国王「チャールズ3世」として即位[1009]。
  -  大韓民国検察当局は、3月の大統領選挙の過程で自身の疑惑に関連し虚偽の発言をしたとして、最大野党「共に民主党」の李在明代表を公職選挙法違反（虚偽事実公表）の罪で在宅起訴[1010]。
  -  国連総会は、国連人権高等弁務官にフォルカー・トゥルク（ドイツ語版）国連事務次長（政策担当）を充てる人事案を承認[1011]。
- 9日 -  バヌアツ最高裁は、ニケニケ・ヴロバラヴ大統領が8月18日に行った議会解散を合憲と判断。10月13日の解散総選挙実施が確定[1012]。
- 11日
  - 沖縄県知事選挙を執行。現職の玉城デニーが前宜野湾市長の佐喜真淳らを破り再選[1013]。
  - 宜野湾市長選挙を執行。現職の松川正則が新人候補を破り再選[1014]。
  -  スウェーデン総選挙（英語版）を執行。右派陣営が176、中道左派の与党連合が173議席となり、14日にマグダレナ・アンデション首相が敗北を認め退陣を表明[1015]。19日、アンドレアス・ノーレン（英語版）議会議長が穏健党党首のウルフ・クリステルソンに組閣を要請[1016]。
  -  ロシア統一地方選挙（英語版）を執行。全ての首長選挙、州知事選挙で与党系候補が勝利[1017]。
- 13日 - 立憲民主党は、政務調査審議会に代わる政策決定機関として泉健太代表をネクスト総理大臣とする「次の内閣」を発足させた[1018]。
- 15日
  -  ウズベキスタンのサマルカンドで上海協力機構の第22回首脳会議が開催[1019]。
  - 公明党代表選挙告示。山口那津男代表の他に届けはなく[1020]、25日の党大会で山口の8選を正式に承認[1021]。
- 16日
  - 真鶴町の松本一彦町長が町長選挙などで選挙人名簿を不正利用した問題で、町は松本町長らに対して、公職選挙法違反や窃盗などの疑いで小田原警察署に告発状を提出[1022]。
  - 舟橋村議会は、職員によるパワハラを長年見過ごしたとして、古越邦男村長の不信任決議を全会一致で可決。同日、古越村長は議会を解散[1023]。10月18日、村議会議員選挙が告示され、定数7に対し7人が立候補し、無投票当選[1024]。10月26日に再び不信任決議を全会一致で可決し、古越村長は失職[1025]。
  -  カザフスタン上下両院は、首都の名称をヌルスルタン・ナザルバエフ前大統領のファーストネームから取った「ヌルスルタン」から元の「アスタナ」に戻す憲法改正案を全会一致で可決。17日、カシムジョマルト・トカエフ大統領は首都名変更の大統領令に署名。今回の改憲で、大統領任期制限の規定も連続2期10年までから1期7年までに改められた。トカエフ大統領は今の任期はカウントされないと解釈し、2024年の次期大統領選を2022年秋に前倒しして再出馬する意向[1026]。
- 17日
  -  フィリピンのマギンダナオ州で州の分割に関する住民投票が開催。投票の結果、有権者の99.27%が州の分割を支持するため、北マギンダナオ州と南マギンダナオ州が成立し、60日間の移行期間に入る[1027]。
  -  セネガルのマッキー・サル大統領が昨年12月に復活させた首相職にアマドゥ・バ（英語版）元外務大臣を任命[1028]。
- 19日 -  モンテネグロ与党連合はミロ・ジュカノヴィチ大統領にミオドラグ・レキッチ（英語版）を新首相に推薦し、組閣を委任するよう要請する[1029]。だがジュカノヴィチは20日、この提案を拒否し新たに議会選挙を行うよう要求[1030]。22日、ジュカノヴィチが新政権樹立のための協議の場にすべての政党を参加させなかったのは憲法違反であるとして、大統領の罷免を審議するよう求めた請求書に議会過半数の41議員が署名し裁判所に提出[1031]。
- 20日 - 無所属の三上絵里参議院議員が院内会派「立憲民主・社民」に入会[1032]。
- 21日
  - 奈良県御所市発注の火葬場整備工事を巡り、特定の業者側の受注に便宜を図った見返りに、計7500万円の賄賂を受け取ったなどとして、加重収賄の疑いで御所市議とその甥を逮捕[1033]。
  -  ロシアのウラジーミル・プーチン大統領は21日、ウクライナ侵攻をめぐり国内の「部分的な動員」を求める大統領令に署名したと表明[1034]。
- 22日
  -  中国吉林省長春市の中級人民法院は、約24億円相当を違法に受け取った収賄の罪などに問われた傅政華（中国語版）前司法相に執行猶予2年付きの死刑判決を言い渡した[1035]。
  -  カンボジアのポル・ポト政権時代の大量虐殺を裁く特別法廷は、集団虐殺などの罪に問われたキュー・サムファン元国家幹部会議長に対する上級審で、終身刑を言い渡した1審判決を支持し、判決が確定[1036]。
  -  アメリカ合衆国国務長官アントニー・ブリンケンは、イランの道徳警察がヒジャブの着用方法が不適切として逮捕した22歳の女性が死亡したことを受け、道徳警察幹部7名に経済制裁を科したことを発表[1037]。
  -  イギリス政府は、所得税の最高税率の引き下げや法人税率の引き上げの凍結など、大型減税を柱とする経済対策を発表。スターリング・ポンドは、財政悪化への懸念から急落しこの日のうちにアメリカ合衆国ドルに対して37年ぶり安値を記録[1038]。
- 23日
  -  中華人民共和国吉林省長春市の中級人民法院は、収賄罪などに問われた元公安部次官の孫力軍（中国語版）に執行猶予2年付きの死刑判決を言い渡した[1039]。
  -  ウクライナ東部と南部計4州で親ロシア派勢力がロシアへの一方的な併合に向けた住民投票を開始[1040]。同日、G7は「偽りの住民投票を強く非難する」との首脳声明を発表[1041]。27日に締め切られ、4州いずれも併合賛成が9割前後になったとの暫定結果を発表[1042]。30日、ロシアのウラジーミル・プーチン大統領は、このうち国家承認していないヘルソン州とザポリージャ州の独立を承認する大統領令に署名[1043]し、演説で4州の併合を宣言、編入条約に調印[1044]。
  -  ウクライナ外務省は、ロシアによる攻撃にイラン製武器が使われているとして、イランの駐ウクライナ大使の承認を取り消すと発表[1045]。
- 25日
  -  イタリア総選挙を執行。右派政党のイタリアの同胞が第一党となり、ジョルジャ・メローニ党首が勝利宣言、中道右派政党による新政権樹立を表明[1046]。下院は400議席中、中道右派連合が237議席を獲得し勝利、中道左派連合は85議席、五つ星運動が52、政党連合・行動＝イタリア・ヴィヴァ（英語版）が21議席。上院は200議席中、中道右派連合が115議席を獲得し勝利、中道左派連合は44議席、五つ星運動が28、政党連合・行動＝イタリア・ヴィヴァが9議席[1047]。
  -  サントメ・プリンシペ総選挙（英語版）を執行。55議席中、野党・独立民主行動（英語版） (ADI)が過半数の30議席を獲得し勝利。与党サントメ・プリンシペ解放運動社会民主党（英語版） (MLSTP-PSD)は18議席にとどまり敗北[1048]。
- 26日
  - 7月投開票の第26回参議院議員通常選挙埼玉県選挙区で、当選した上田清司への投票を呼びかける文書を公示前に配ったとして、埼玉県警察は、上田の公設秘書を公職選挙法違反（法定外文書頒布、事前運動）容疑で書類送検[1049]。11月16日、さいたま区検察庁が秘書を略式起訴し、秘書は罰金30万円の略式命令を受けた[1050]。
  - 兵庫県太子町議会は、服部千秋町長に対する不信任決議案を賛成9、反対3で可決。前教育長が8月にセクハラ疑惑で辞職後、真相解明を巡る服部町長の姿勢に議会が反発を強めていた[1051]。服部は失職を選択し、出直し町長選挙に出馬する意向を表明[1052]。10月13日執行の町長選挙で元教育長の沖汐守彦が服部を破り初当選[1053]。
  -  ロシア連邦保安庁は、金銭で違法に情報を入手したとして、在ウラジオストク日本国総領事館の領事を拘束したと発表[1054]。同日、ロシア外務省は、領事を「ペルソナ・ノン・グラータ（好ましからざる人物）」と宣告し、48時間以内に出国するよう通告[1055]。10月4日、林芳正外務大臣は、対抗措置として、在札幌ロシア連邦総領事館の領事1人に対し、「ペルソナ・ノン・グラータ」として10日までの国外退去を命じたと発表[1056]。
  - 米州開発銀行は、マウリシオ・クラベルカロネ（英語版）総裁の解任を発表。親密な関係にあった部下の昇給などを巡って不適切な行いがあったという[1057]。
- 27日
  - 参院選の街頭演説中に銃撃され死亡した安倍晋三元首相の国葬が日本武道館で営まれた[1058]。
  - 無所属の米山隆一衆議院議員が立憲民主党に入党[1059]。
  - 2021年2月の福島県沖地震で被災した中小企業向けの補助金を巡って口利きをした見返りに現金を受け取ったとして、宮城県議会議員の仁田和広があっせん利得処罰法違反の疑いで逮捕された[1060]。
  -  サウジアラビアで内閣改造。勅令によりムハンマド・ビン・サルマーン王太子が首相を兼任[1061]。
- 28日
  - 岡山県笠岡市議会は、市農業振興施設活用の事業者公募で募集要項の記載誤りを市議会へ説明しなかったなどの責任があるとして、小林嘉文市長の問責決議案を賛成多数で可決[1062]。
  -  ナウル議会が新大統領にラス・クンを選出[1063]。
- 29日
  - 日本維新の会は、吉田豊史衆議院議員が今夏の参院選で同党の比例代表候補に対し、選挙支援を名目に1000万円を要求したとして、離党勧告の処分とすることを決めた。また、空本誠喜衆議院議員が8月の党代表選をめぐり、支部が管理する非公開の一般党員名簿を馬場伸幸衆議院議員の陣営に提供したなどとして、3カ月の党役職停止処分とした[1064]。11月1日、維新の会は離党勧告に応じなかった吉田を除名処分にした[1065]。
  -  大韓民国の国会にて、最大野党「共に民主党」が提出した朴振外交部長官の解任決議案が与党が欠席する中採決が行われ、賛成多数で可決[1066]。朴は辞任を拒否[1067]。
  -  クウェート国民議会選挙（英語版）を執行。50議席中、野党が28議席を獲得[1068]。
  -  レバノン国民議会は大統領選出選挙を執行。白票63、独立運動（英語版）党首のミシェル・モアワド（英語版）が36票で選出に失敗[1069]。
- 30日
  - 週刊誌にセクハラ疑惑が報じられた公明党の熊野正士参議院議員は、尾辻秀久参院議長に議員辞職願を提出し、許可された[1070]。10月7日、次点の宮崎勝元参議院議員が繰り上げ当選[1071]。
  -  タイ憲法裁判所は憲法の定める首相任期制限（8年）について、プラユット・チャンオチャの場合は現行憲法が発効した2017年4月6日よりカウントするべきとし、未だ上限に達していないと判決。チャンオチャは復職へ[1072]。
  -  ブルキナファソ軍の一部が国営テレビの放送を通じ、軍事政権のポール＝アンリ・サンダオゴ・ダミバ暫定大統領を追放したと発表。クーデター（英語版）を主導するイブラヒム・トラオレ陸軍大尉がダミバに代わり防衛と復興のための愛国運動（フランス語版）(MSPR)議長を引き継ぐと宣言し、現政府の解散、憲法の停止、国境の閉鎖を実施するとした[1073][1074]。

### 10月
- 1日
  -  チャドは10月に終了予定だった暫定軍事政権の2年間延長を決議[1075]。10日にマハマト・デビが暫定大統領に就任[1076]。11日にアルベール・パイミ・パダケ首相が辞任を表明し、12日にサレハ・ケブザボ（英語版）を新首相に指名[1077]、13日に就任[1078]。
  -  ラトビア総選挙（英語版）を執行。100議席中、与党・親欧米派の新統一（英語版）が26議席を獲得し第1党に躍進。親ロシア派の社会民主党・調和（英語版）は議席獲得に必要な得票率5％に届かず惨敗[1079]。
  -  ソマリランド議会は財政的な制約のため、大統領選挙を2年間延長することを決定。ムセ・ビヒ・アブディ大統領の任期満了を11月の予定から2年間延長することを賛成72、反対1票で可決[1080]。
- 2日
  - 東京都品川区長選挙を執行。候補者6人がいずれも法定得票に達せず当選者が出なかったため、再選挙が行われる見通し[1081]。
  -  ブラジル大統領選挙を執行。ルイス・イナシオ・ルーラ・ダ・シルヴァ元大統領が48.4％、現職のジャイール・ボルソナーロ大統領が43.2％を得票し、いずれも過半数に届かず[1082]。30日の決選投票でルーラ・ダ・シルヴァ元大統領が50.9％を得票し当選、ボルソナロは49.1％で敗北[1083]。11月22日、ボルソナーロは電子投票機の6割近くに「不具合があった」と主張し、高等選挙裁判所に選挙結果の無効を求める異議申立書を送付[1084]。23日、高等選挙裁判所はこの異議申立を却下した上で、悪意に基づく申立だとして、2290万レアルの罰金を科した[1085]。
  -  ボスニア・ヘルツェゴビナ総選挙（英語版）を執行[1086]。大統領評議会選挙は、セルビア系がスルプスカ大統領で民族主義派のジェリカ・ツヴィヤノヴィッチが当選。ボシュニャク系、クロアチア系は穏健派のデニス・ベチロビッチ（英語版）元下院議長、ジェリコ・コムシッチがそれぞれ当選[1087]。
  -  スルプスカ大統領選挙（英語版）ではミロラド・ドディク前大統領が47.06％を得票し、42.84％のジェレナ・トリビッチ（英語版）を抑え当選を宣言。野党陣営は選挙違反があったと主張したが選挙管理委員会がドディクのリードを認め、27日にドディクが勝利宣言[1088]。
  -  ブルガリア国民議会選挙（英語版）を執行。240議席中、中道右派のGERB-民主勢力同盟連合が67議席で最大勢力となり勝利、与党・我々は変化を継続する（英語版）が53議席で第2党に後退。親ロシア右翼政党・再生（英語版）が27議席で第4党に躍進[1089]。
  -  ブルキナファソのポール＝アンリ・サンダオゴ・ダミバ暫定大統領が辞任条件として提示した7条件をイブラヒム・トラオレ陸軍大尉が受け入れ、ダミバは出国し隣国トーゴの首都ロメに逃れた[1090][1091]。5日、トラオレが国家元首かつ軍最高司令官に任命[1092]。
  -  クウェートのアーメド・アッ＝サバーハ首相が辞任を表明したが5日に再任され、改造内閣が発足[1093]。
- 3日 - 第210回国会召集[1094]。
- 4日 -  ロシアのウラジーミル・プーチン大統領が併合条約に調印したドネツク人民共和国とルガンスク人民共和国の元首代行を現職に据え置く大統領令に署名[1095][1096]。
- 5日 -  ロシアのウラジーミル・プーチン大統領がウクライナ領のドネツク人民共和国、ルガンスク人民共和国、ザポリージャ州、ヘルソン州を併合する法律に署名し、ロシア側の併合手続きが完了[1097]。12日、国際連合総会は、ロシアによる一方的な併合は違法で無効とする決議を143カ国の賛成多数で採択[1098]。
- 6日 -  チェコのプラハに於いて、欧州政治共同体第1回会合を開催[1099]。
- 7日
  - 都民ファーストの会は、英語スピーキングテストの結果を都立高校入試の評価に使えないようにする条例案の採決で党の方針に反し賛成票を投じた都議3人を除名処分にした[1100][1101]。10月18日、3人が新会派・ミライ会議を結成[1102]。
  - 東京都小金井市議会は、西岡真一郎市長が専決処分した市立幼稚園の一部廃園を巡る条例改正について、20対2の反対多数で不承認とした。これを受け西岡市長は14日付の退職届を市議会に提出し、市議会が同意[1103]。
  -  レソト総選挙（英語版）を執行。120議席中、繁栄のための革命(RFP)が56議席を獲得し勝利。レソト民主会議が29、全バソト会議が8議席[1104]。14日にモエケツィ・マジョロ首相が辞任を表明し[1105]、28日にRFP党首のサム・マテカネが新首相に就任[1106]。
- 9日
  - 沖縄県豊見城市長選挙を執行。元市議の徳元次人が、オール沖縄の支援を受ける現職の山川仁を破り初当選[1107]。
  -  オーストリア大統領選挙（英語版）を執行。現職のアレクサンダー・ファン・デア・ベレンが過半数の得票で再選[1108]。
- 10日 -  マレーシアのイスマイル・サブリ・ヤアコブ首相は、議会下院を解散したと発表[1109]。
- 12日
  - 兵庫県明石市議会は「相反する考えを排除する言動が危険で不適切」とする泉房穂市長への問責決議案を賛成多数で可決[1110]。泉市長は、2023年4月の任期満了に伴う市長選に立候補せず、今期限りで政治家を引退すると表明[1111]。
  - 自由民主党の党紀委員会は、銃撃され死亡した安倍晋三元首相を「国賊」と表現したとされる村上誠一郎元行政改革担当相について、1年間の党役職停止処分とすることを決定[1112]。
- 13日
  -  バヌアツ総選挙（英語版）を執行。52議席中、ヴロバラヴ大統領出身のバヌア・アク党と穏健政党連合が7議席ずつを獲得[1113]。
  -  イラク国民議会は延期されていた大統領選挙（英語版）を執行。第1回目投票ではアブドゥルラティーフ・ラシードが157票を獲得したが選出には至らず。第2回目投票でラシッドが162票獲得し選出され、ムハンマド・シヤーア・スーダーニーに組閣を要請[1114]。
  -  レバノン国民議会は定足数を確保できなかったため、大統領選挙を延期[1115]。20日の投票ではミシェル・モアワド（英語版）議員が42票、白票55票で選出できず、その後数人が退席したため定足数を満たさず24日に延期[1116]。
- 14日
  - 2021年4月の福岡県豊前市長選挙で、告示前に自身への投票を呼びかける名刺やはがきを有権者に配布したとして、後藤元秀市長が公職選挙法違反（事前運動など）の疑いで書類送検された[1117]。
  -  英首相リズ・トラスは、クワシ・クワーテン財務大臣を更迭し、減税案の柱となる一部を撤回。後任の財務相にはジェレミー・ハント元外務・英連邦相が就任[1118]。
- 15日 - 都民ファーストの会の荒木千陽代表と伊藤悠共同代表が辞任[1119]。
- 16日 -  中国共産党第二十回全国代表大会開幕[1120]。
- 17日 -  スウェーデン議会は穏健党党首のウルフ・クリステルソンの首相就任を賛成176、反対173票で承認[1121]。18日に政権が発足[1122]。
- 19日
  -  英国内務相スエラ・ブレイバーマン（英語版）は、個人のメールアドレスから公的文章を送付したことの責任を取るとして辞任。暗にリズ・トラス首相を批判する意図があるとされる。後任はグラント・シャップス（英語版）元運輸相（英語版）[1123]。20日、トラス首相は与党・保守党の党首を辞任すると表明[1124]。
  -  インド最大野党・国民会議はマリカルジュン・カルゲ上院議員を新総裁に選出したと発表[1125]。
- 21日
  -  米ワシントンの連邦地裁は、2021年1月の連邦議会襲撃事件を調査する下院特別委員会の召喚に応じなかったドナルド・トランプ前政権のスティーブン・バノン元首席戦略官に禁錮4カ月、罰金6500ドルの判決を言い渡した[1126]。
  -  イタリアの同胞のジョルジャ・メローニ党首は、セルジョ・マッタレッラ大統領からの首相候補指名を受諾。22日に同盟、フォルツァ・イタリアとの右派連立政権（メローニ内閣）が発足[1127]。
  -  ギニアのママディ・ドゥンブヤ暫定大統領は、西アフリカ諸国経済共同体と、2年で民政移管することで原則合意したと発表[1128]。
- 22日
  -  習近平党総書記の党の核心としての地位と、政治思想の指導的地位を固める「二つの確立」を盛り込んだ党規約の改正案を承認し、中国共産党第二十回全国代表大会が閉幕[1129]。閉幕式では胡錦濤前党総書記が途中退席させられる事件があった[1130]。
  -  大韓民国検察は、2020年9月に黄海上で海洋水産部の職員が北朝鮮側に射殺された事件をめぐり、船員が自ら北朝鮮に入ろうとしたとする、当時の文在寅政権下での調査結果に反する証拠を破棄したなどとして、前国防部長官の徐旭と前海洋警察庁長の金洪熙を職権乱用などの疑いで逮捕[1131][1132]。
- 23日
  - 新潟市長選挙を執行。現職の中原八一が再選[1133]。
  - 那覇市長選挙を執行。新人の知念覚元副市長が初当選[1134]。
  -  中国共産党第20期中央委員会第1回全体会議（1中全会）が開催され、党総書記（最高指導者）に習近平が再選。その他、最高指導部の党政治局常務委員が選出[1135]。
  -  スロベニア大統領選挙（英語版）を執行。スロベニア民主党（英語版）のアンジェ・ロガル（英語版）（得票率34.0％）と無所属のナターシャ・ピルク・ムサール（同26.9％）が11月13日の決選投票に進出[1136]。
- 24日
  - 山際大志郎経済再生担当大臣は、旧統一教会との接点が相次ぎ判明した事を受け、辞表を提出[1137]。25日、後任に後藤茂之前厚生労働大臣が就任[1138]。28日、山際が自由民主党新型コロナウイルス等感染症対策本部長に就任[1139]。
  -  保守党党首選挙への立候補を模索していたペニー・モーダント庶民院院内総務が撤退を表明し、唯一立候補を表明していたリシ・スナク元財務大臣を無投票で選出[1140]。25日、チャールズ3世国王がスナクを首相に任命[1141]。
- 28日
  - 2023年の福岡市議選の立候補を検討する元衆院議員の新開裕司に成り済まし、旧統一教会との関係を記したビラを配った福岡市議の堀本和歌子が、市議会議長宛てに議員辞職願を提出し、許可された[1142]。
  -  中国共産党は、中央政治局常務委員に昇格した李強の後任の上海市党委員会書記に、北京市の陳吉寧市長を充てる人事を決定[1143]。
- 29日 -  2021年5月にズールー王に即位したミスズールー・カツワリチニ（英語版）の即位祝賀式典が挙行され、シリル・ラマポーザ大統領が即位を承認[1144]。
- 30日
  - 福島県知事選挙を執行。現職の内堀雅雄が3選[1145]。
  - 神奈川県茅ヶ崎市長選挙を執行。現職の佐藤光が再選[1146]。
- 31日 - 前橋地方検察庁は、草津町の黒岩信忠町長からわいせつ被害を受けたと虚偽の告訴を行ったなどとして、虚偽告訴と名誉毀損の罪で新井祥子元草津町議を在宅起訴[1147]（草津町虚偽告発事件）。

### 11月
- 1日
  - 都民ファーストの会代表選挙告示。都議の森村隆行以外に立候補の届け出がなく[1148]、5日の全議員・支部長総会で森村を新代表に正式に選出[1149]。
  -  イスラエル議会総選挙を執行。120議席中、右派連合が過半数の64議席を獲得し勝利。リクードが32議席で第1党、ヤイル・ラピド政権与党の中道左派イェシュ・アティッドが24議席で第2党[1150]。13日、アイザック・ヘルツォーク大統領がベンヤミン・ネタニヤフ前首相に組閣を要請[1151]。
  -  デンマーク議会総選挙（英語版）を執行。与党・中道左派陣営が事前予測より善戦し、過半数を確保。右派の自由党は43議席から23議席に減らす大敗[1152]。
- 4日 -  バヌアツ議会は首相指名選挙を行い、イシュマエル・カルサカウ（英語版）副首相が52議席中50票を獲得し当選、即日就任[1153]。
- 5日 -  フランスの極右政党・国民連合は、党首代行を務めてきたジョルダン・バルデラ欧州議会議員を新党首に選出[1154]。
- 8日
  -  アメリカ合衆国中間選挙を執行。ジョー・バイデン大統領は、事前に予測されていた野党・共和党の圧勝は起こらなかったとの認識示す[1155]。
  -  フェロー諸島のバールドゥル・ア・スタイグ・ニールセン（英語版）自治政府首相が、同性愛に対する嫌悪を繰り返し表明し批判を受けていたイェニス・アヴ・ラナ（英語版）外相を更迭[1156]。9日、ニールセン首相は12月8日に自治議会総選挙を繰り上げ実施すると表明[1157]。
  -  サントメ・プリンシペのカルロス・ビラ・ノヴァ大統領は9月25日の総選挙結果を受け、ジョルジ・ボン・ジェズース（英語版）内閣を解任[1158]。
  -  イギリスのギャヴィン・ウィリアムソン無任所国務大臣は、同僚に嫌がらせのメッセージを送っていたとされる問題をめぐり辞任[1159]。
- 10日 -  レバノン国民議会は大統領選挙の5回目投票を実施。ミシェル・モアワド（英語版）議員が44票、白票47票で選出できず、その後数人が退席したため定足数を満たさず[1160]。17日の6回目ではモアワド43票白票45票[1161]、24日の7回目投票ではモアワド42票白票50票で選出できず[1162]。
- 11日
  - 自身の職責について「死刑のはんこを押す地味な役職」と発言し、批判が強まっていた葉梨康弘法務大臣が辞表を提出。後任には齋藤健元農林水産大臣が就任[1163]。
  -  インドネシアで6月30日に発足した3つの新しい州の知事代理が就任。南パプア州がアポロ・サファンポ（英語版）、中部パプア州がリブカ・ハルク、山岳パプア州がニコラウス・コンドモ（インドネシア語版）が務める[1164]。
  -  東南アジア諸国連合は、プノンペンで首脳会議を開催し、東ティモールの加盟を原則承認することを決定[1165]。
  -  テュルク諸国機構は、ウズベキスタンのサマルカンドで首脳会議を開催し、サマルカンド宣言を採択した。正会員国の首脳以外にオブザーバー国のハンガリーの首相、オルバーン・ヴィクトルが出席したほか、北キプロス・トルコ共和国のオブザーバー参加も承認された[1166][1167]。
- 12日 -  バーレーン代議院選挙（英語版）を執行。40議席中6議席が確定し、残り34議席は19日の決選投票で選出[1168]。
- 13日
  - 熊本市長選挙を執行。現職の大西一史が3選[1169]。
  - 新宿区長選挙を執行。現職の吉住健一が元区議の依田花蓮を破り3選[1170]。
  - 松山市長選挙告示。現職の野志克仁のほかに立候補の届け出がなく、野志が無投票で4選[1171]。
  -  スロベニア大統領選挙（英語版）の決選投票を執行。無所属のナターシャ・ピルク・ムサールが得票率54％で当選。スロベニア民主党（英語版）のアンジェ・ロガル（英語版）元外相は約46％[1172]。
- 16日 -  新型コロナウイルス感染症の流行拡大による外出制限が行われ、また同日にベルリンマラソンが行われていたため投票結果に影響が出たと指摘されていた2021年9月26日のベルリン市議会選挙について、同市の憲法裁判所は選挙を無効とし、再選挙を実施するよう命令[1173]。
- 18日 - 一票の格差を是正するため、衆議院小選挙区を「10増10減」する改正公職選挙法が参院本会議で、与党と立憲民主党などの賛成多数で可決、成立[1174]。
- 19日 -  マレーシア総選挙を執行。222議席中、アンワル・イブラヒム元副首相率いる野党連合・希望連盟（英語版）が82、連立政権に参加していたムヒディン・ヤシン前首相の国民同盟（英語版）が73、イスマイル・サブリ・ヤアコブ首相の国民戦線（英語版）は30議席を獲得、与野党とも過半数に届かず。マハティール・ビン・モハマド元首相が率いる祖国闘士党（英語版）は議席を獲得できず、マハティール自身も大差で落選[1175]。24日、アンワルが首相に就任[1176]。
- 20日
  - 愛媛県知事選挙を執行。現職の中村時広が得票率90.3％の圧勝で4選[1177]。
  - 福岡市長選挙を執行。現職の高島宗一郎が元市議らを破り4選[1178]。
  - 尼崎市長選挙を執行。前市教育長の松本真が日本維新の会公認候補を破り初当選[1179]。
  - 政治資金などの問題が相次いで明らかになっていた寺田稔総務大臣が岸田文雄首相に辞表を提出し、受理された[1180]。21日、後任に松本剛明元外務大臣が就任[1181]。
  -  カザフスタン大統領選挙（英語版）を執行。現職のカシムジョマルト・トカエフ大統領が得票率81.3％と圧勝し再選[1182]。
  -  赤道ギニア総選挙（英語版）を執行。大統領選挙では、現職のテオドロ・オビアン・ンゲマが95％を得票し6選[1183]。議会選挙は、赤道ギニア民主党が下院で全100議席、上院で全55議席を全て獲得[1184]。
  -  欧州議会は、ロシアがテロ支援国家であることを確認する決議を賛成494、反対58で採択[1185]。
  -  ネパール総選挙（英語版） を執行。与党連合は275議席中136議席で過半数に2議席届かず。そのうちシェール・バハドゥル・デウバ首相率いるネパール会議派は89議席で第1党。野党連合は104議席、そのうちK.P.シャルマ・オリ前首相率いる統一共産党は78議席。7月結党の新党・国民独立党（英語版）は20議席[1186]。
- 22日 -  ラトビアのエギルス・レヴィッツ大統領がクリシュヤーニス・カリンシュ首相に新内閣の組閣を要請[1187]。
- 24日
  -  集団安全保障条約機構（CSTO）首脳会談が開催。議長国アルメニアのニコル・パシニャン首相は、アルメニア・アゼルバイジャン国境紛争（英語版）へのCSTOの対応の不満から宣言への署名を拒否[1188]。
  -  ペルーのアニバル・トーレス（スペイン語版）首相が議会に信任投票を拒否されたことは不信任に等しいとして辞表を提出、深夜にペドロ・カスティジョ大統領がこれを承認したと発表[1189]。25日、後任にベッツィー・チャベス（英語版）文化相を任命[1190]。
- 25日
  - 大和市議会は、大木哲市長が前副市長から職員へのパワハラを指摘された問題で、市政を混乱させ市議会に不誠実な対応があったとして、大木市長に対する問責決議案を可決[1191]。12月22日にはさらに辞職勧告決議案を可決[1192]。
  -  サントメ・プリンシペでクーデター未遂事件が発生。パトリセ・トロボアダ首相は、国民議会のデルフィム・ネベス（英語版）前議長を含む4人を拘束したと発表[1193]。
- 26日
  -  中華民国統一地方選挙で与党・民主進歩党が相次ぎ県知事・市長ポストを落とし大敗、蔡英文総統が党首を辞任すると表明[1194]。
  -  シンガポールの与党・人民行動党(PAP)は新設の副書記長（党内序列2位）にローレンス・ウォン副首相兼財務相を選出。事実上のリー・シェンロン首相の後継[1195]。
- 27日 - 和歌山県知事選挙を執行。無所属で、自由民主党、立憲民主党、国民民主党、社会民主党和歌山県連の推薦を受けた岸本周平元衆議院議員が初当選[1196]。
- 28日 - 塩尻市の自宅兼事務所で2021年9月に妻を殺害したとして、長野県議会議員の丸山大輔が殺人容疑で逮捕された[1197]。
- 29日
  - 2021年の備前市長選挙を巡り、当選した吉村武司市長の選挙運動を支援した運動員に現金を渡したとして、吉村の地区後援会事務所で会計担当者だった男が公職選挙法違反（買収）の罪で略式起訴され、岡山簡易裁判所から罰金50万円の略式命令を受けた[1198]。
  -  ロシア会計検査院のアレクセイ・クドリン長官がプーチン大統領に辞表を提出。30日に上院が辞任を承認[1199]。

### 12月
- 1日
  -  レバノン国民議会は大統領選挙の8回目投票を実施。ミシェル・モアワド（英語版）議員が37票、白票52票で選出できず[1200]。
  -  ペルー共和国議会は、ペドロ・カスティジョ大統領に対する弾劾裁判の開始を賛成73、反対32、棄権6票で承認し、カスティジョの召喚を決定[1201]。7日、議会で弾劾が審議される数時間前にカスティジョは議会を解散して大統領令による統治を開始し、2023年9月までに議会選挙を行うことを表明。議会は大統領決定を認めずカスティジョを解任し、ディナ・ボルアルテ副大統領を新大統領とすることを賛成101、反対6、棄権10票で決定。ベッツィー・チャベス（英語版）首相をはじめ閣僚は辞任し、国家警察はカスティジョが失職した直後に身柄を拘束[1202][1203][1204]。10日にペドロ・アングロ（英語版）が新首相に指名され政権が発足[1205]。
- 2日
  - 政府の総合経済対策の裏付けとなる2022年度第2次補正予算が参院本会議で自民、公明の与党と国民民主党などの賛成多数で可決・成立[1206]。
  - 自民、公明両党は国会内で防衛力強化に関し、実務者によるワーキングチームの会合を開き、敵のミサイル基地などを攻撃する反撃能力の保有を認めることで合意[1207]。
- 3日 -  大韓民国検察は、2020年に黄海を漂流中の男性が北朝鮮軍に射殺された事件で、南北融和を重視する当時の文在寅政権の意向にそぐわない情報を握り潰したとして、職権乱用などの疑いで、徐薫前大統領府国家安保室長を逮捕[1208]。9日に起訴[1209]。
- 4日 - 品川区長選挙の再選挙を執行。森澤恭子元都議が初当選[1210]。
- 5日
  - 大麻密売グループに捜査情報を漏らした見返りに現金5万円を受け取ったとして、大阪府警察は、加重収賄と地方公務員法違反（守秘義務違反）の疑いで、徳島県藍住町議会の副議長ら2人を逮捕[1211]。
  -  ブルガリアのルメン・ラデフ大統領は、10月2日の総選挙で最大勢力となった中道右派のGERB-SDS連合に対し、組閣期限の猶予を総選挙後2カ月に加え1週間延長[1212]。GERBは無党派のニコライ・ガブロフスキーをテクノクラート内閣の首相候補とするが、議会は14日に賛成113、反対125票でこれを否決[1213]。
- 6日
  -  ジョージア州で上院選の最後の1議席をめぐる決選投票が実施され、民主党現職のラファエル・ウォーノック（英語版）が当選。民主と共和の議席は51対49となった[1214]。しかし、9日に上院議員キルステン・シネマ（英語版）は、民主党を離党し、無所属として活動することを表明[1215]。
  -  ドミニカ国議会総選挙（英語版）を執行。ドミニカ労働党（英語版）が21議席中19議席を獲得、残り2議席は無所属候補[1216]。主要な野党は選挙制度の改革が行われなかったとして立候補者を立てずボイコット[1217]。7日、議会がルーズベルト・スカーリットを首相に再任（6期目）[1218]。
  -  アルゼンチンの連邦裁判所は、クリスティーナ・フェルナンデス・デ・キルチネル副大統領に汚職で禁錮6年と終身の公職追放を言い渡した[1219]。
- 7日
  - 名古屋地方裁判所は、現職の国会議員に成り済まして東海道新幹線のグリーン券をだまし取ったなどとして、詐欺と有印私文書偽造・同行使の罪に問われた元参院議員の山下八洲夫に懲役2年、執行猶予4年を言い渡した[1220]。
  -  スイス連邦議会は2023年度連邦大統領にアラン・ベルセ副大統領（181票中140票）、副大統領にヴィオラ・アムヘルトを選出（223票中207票）。またウエリ・マウラーとシモネッタ・ソマルーガの後任として、アルベルト・レスティとエリーザベト・ボーム＝シュナイダーを選出[1221]。
- 8日 -  フェロー諸島自治議会総選挙（英語版）を執行。33議席中、社会民主党が9、同盟党が7、人民党と共和が6、進歩が3、中央党が2議席を獲得[1222]。
- 9日
  -  欧州理事会でクロアチアのシェンゲン圏加盟が投票で通過。クロアチアのユーロ導入と共に2023年1月1日より発効。一方、加盟申請中のルーマニアはオーストリア、ブルガリアはオーストリアとオランダの反対に遭い、今回の加盟は不可能となった[1223]。
  -  イスラエルのアイザック・ヘルツォーク大統領がベンヤミン・ネタニヤフ前首相に対する組閣期限を12月21日まで延長[1224]。21日、ネタニヤフは極右・宗教政党と連立政権樹立で合意したと表明[1225]。29日、国会で連立政権が賛成多数で承認され、ネタニヤフ政権が正式に発足[1226]。
  -  カタールが関与したとされる汚職疑惑をめぐり、ベルギーの捜査当局は、欧州議会のエバ・カイリ（英語版）副議長や前議員ら5人を逮捕[1227]。13日、欧州議会はカイリの解任決議案を賛成625、反対1で可決[1228]。
- 10日 - 旧統一教会問題をめぐる被害者救済法が、参院本会議で与党や立憲民主党、日本維新の会、国民民主党の賛成多数で可決、成立し[1229]、第210回国会が閉会[1230]。
- 11日 -  大韓民国国会はソウル梨泰院雑踏事故で責任を問うため李祥敏（朝鮮語版）行政安全部長官の解任決議を賛成182、無効1票で可決。与党・国民の力は採決をボイコット。法的拘束力はなく、大統領側は拒否する公算[1231]。
- 13日 -  南アフリカ共和国国民議会は、金銭スキャンダルの浮上したシリル・ラマポーザ大統領に対する弾劾の是非を審議する委員会の設置案の採択を行い、賛成148、反対214で否決[1232]。19日、与党・アフリカ民族会議の党首選挙でラマポーザが再選[1233]。
- 14日
  -  トルコの裁判所はイスタンブールのエクレム・イマモール市長に対し、公務員に対する侮辱の罪で禁錮2年7月の有罪判決を言い渡した[1234]。
  -  フィジー議会総選挙（英語版）を執行。55議席中、フィジー第一党が26議席獲得にとどまり過半数割れ。人民同盟（英語版）が21、国民連邦党（英語版）が5、社会民主自由党（英語版）が3議席を獲得[1235]。
- 15日
  -  スロバキア共和国国民議会はエドゥアルド・ヘゲル政権に対する不信任決議を賛成78、反対20票で可決[1236]。
  -  コソボが欧州連合に加盟を申請。同国の独立を承認していない隣国セルビアは強く反発[1237]。
- 16日 -  ペルーのヤイル・ペレス・ブラニェス（スペイン語版）文化相とパトリシア・コレア（スペイン語版）教育相は、ペドロ・カスティジョ前大統領の罷免に抗議するデモの鎮圧で市民に死者が出たことに抗議して辞表を提出。同日、議会はディナ・ボルアルテ大統領がデモ沈静化のため提出した総選挙前倒しの憲法改正案を否決[1238]。
- 17日
  -  チュニジア人民議会選挙（英語版）を執行。主要政党はボイコットし、投票率は11.22％[1239]。161議席中、第1回目投票で21議席が決定し（10議席は無投票）、133議席は2023年1月20日の決選投票で選出し、7選挙区は立候補者が不在[1240]。
  -  アイルランド議会はレオ・バラッカー前首相を新首相に選出[1241]。
  -  ギニアビサウのウマロ・シソコ・エンバロ大統領が12月18日に予定されていた議会総選挙を2023年6月4日に延期する大統領令に署名[1242]。
- 18日
  - 佐賀県知事選挙を執行。現職の山口祥義が3選[1243]。
  - れいわ新選組代表選挙を執行。現職の山本太郎を選出[1244]。19日、山本は共同代表に櫛渕万里、大石晃子両衆院議員を決定したと発表[1245]。
  -  ネパールのビドヤ・デビ・バンダリ大統領が11月総選挙の結果を受けた首相選出を12月25日午後5時までに完了するよう全政党に要請[1246]。連立交渉の結果、プラチャンダとK.P.シャルマ・オリの両元首相が交互に首相を務めることとなり、25日にバンダリ大統領がプラチャンダを新首相に任命[1247]。
- 19日
  -  2021年1月の米連邦議会襲撃事件を調査してきた下院特別委員会は、ドナルド・トランプ前大統領を暴動の扇動などの罪で刑事訴追するように司法省に勧告[1248]。
  -  中国共産党中央規律検査委員会は、収賄のため肖亜慶（中国語版）元工業情報部長の党籍剥奪を決定したと発表[1249]。
- 20日 -  ペルー外務省は、メキシコの駐ペルー大使をペルソナ・ノン・グラータに指定し国外追放すると発表。メキシコのロペス・オブラドール大統領は、ペルーのペドロ・カスティジョ前大統領の罷免に絡みペルー政府を繰り返し批判しており、これに対する報復とみられる[1250]。
- 21日
  - 自民党所属の薗浦健太郎衆議院議員は、細田博之衆議院議長宛てに辞職願を提出し、許可された。政治資金パーティーの収入計約4000万円を過小に政治資金収支報告書に記載した疑いがもたれている[1251]。22日、東京地検特捜部が薗浦と元秘書2人を政治資金規正法違反の罪で略式起訴[1252]。27日、東京簡裁が薗浦に罰金100万円、公民権停止3年の略式命令を出した[1253]。
  -  ペルーのペドロ・アングロ（英語版）内閣が総辞職。ディナ・ボルアルテ大統領は後任の首相にアルベルト・オタロラ（英語版）国防相を任命[1254]。
  -  国際連合安全保障理事会は、2021年にクーデターを起こしたミャンマー軍に対し、アウンサンスーチー元国家顧問らの解放を要求する決議案を12カ国の賛成で採択[1255]。
  -  スルプスカ共和国議会がラドヴァン・ビシュコヴィッチ（英語版）を首班とする新政権を賛成51反対23で承認[1256]。
- 22日 -  ボスニア・ヘルツェゴビナ大統領評議会はボリャナ・クリシュトを閣僚評議会議長（首相）に任命。クロアチア人代表を争ったジェリコ・コムシッチ代表は反対[1257]。
- 25日 - 宮崎県知事選挙を執行。現職の河野俊嗣が4選[1258]。
- 27日
  - 公職選挙法違反などの疑惑が指摘されていた秋葉賢也復興大臣が岸田文雄首相に辞表を提出し、受理された[1259]。同日、後任に元復興大臣の渡辺博道が就任[1260]。また同日、LGBTなどに対する相次ぐ差別発言が問題となっている杉田水脈総務大臣政務官も辞表を提出[1261]。
  -  大韓民国の尹錫悦大統領は、収賄事件で2020年に実刑が確定した李明博元大統領の特別赦免を決定[1262]。
- 28日 -  韓国国会で「全北特別自治道設置等に関する特別法案」が通過した[1263]。
- 29日
  -  大韓民国のソウル中央地検は、2020年に黄海を漂流中の男性が北朝鮮軍に射殺された事件に絡み、南北融和を重視する当時の文在寅政権の意向にそぐわない情報の削除を指示したとして、国家情報院の朴智元前院長と徐旭前国防部長官を在宅起訴[1264]。
  -  モンテネグロ議会は81議席中41票を獲得したミオドラグ・レキッチ（英語版）元外相を次期首相に指名。しかしミロ・ジュカノヴィチ大統領は、議会が大統領に代わり首相指名権を得る法改正は違憲として、この指名結果の承認を拒否[1265]。
- 30日
  -  中国の習近平国家主席は、王毅国務委員の外交部長職の兼摂を解き、その後任に駐米特命全権大使を務める秦剛を起用[1266]。
  -  ミャンマーの首都ネピドーの裁判所は、アウンサンスーチー元国家顧問に対し、汚職事件5件で禁錮7年の有罪判決を言い渡した。これにより、軍によるクーデター後に訴追された計19件全てで有罪となり、刑期は計33年となった[1267]。
  -  ラオス国民議会は、経済危機の責任を取り辞意を表明したパンカム・ヴィパワン首相の辞任を承認し、後任の首相に副首相のソーンサイ・シーパンドーンを選出[1268]。
  -  ベトナム共産党は、外交を取り仕切るファム・ビン・ミン筆頭副首相と保健部門を担うブー・ドク・ダム（ベトナム語版）副首相について、いずれも監督分野にからむ不正の監督責任を問い、党中央委員を解任。ミン副首相は党最高指導部の政治局員も解任[1269]。
- 31日 -  この日まで開かれた朝鮮労働党中央委員会拡大総会において、朴正天が党書記と党中央軍事委員会副委員長を解任された。 二つの職の後任には国防相だった李永吉が就任。後任国防相には民間防衛組織「労農赤衛軍」司令官を務めた強純男が充てられた。また朝鮮人民軍総参謀長に昨年6月に一般犯罪を担当する警察トップの社会安全相になったばかりの朴寿日が、社会安全相には以前に同職を務め昨年6月に軍総参謀長になった李太燮が、それぞれ任命された。朴寿日は党政治局員にも昇格した[1270]。

## 死去

### 1月
- 4日 - 田中慶秋：元衆議院議員【民社党・新進党・新党友愛・民主党所属】、第90代法務大臣（* 1938年）[1271]
- 7日 - アナトーリー・クワシュニン： 元ロシア連邦シベリア連邦管区大統領全権代表（* 1946年）[1272]
- 8日 - 高橋和雄：元山形県知事（* 1930年）[1273]
- 9日 - 海部俊樹：元衆議院議員【自由民主党・新進党・自由党・保守党・保守新党所属】、第76-77代内閣総理大臣（* 1931年）[1274]
- 10日 - アブドゥラフマン・ヴェジロフ（英語版）： 第17代アゼルバイジャン共産党第一書記（* 1930年）[1275]
- 11日
  - アーネスト・ショネカン（英語版）： 元ナイジェリア大統領代行（* 1936年）[1276]
  - ダヴィド・サッソリ： 第32代欧州議会議長（* 1956年）[1277]
- 13日 - 中村愼司：和歌山県紀の川市長（* 1942年）[1278]
- 16日
  - 佐藤静雄：元参議院議員【自由民主党所属】（* 1931年）[1279]
  - イブラヒム・ブバカール・ケイタ： 第5代マリ共和国大統領、第6代首相、元外相（* 1945年）[1280]
- 19日 - アナトリー・マロフィエフ（英語版）： 元白ロシア共産党（英語版）第一書記（* 1933年）[1281]
- 21日 - 仲宗根正和：元沖縄県沖縄市長（* 1933年）[1282]
- 23日 - 小西博行：元参議院議員【民社党所属】（* 1936年）[1283]
- 25日 - 林紀子：元参議院議員【日本共産党所属】（* 1940年）[1284]
- 26日 - 翫正敏：元参議院議員【日本社会党所属】（* 1947年）[1285]
- 27日
  - 小林康雄：第9-第14代士幌町長（6期途中）【無所属】（* 1950年）[1286][1287]
  - 李勇武： 元朝鮮民主主義人民共和国国防委員会副委員長（* 1923年）[1288]

### 2月
- 1日 - 石原慎太郎：元参議院議員・衆議院議員【自由民主党・太陽の党・日本維新の会・次世代の党所属】、第14-17代東京都知事、第59代運輸大臣、第8代環境庁長官、初代太陽の党共同代表、初代日本維新の会共同代表、元次世代の党最高顧問（* 1932年）[1289]
- 2日
  - ヴォルフガング・シュヴァニッツ（英語版）： 元ドイツ民主共和国国家保安省長官（* 1930年）[1290]
  - エド・フォアマン： 元アメリカ合衆国下院議員（* 1933年）[1291]
- 3日
  - フリストス・サルゼタキス（英語版）： ギリシャ共和国第三共和政第4代大統領（* 1929年） [1292]
  - 松田岩夫：元参議院議員・衆議院議員【自由民主党・新生党・新進党所属】、元内閣府特命担当大臣（科学技術政策担当）（* 1937年）[1293]
- 6日 - 増本一彦：元衆議院議員【日本共産党所属】（* 1936年）[1294]
- 10日 - マヌエル・エスキベル： 第2・4代ベリーズ首相（* 1940年） [1295]
- 12日 - 石母田達：元衆議院議員【日本共産党所属】（* 1924年）[1296]
- 14日 - 渋谷金太郎：清瀬市長（3期途中）【無所属】（* 1951年）[1297]
- 16日 - エーモス・ソーヤー： 元リベリア暫定大統領（* 1945年）[1298]
- 24日 - ジョン・ランディ： 第26代ビクトリア州総督（* 1930年）[1299]
- 26日 - 山中郁子：元参議院議員【日本共産党所属】（* 1933年）[1300]
- 28日 - アブゼド・オマル・ドルダ： 第6代大リビア・アラブ社会主義人民ジャマーヒリーヤ国全国人民委員会書記長（首相格）（* 1944年）[1301]

### 3月
- 2日 - ケネス・デュバースタイン： 元アメリカ合衆国大統領首席補佐官（* 1944年）[1302]
- 3日
  - ブルーノ・サウル（英語版）： 第6代エストニア・ソビエト社会主義共和国首相（* 1944年）[1303]
  - 三沢淳：元衆議院議員【新進党・自由党・保守党所属】（* 1952年）[1304]
- 5日 - 鷲澤正一：元長野市長（* 1940年）[1305]
- 7日
  - ムハンマド・ラフィーク・ターラル（英語版）： 第9代パキスタン大統領（* 1929年）[1306]
  - シャフナワーズ・タナイ： 元アフガニスタン国防大臣（* 1958年）[1307]
  - ユーリイ・プリリプコ： ウクライナ・ホストメリ市長（* 1960年）[314]
  - オレクサンドル・マルチェンコ：元ウクライナ最高議会議員（* 1965年）[1308]
- 11日 - ルピヤ・バンダ： 第4代ザンビア大統領、元外相（* 1937年）[1309]
- 12日
  - 外口玉子、元衆議院議員【日本社会党所属】（* 1937年）[1310]
  - カール・オフマン（英語版）： 第3代モーリシャス大統領（* 1940年）[1311]
- 13日 - 北村春江：第15・16・17代兵庫県芦屋市長（* 1928年）[1312]
- 15日 - ラウロ・フレッド・カヴァゾス： 第4代アメリカ合衆国教育長官（* 1927年）[1313]
- 18日 - ドン・ヤング： アメリカ合衆国下院議員（* 1933年）[1314]
- 19日 - シャハブッディン・アーメド： 第12代バングラデシュ大統領、元大統領代行（* 1930年）[1315]
- 20日 - 堀江正夫：元参議院議員【自由民主党所属】（* 1915年）[1316]
- 21日 - スメイロ・ブベイエ・マイガ（英語版）： 第17代マリ共和国首相、元外相（* 1954年）[1317]
- 23日 - マデレーン・オルブライト： 第64代アメリカ合衆国国務長官（* 1937年）[1318]
- 25日 - サー・ジョン・チャップル（英語版）： 元ジブラルタル総督（* 1931年）[1319]
- 26日 - 和田一郎：元衆議院議員【公明党所属】（* 1929年）[1320]
- 27日 - アヤズ・ムタリボフ（英語版）： 第10代アゼルバイジャンSSR首相、第18代アゼルバイジャン共産党第一書記、初代アゼルバイジャン大統領（* 1938年）[1321]
- 31日
  - ゲオルギ・アタナソフ（英語版）： 第51代ブルガリア首相（* 1933年）[1322]
  - ギュンター・デッカート： 第4代ドイツ国家民主党党首（* 1940年）[1323]

### 4月
- 2日 - ヴァンス・エイモリー（英語版）： 第2・4代ネイビス首相（* 1949年）[1324]
- 4日
  - ジャンゴ・シソコ（英語版）： 元マリ共和国暫定首相（* 1948年）[1325]
  - ブラニスラヴ・ショシュキッチ（英語版）： 第5代モンテネグロ社会主義共和国大統領評議会議長（* 1922年）[1326]
- 6日 - ウラジーミル・ジリノフスキー： ロシア自由民主党党首（* 1946年）[1327]
- 7日
  - 佐々木満：元参議院議員【自由民主党所属】、第10代総務庁長官（* 1926年）[1328]
  - ドゥシャン・チュクレヴィッチ（英語版）： セルビア社会主義共和国の元執行評議会議長、元国民議会議長、第5代行政委員会議長（首相）、第4代幹部会議長（大統領）（* 1927年）[1329]
- 8日 - 彭明敏： 元中華民国総統府資政（上級顧問）（* 1923年）[1330]
- 14日 - 尾身幸次：衆議院議員【自由民主党所属】、第6代財務大臣、第54代経済企画庁長官（* 1932年）[1331]
- 15日
  - ヘンリー・プラム： 元欧州議会議長（* 1925年）[1332]
  - 照屋寛徳：元沖縄県議会議員（2期途中）、元参議院議員（1期）・元衆議院議員（6期）【無所属、社会民主党所属】、元社会民主党副党首、元同党国会対策委員長（* 1945年）[1333][1334]
- 18日 - ヴャチェスラフ・トルブニコフ： 第2代ロシア対外情報庁長官（* 1944年）[1335]
- 19日 - 久世公堯：元参議院議員【自由民主党所属】、第5代金融再生委員会委員長（* 1928年）[1336]
- 21日 - ムワイ・キバキ： 第3代ケニア共和国大統領、第4代副大統領（* 1931年）[1337]
- 23日 - オリン・ハッチ： 元アメリカ合衆国上院仮議長（* 1934年）[1338]
- 25日 - 羅雄培： 元大韓民国副首相兼財政経済院長官（* 1934年）[1339]
- 27日 - 廖国勛： 天津市長（* 1963年）[1340]

### 5月
- 1日
  - リカルド・アラルコン（英語版）： 元キューバ人民権力全国会議議長、元外相（* 1937年）[1341]
  - イラン・ギロン： 元クネセト議員（* 1937年）[1342]
- 3日 - ノーマン・ミネタ： 第33代アメリカ合衆国商務長官、第14代運輸長官（* 1931年）[1343]
- 4日 - スタニスラフ・シュシケビッチ： 初代ベラルーシ最高会議議長（元首格）（* 1934年）[1344]
- 10日 - レオニード・クラフチュク： 初代ウクライナ大統領（* 1934年）[1345]
- 12日 - フランチェスコ・ヌカラ（イタリア語版）： 元イタリア共和党党首（* 1940年）[1346]
- 13日
  - 鹿野文永：旧鹿島台町長（8期）（* 1935年）[1347]
  - 楊亨燮： 元朝鮮民主主義人民共和国最高人民会議常任委員会副委員長（* 1925年）[1348]
  - ハリーファ・ビン・ザーイド・アール・ナヒヤーン： 第2代アラブ首長国連邦大統領、アブダビ首長（* 1948年）[1349]
- 15日 - 高貴男： 元大韓民国国会議員（* 1933年）[1350]
- 16日 - 浜田卓二郎：元衆議院議員（4期）【自由民主党所属】、元参議院議員（1期）【無所属、改革クラブ所属】、外務政務次官（* 1941年）[1351]
- 17日 - 丁來赫： 元大韓民国国防部長官、元商工部長官、元国会議員、同議長（* 1926年）[1352]
- 19日 - 玄哲海： 元朝鮮民主主義人民共和国人民武力部第一副部長（* 1934年）[1353]
- 21日
  - 島袋秀幸：伊江村長（3期途中）（* 1952年）[1354][1355]
  - 井上美代：元参議院議員【日本共産党所属】（* 1936年）[1356]
- 26日 - チリアーコ・デ・ミータ： 第46代イタリア閣僚評議会議長（* 1928年）[1357]
- 28日
  - 西尾正範：元北海道函館市長（* 1949年）[1358]
  - ブヤル・ニシャニ： 第6代アルバニア大統領（* 1966年）[1359]
  - エバリスト・カルバリョ： 第5代サントメ・プリンシペ民主共和国大統領、第5・11代首相（* 1941年）[1360]

### 6月
- 1日 - ジャン・レク（英語版）： 初代ニューカレドニア自治政府主席（* 1931年）[1361]
- 4日 - 石井一：元衆議院議員・参議院議員、第19代国土庁長官、第45代自治大臣【自由民主党・新生党・新進党・国民の声・民政党・民主党所属】（* 1934年）[1362]
- 6日 - オルランド・ホルヘ・メラ（英語版）： ドミニカ共和国環境・天然資源大臣（* 1966年）[1363]
- 7日 - マルコ・ルザゴ（英語版）： マルタ騎士団暫定総長（* 1950年）[1364]
- 8日 - ロメオ・モリー（英語版）： 元サンマリノ執政（* 1952年）[1365]
- 9日 - 日森文尋：元衆議院議員【社会民主党所属】（* 1948年）[1366]
- 12日 - 渡辺貢：元衆議院議員【日本共産党所属】（* 1928年）[1367]
- 17日 - 金田英行：元衆議院議員（4期）【自由民主党所属】、元農林水産副大臣（* 1942年）[1368][1369]
- 19日
  - 関根則之：元参議院議員【自由民主党所属】（* 1931年）[1370]
  - ウェフェ・エレマン＝ジェンセン（英語版）： 元デンマーク外務大臣、元ヴェンスタ党首（* 1941年）[1371]
  - ゲンナジー・ブルブリス： 元ロシア国務長官・第一副首相（* 1945年）[1372]
- 20日 - 熊清泉： 元中華人民共和国湖南省人民政府省長、元中国共産党湖南省委員会書記（* 1927年）[1373]
- 21日 - ドラガン・トミッチ： 元セルビア共和国大統領代行、元国民議会議長（* 1936年）[1374]
- 23日 - 趙淳： 元大韓民国経済企画院長官、第30代ソウル特別市長、初代ハンナラ党代表（* 1928年）[1375]
- 28日
  - 笹木竜三：元衆議院議員（4期）【新進党・民主党所属】、元文部科学副大臣、元民主党副幹事長（* 1956年）[1376][1377]
  - マルティン・バンゲマン： 元ドイツ自由民主党党首、元経済相、元欧州委員会委員（* 1934年）[1378]

### 7月
- 1日
  - 山田治雄：熱海市議会議員（12期途中）【日本社会党・社会民主党所属、無所属】、元同議会議長（* 1927年）[1379]
  - ルイス・アルベルト・ロドリゲス・ロペス＝カジェハ（フランス語版）： キューバ共産党政治局員、大統領顧問（* 1960年）[1380]
- 5日 - モハマドサヌシ・バーキンド（英語版）： 石油輸出国機構事務局長（* 1959年）[1381]
- 6日 - ジェイコブ・ネーナ（英語版）： 第4代ミクロネシア連邦大統領、第4代副大統領、元コスラエ州知事（* 1941年）[1382]
- 8日
  - 安倍晋三：衆議院議員（10期途中）【自由民主党所属】、第90・96-98代内閣総理大臣、第21・25代自由民主党総裁（* 1954年）[871][1383]
  - ジョゼ・エドゥアルド・ドス・サントス： 第2代アンゴラ大統領（* 1942年）[1384]
  - ルイス・エチェベリア： 第50代メキシコ合衆国大統領（* 1922年）[1385]
- 10日 - 藤井裕久：元参議院議員（2期）、元衆議院議員（7期）【自由民主党・新生党・新進党・自由党・民主党・民進党所属】、第98・99代大蔵大臣、第12代財務大臣、元内閣官房副長官（* 1932年）[1386]
- 12日 - 土屋元：勝浦市長（1期途中）、元勝浦市議会議員（* 1949年）[1387]
- 14日 - フランシスコ・モラレス・ベルムデス（英語版）： 第2代ペルー軍事評議会大統領（* 1921年）[1388]
- 18日 - 張坰淳： 元大韓民国国会議員、元国会副議長、第18代農林部長官（* 1922年）[1389]
- 22日 - 本田良一：元参議院議員【民主党所属】（* 1940年）[1390]
- 25日 - デヴィッド・トリンブル： 初代北アイルランド自治政府首相、元アルスター統一党党首（* 1944年）[1391]
- 31日
  - フィデル・ラモス： 第12代フィリピン大統領（* 1928年）[1392]
  - ワジム・バカーチン： 第8代ソビエト連邦国家保安委員会議長、第8代内務大臣（* 1937年）[1393]

### 8月
- 3日 - ジャッキー・ワロルスキー（英語版）： アメリカ合衆国下院議員（* 1963年）[1394]
- 7日 - エゼキエル・アレブア（英語版）： 第3代ソロモン諸島首相、元外相（* 1947年）[1395]
- 9日 - ニコライ・スリュニコフ： 元白ロシア・ソビエト社会主義共和国共産党（英語版）第一書記（* 1929年）[1396]
- 14日
  - 林保夫：元衆議院議員【民社党所属】（* 1928年）[1397]
  - ヨシウォ・ジョージ（英語版）： ミクロネシア連邦副大統領（* 1941年）[1398]
  - バルタシュ・トゥルスムバエフ： 元カザフスタン副首相、元安全保障会議書記（* 1946年）[1399]
- 15日 - 鈴木礼治：公選第10～13代愛知県知事（* 1928年）[1400]
- 17日 - 加藤繁秋：元衆議院議員【日本社会党所属】（* 1947年）[1401]
- 26日 - 石橋大吉：元衆議院議員【日本社会党・社会民主党・民主党所属】（* 1932年）[1402]
- 30日 - ミハイル・ゴルバチョフ： 第8代ソビエト連邦指導者、初代大統領、元ソビエト連邦共産党書記長（* 1931年）[1403]

### 9月
- 3日 - 林孝矩：元衆議院議員【公明党所属】（* 1938年）[1404]
- 7日 - 櫛田一男：元いわき市長（* 1928年）[1405]
- 8日 - エリザベス2世： ウィンザー朝第4代イギリス女王（* 1926年）[1009]
- 16日 - セルゲイ・ゴレンコ（ロシア語版）： ルガンスク人民共和国検事総長（* 1982年）[1406]
- 19日（訃報発表日） - 朴容日： 朝鮮民主主義人民共和国最高人民会議常任委員会副委員長、朝鮮社会民主党中央委員会委員長（* 1966年）[1407]
- 24日 - ハドソン・オースティン（英語版）： 元グレナダ革命軍事評議会議長（首相格）（* 1938年）[1408]
- 28日 - 武村正義：元衆議院議員【自由民主党・新党さきがけ・民主党所属】、公選第8-10代滋賀県知事、第52代内閣官房長官、第100代大蔵大臣（* 1938年）[1409]

### 10月
- 1日 - アントニオ猪木：元参議院議員【スポーツ平和党・日本維新の会・次世代の党・日本を元気にする会】（* 1943年） [1410]
- 4日 - 金東吉： 元大韓民国国会議員、元統一国民党代表（* 1928年）[1411]
- 11日 - 松永光：元衆議院議員【自由民主党所属】、第106代文部大臣、第50代通商産業大臣、第104代大蔵大臣（* 1928年）[1412]
- 17日 - ユヌーシ・トゥーレ（英語版）： 第4代マリ共和国首相（* 1941年）[1413]
- 18日 - チャールズ・W・ダンカン・ジュニア（英語版）： 第2代アメリカ合衆国エネルギー長官（* 1926年）[1414]
- 23日 - カルロス・メランシア（英語版）： 元ポルトガル領マカオ総督（* 1927年）[1415]
- 24日 - アシュトン・カーター： 第25代アメリカ合衆国国防長官（* 1954年）[1416]
- 30日
  - 桑山博之：元岡山県津山市長、元岡山県議会議員（*1941年）[1417]
  - 金元雄： 元大韓民国国会議員、元光復会会長（* 1944年）[1418]

### 11月
- 4日 - バラク・シェール・マザーリー（英語版）： 元パキスタン暫定首相（* 1928年）[1419]
- 5日 - カーメル・ミフスード・ボンニーチ（英語版）： 第12代マルタ共和国首相（* 1933年）[1420]
- 8日
  - 大橋建一：元和歌山市長（* 1946年）[1421]
  - ヴィクトル・チェルケソフ： 元ロシア北西連邦管区大統領全権代表（* 1950年）[1422]
- 9日
  - 鮑彤： 元中国共産党中央委員（* 1932年）[1423]
  - キリル・ストレモウソフ（英語版）： ロシア占領ヘルソン州副知事（* 1976年）[1424]
- 22日 - ジョン・Y・ブラウン・ジュニア： 第55代ケンタッキー州知事（* 1933年）[1425]
- 26日 - ウラジーミル・マケイ： ベラルーシ外務大臣（* 1958年）[1426]
- 30日 - 江沢民： 第3代中国共産党中央委員会総書記（最高指導者）、第5代中華人民共和国国家主席、元上海市長（* 1926年）[1427]

### 12月
- 2日 - 崔秉烈： 第29代ソウル特別市長、元国会議員、元ハンナラ党代表（* 1938年）[1428]
- 4日 - マゴメダリ・マゴメードフ： 初代ダゲスタン共和国最高会議議長・共和国国家会議議長、元自治共和国最高会議幹部会議長（* 1930年）[1429]
- 6日 - アドルファス・シュレジェヴィチュス（英語版）： 第6代リトアニア共和国首相（* 1948年）[1430]
- 9日 - 島袋宗康：元参議院議員【沖縄社会大衆党・第二院クラブ・無所属の会所属】、元沖縄社会大衆党委員長（* 1926年）[1431]
- 10日
  - 山根隆治：元参議院議員【民主党所属】、元外務副大臣（* 1948年）[1432]
  - 森田新一郎：八峰町長（2期途中）【無所属】（* 1951年）[1433][1434]
- 20日 - スブロト（英語版）： 第16・19代石油輸出国機構(OPEC)事務局長（* 1923年）[1435]
- 21日 - 内田茂：元東京都議会議員【自由民主党所属】、第39代東京都議会議長（* 1939年）[1436]
- 24日 - フランコ・フラッティーニ： 元イタリア外務大臣、元欧州委員会副委員長（* 1957年）[1437]
- 29日 - エトカル・サヴィサール（英語版）： 元エストニア首相（* 1950年）[1438]
- 31日 - ベネディクト16世： 第265代ローマ教皇（* 1927年）[1439]